# 一式戦闘機
キ43 一式戦闘機「隼」
飛行第25戦隊第2中隊のエース大竹久四郎曹長搭乗の一式戦二型（キ43-II、1943年夏撮影）。
部隊マークとして白色で縁取られた中隊色の赤色帯と、機体番号の下桁を垂直尾翼に描いている
- 用途：戦闘機
- 分類：軽戦闘機
- 設計者：小山悌
- 製造者：

  - 中島飛行機（開発）
  - 立川飛行機
  - 陸軍航空工廠
- 運用者

  -  大日本帝国（陸軍）
  -  満州国（飛行隊）
  -  タイ（空軍）
  -  中華民国（空軍）
  -  中華人民共和国（空軍）
  -  インドネシア（空軍）
  -  フランス（空軍）
- 初飛行：1938年12月12日
- 生産数：5,751機(5,919機とする文献もある[1])
- 生産開始：1941年4月
- 運用開始：1941年6月
- 退役：1945年8月
- 運用状況：退役

一式戦闘機（いっしきせんとうき、いちしきせんとうき）は、第二次世界大戦時の大日本帝国陸軍の戦闘機。キ番号（試作名称）はキ43。愛称は隼（はやぶさ）。呼称・略称は一式戦、一戦、ヨンサンなど。連合軍のコードネームはOscar（オスカー）。開発は中島飛行機、製造は中島および立川飛行機。
四式戦闘機「疾風」（キ84）とともに帝国陸軍を代表する戦闘機として、太平洋戦争（大東亜戦争）における事実上の主力機として運用された。総生産機数は5,700機以上で、旧日本軍の戦闘機としては海軍の零式艦上戦闘機に次いで2番目に多く、陸軍機としては第1位。

## 概要

### 開発・計画

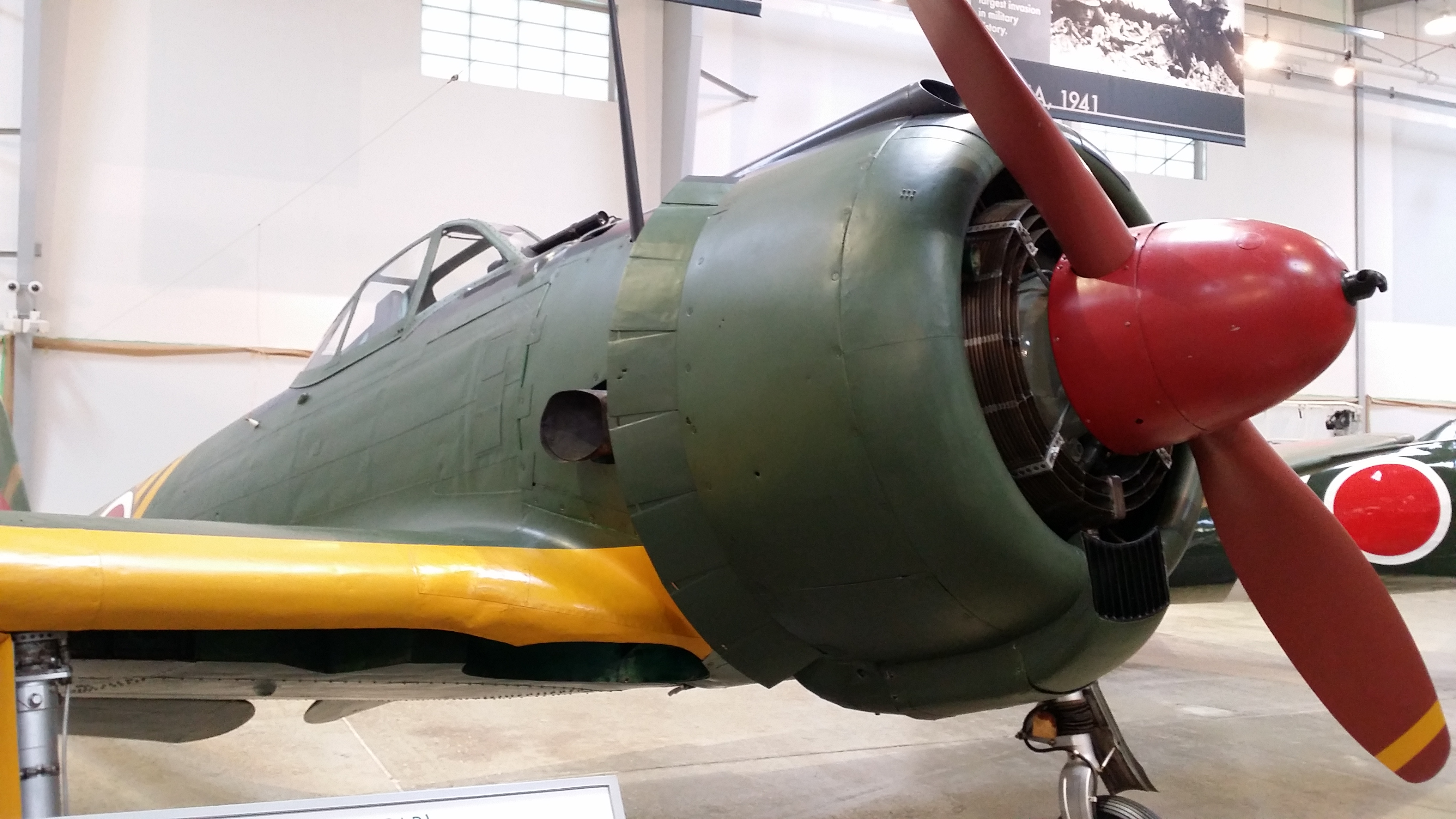
一式戦一型（キ43-I）

1937年（昭和12年）12月に制式採用された中島製の全金属製低翼単葉機九七式戦闘機（キ27）は、主脚に固定脚を採用した保守的な設計かつ格闘戦向けの戦闘機だった。登場当初の九七戦は速度・上昇力・旋回性に優れた優秀機であったが、当時の欧州では引込脚のBf 109（ドイツ）とスピットファイア（イギリス）が出現しており、設計面で将来性が乏しい九七戦自体に限界を感じていた陸軍は新型戦闘機の開発を模索するようになった。そのため九七戦採用と同月である12月に陸軍航空本部は中島に対し一社特命でキ43の試作内示を行い、1939年（昭和14年）末の完成を目指して開発が始まった。主な要求仕様は以下のとおりとされている。
- 最大速度 - 500km/h
- 上昇力 - 高度5,000mまで5分以内
- 行動半径 - 800km以上[注 3]
- 運動性 - 九七戦と同等以上
- 武装 - 固定機関銃2挺
- 引込脚を採用

中島では設計主務者たる小山悌課長を筆頭とする設計課が開発に取り組み、担任技師（設計主任）は機体班長たる太田稔技師、構造設計担当青木邦弘技師、翼担当一丸哲雄技師、ほかに空力担当として糸川英夫技師らが設計に協力し、群馬県の太田製作所で開発が始まった。

#### 『陸軍航空兵器研究方針』
九七戦開発中に考案された航本の昭和12年度『陸軍航空兵器研究方針』において、単座戦闘機は「機関銃搭載型」と「機関砲搭載型」の2種が定義されており、これに則って開発が始められた機体がキ43（前者）とキ44（後者）である（のちに二式戦闘機「鍾馗」となるキ44は1938年（昭和13年）に同じく中島に対して研究内示が行われた）。昭和13年度『陸軍航空兵器研究方針』ではそれらを発展させた区分として「軽単座戦闘機」と「重単座戦闘機」が登場。「軽単座戦闘機（軽戦）」は格闘戦性能を重視し機関銃を装備、「重単座戦闘機（重戦）」は速度を重視し機関砲を装備するものと定義され、当時開発中であったキ43は「軽戦」に、キ44は「重戦」となっている。そのためキ43はキ44と比べて格闘戦を重視するものであった。青木技師は陸軍の要求は「九七戦に対し運動性で勝ること」で「近接格闘性」という表現を排除していることに着目し、キ43は重戦指向であったと述べている。
さらに区分が明文化された昭和15年度『陸軍航空兵器研究方針』では、「重戦」は高速重武装かつ航続距離や防弾装備にも優れ対戦闘機対爆撃機戦に用いる万能機たる本命機に昇華した一方で、「軽戦」は格闘戦を重視し主に対戦闘機戦に用いる性能装備面で妥協した補助戦闘機的ものとなっている。1941年12月には中島に対し「重戦」の発展型としてキ84の内示が行われ、これはのちに四式戦闘機「疾風」として制式採用。これは速度・武装・防弾・航続距離・運動性・操縦性・生産性に優れた万能機たる本命機となっている。続く昭和18年度『陸軍航空兵器研究方針』では「軽戦」と「重戦」の区分は廃止され、妥協の産物かつすでに時代遅れの存在である「軽戦」は「重戦」に併呑され「近距離戦闘機（近戦）」となっている（同年度方針では「近戦」のほかに「遠距離戦闘機（遠戦）」・「高高度戦闘機（高戦）」・「夜間戦闘機（夜戦）」の区分が登場）。

### 試作・審査

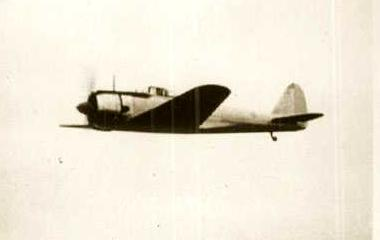
一式戦一型（キ43-I）

引込脚以外の機体基本構造は前作の九七戦を踏襲したことから開発は順調に進み（反対に日本機にとって革新的なキ44には新技術や新構想が盛り込まれた）、供試体である試作0号機を経て1938年12月に試作1号機（機体番号4301）が完成、同月12日に利根川河畔中島社有の尾島飛行場にて初飛行している（操縦はテスト・パイロット四宮清）。エンジンは中島で開発されたハ25を、翼型はNN-2・翼端部はNN-21を採用（上反角6度・取付角2度・翼端部2度捩下）、またアルミニウム製燃料タンクができた時点で陸軍から防弾タンク（防漏タンク・防火タンク）化の指示がなされている（#防弾装備）。
試作1号機の胴体形状は増加試作機以降とは大きく異なり引込脚化された九七戦を引き伸ばした感じであり、風防は枠の無い曲面1枚物といった特徴がある（初飛行後に景色の歪みが問題とされ平面主用の3枚物に換装）。1939年（昭和14年）1月、立川陸軍飛行場に空輸されたキ43試作1号機は陸軍航空技術研究所による審査に移行。同年2月に試作2号機、3月には試作3号機が完成し審査に合流している。
航技研や明野陸軍飛行学校での審査の結果、キ43は九七戦に比べ航続距離は長いものの旋回性に劣り最大速度の向上は30km/h程度ということが判明したうえ、同年5月に勃発したノモンハン事件（主に前期ノモンハン航空戦）で九七戦が旋回性能を武器に活躍したこともキ43採用に対して逆風となっていた。同年11月、審査の結果を受け胴体以下各部を改め全体のスタイルがのちの制式機相当となった増加試作1号機（通算試作4号機）が完成したが、ノモンハン事件の戦訓として次期戦闘機には更なる高速化・武装強化・防弾装備が求められたこともあり、依然キ43の審査は長引いていた。
第三次審査計画を経て、軽戦派・重戦派の双方から中途半端とみなされたキ43試作機型をそのまま制式採用することは見送り、より強力なエンジン（ハ105）に換装して高速化を図った、キ43性能向上第二案の開発を進めることが決定された（第一案では固定脚化など徹底的な軽量化が行われたものの不採用）。速度と上昇力と航続距離の向上を重視する実用側の明飛校審査員間においてもこのエンジン換装案は支持され、直後の研究会においてキ43-II相当となる第二案の開発が確定した。このため、中島のキ43設計主務者小山技師もキ43再設計を開始している。

### 採用

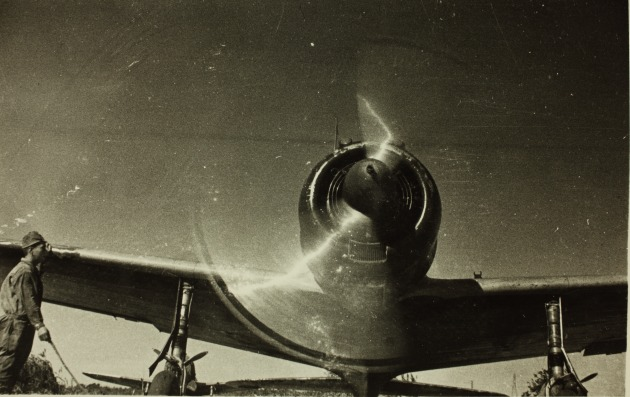
一式戦一型（キ43-I）

キ43性能向上第二案の開発が続けられる間にも日本とイギリス・アメリカの関係は悪化の一途を辿った。1940年（昭和15年）夏、参謀本部は南進計画に伴い南方作戦緒戦で上陸戦を行う船団を南部仏印より掩護可能、また遠隔地まで爆撃機護衛および制空が可能な航続距離の長い遠距離戦闘機（遠戦）を要求する。仮想敵であるイギリス軍新鋭戦闘機スピットファイアに対抗可能と考えられ、本来は陸軍主力戦闘機となるべきキ44（二式戦）の配備が間に合わないことと、陸軍飛行実験部実験隊（航技研審査部門の後身）のトップである今川一策大佐の進言もあり、一転してキ43試作機型に一定の改修を施した機体を制式採用することが決定。同年11月、主に以下を内容とする『キ43遠戦仕様書』が中島に示され、翌1941年（昭和16年）3月に改修機が飛行実験部実験隊戦闘班に引き渡され再度試験が進められた。キ43性能向上第二案開発中であった当時、不採用であるキ43原型試作機型を急遽採用する行為に対して開発・審査側では反対や混乱が起きている。またキ43原型試作機型の採用が凍結され、中島による根本的な再設計が行われていたためキ43原型試作機型生産のための治具は片付けられていた。なお、陸軍はあくまで不満足な「キ43原型試作機型」を採用することは本来はせず、「キ43性能向上型」の開発・審査を再度行ったのちこれを採用する方針であったため、決してキ43自体の開発はお蔵入りになっていたわけではない。
- 『キ43遠戦仕様書』
  - 蝶型戦闘フラップの装備
  - 定速回転プロペラの装備
  - 爆弾型落下タンクの装備
  - 武装の12.7mm機関砲化
  - 行動半径の1,000km以上化
  - エンジンはハ25を使用

かつて問題となっていた九七戦との運動性の比較については、戦闘フラップを使用しなくとも水平方向でなく上昇力と速度を生かした「垂直方向」の格闘戦に持ち込むことで、不利な低位戦であっても圧倒可能と判断されている。これはノモンハン事件におけるソ連軍戦闘機I-16の戦法を参考にしたものとされ、飛行実験部テストパイロット岩橋譲三大尉の研究結果であった。
これらの結果を受けて1941年（皇紀2601年）5月、キ43は陸軍軍需審議会幹事会において一式戦闘機として仮制式制定（制式採用）された。参謀本部の要請からキ43の採用を望んでいた航本総務部は、制式決定を待たず中島に対して400機生産の内示を出したとされており、一式戦量産1号機は同年4月に完成し6月時点で約40機がロールアウトしている。

### 実戦投入

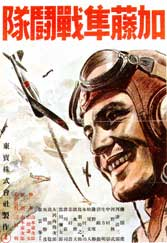
南方作戦における「軍神加藤少将」率いる第64戦隊と一式戦の活躍を描いた映画『加藤隼戦闘隊』の劇場ポスター（#愛称）

制式採用の遅れから、太平洋戦争開戦時に一式戦が配備されていた実戦部隊は飛行第59戦隊・飛行第64戦隊の僅か2個飛行戦隊（第59戦隊2個中隊21機・第64戦隊3個中隊35機）であった。しかし、南方作戦においてこれらの一式戦は空戦において喪失比で約4倍の数を、対戦闘機戦でも約3倍の数の連合軍機を確実撃墜、以下の記録は開戦日である南方作戦期間中たる1941年12月8日（マレー作戦開始）から1942年3月9日（蘭印作戦終了）にかけて、当時の日本軍と連合軍が残した戦闘記録比較調査により裏付の取れた一式戦の確実な戦果である。
- 第59戦隊・第64戦隊の一式戦は連合軍機61機を確実撃墜。
  - 両戦隊の一式戦の喪失損害は16機のみ。
  - 撃墜連合軍機種内訳は戦闘機43機、爆撃機等18機（B-17E 1機を含む）。
    - 戦隊別撃墜戦果は第59戦隊が30機、第64戦隊が27機、両戦隊協同で4機。

さらに、「南方資源地帯の確保」という理由で始められた太平洋戦争において、その開戦理由かつ陸海軍の南方作戦における戦略上の最重要攻略目標たる、オランダ領東インド（蘭印、インドネシア）スマトラ島パレンバンの油田・製油所・飛行場を陸軍落下傘部隊（挺進部隊）とともに制圧するなど（パレンバン空挺作戦）、一式戦は陸軍が想定していた以上の華々しい戦果を挙げた（#南方作戦）。1942年（昭和17年）後半以降は旧式化した九七戦に替わり改変が順次進められ、名実ともに陸軍航空部隊（陸軍航空隊）の主力戦闘機となっている。一式戦は西はインド（カルカッタ）、南はオーストラリア（ダーウィン）、東はソロモン諸島、北は千島列島とほぼ全ての戦域に投入された。
最初期の頃は配備数の少なさ故に一式戦の存在自体が日本軍内でもあまり知られておらず、さらに当時の陸軍機は胴体に国籍標識（ラウンデル）の日章を記入することをやめていたため、海軍どころか身内の陸軍操縦者からも敵新型戦闘機と誤認され、味方同士の真剣な空戦が起こるなどの珍事もあった。このため1942年中後半頃からは陸軍機も再度胴体に日章を描く様になっている。南方作戦が一通り終了した1942年3月に一式戦は「隼」と名付けられ大々的に発表され、以降陸海軍内でも知名度を上げていった（#愛称）。

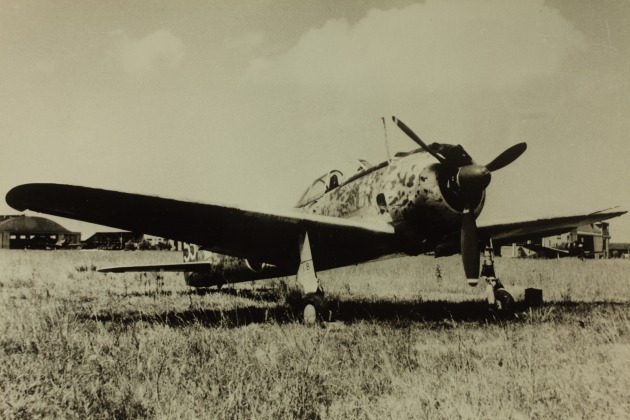
一式戦二型（キ43-II）

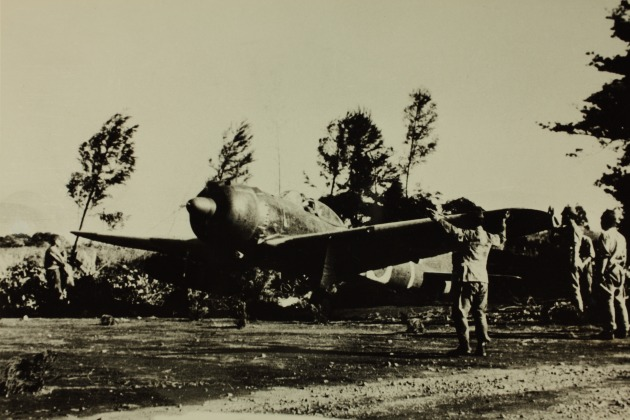
一式戦三型（キ43-III）

緒戦の華々しい戦果の一方で、一式戦は改良型が開発配備されるも大戦中期以降は旧式化し、戦況自体の悪化、連合軍が改良型機・新鋭機の大量投入や戦術も変更するようになってからは苦戦を強いられるようになった（#飛行性能）。1943年以降は一式戦よりも少数ではあるものの一定数が量産される二式戦および三式戦闘機「飛燕」（キ61）が部隊配備され、特に1944年（昭和19年）後半以降は新鋭の四式戦が大量産され、一式戦はこれに順次機種改変されていたことから、配備数上では帝国陸軍唯一の主力戦闘機ではなくなった。
カタログスペック上では大戦後期には完全に旧式化した一式戦だが1945年まで生産が続けられ、そのような機体を末期まで生産・運用したことを陸軍の不手際と評価する見方もある。しかし、一式戦と並行して開発され本来は陸軍主力戦闘機となるべきであった重戦たる二式戦は航続距離が短く（落下タンク装備時でも二式戦は約1,300 - 1,600kmに対して一式戦は倍の約3,000km以上の航続距離を持つ）、格闘戦性能の低さや着陸速度の速さなどから、運動性・操縦性に優れた機体に慣れた操縦者（あるいは適応力のない操縦者）の中には全体的に使いにくいと評価する者がおり、加えて搭載エンジンハ109の信頼性も確保できていなかった。三式戦は搭載している水冷エンジンハ40の信頼性・生産性に問題があり、整備上の問題もあり全体的に稼働率が低く、その影響で離昇出力も含めた戦闘力不足が生じていた。また、1944年半ばより「大東亜決戦機」たる主力戦闘機として重点的に量産された四式戦はそのバランスの取れた高性能と実戦での活躍によりアメリカ軍から「日本軍最優秀戦闘機」と評されるものの、ハ45の不具合や高品質潤滑油・高オクタン価燃料・交換部品の不良不足によりこちらも信頼性に難があった。更に三式戦二型（キ61-II改）をベースに空冷エンジンハ112-IIに換装、速度性能と引換に「軽戦」などと評された運動性と比較的良好な稼働率を得た五式戦闘機（キ100）は、あくまで首無し機と称されたハ140が搭載されないまま放置されていた三式戦二型を有効活用すべく生み出された改造機であり、実際、生産された大半が改造機とされており、当時は追加生産や制式採用する計画は立てられておらず、一式戦的な位置づけになったのはあくまで結果論である。そのような中で立川の生産ラインを活用可能で（中島は四式戦の量産に専念するため）、三型の量産が可能であった一式戦は全期間を通じて安定した性能と供給を維持しており、信頼性も高く、新人操縦者にも扱い易く、その運動性の高さを武器に最後まで使用は継続された（#運動性能）。末期には特別攻撃隊が運用する特攻機としても多用されている。

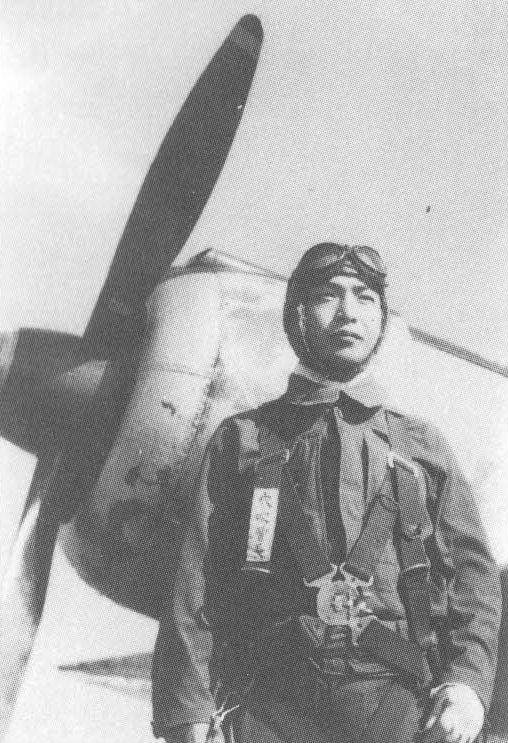
主にビルマ方面で第64戦隊とともに戦果を挙げた飛行第50戦隊で活躍したエース、「白色電光戦闘穴吹」の通り名を持つ穴吹智曹長。1944年12月、明野教導飛行師団（旧・明飛校）時代に陸軍曹長任官記念として撮影された1枚で、後方は同師団所属の一式戦二型（キ43-II）

一式戦は特筆に価する点として、大戦初期に限らずビルマ（ミャンマー）やその南東、中国の戦線では大戦後期・末期である1944年後半以降においても連合軍戦闘機との空戦において「互角ないしそれ以上の勝利」を重ね（#ビルマ航空戦・#中国航空戦）、また、スピットファイア・P-38・P-47・P-51（P-51はアリソンエンジン搭載A型のみならずマーリンエンジン搭載B/C・D型をも含む）といった新鋭戦闘機との対戦でも「互角の結果」を残していることが挙げられる（中でもビルマ航空戦ではこれらの全新鋭機を一式戦は初交戦にて一方的に確実撃墜している（#ビルマ航空戦 後期））。これらの記録は日本軍と連合軍側の戦果・損失記録の比較により裏付も取れている「史実」である。一例として、以下の記録は1943年（昭和18年）7月2日から1944年7月30日にかけてビルマ方面の一式戦が記録した裏付の取れている確実な実戦果・実損害である。
- 一式戦は連合軍機135機を確実撃墜。
  - 一式戦の喪失損害は83機。
  - 撃墜連合軍機種内訳は戦闘機70機・爆撃機等32機・輸送機等33機。
  - 連合軍戦闘機による一式戦の撃墜戦果は約61機。
    - 当時のビルマ航空戦全体で日本軍戦闘機は計142機を撃墜、連合軍戦闘機は計127機を撃墜。

同様に、以下は大戦末期の1944年8月18日から終戦間際の1945年8月13日にかけて、ビルマを初めとする東南アジア方面（ビルマ・フランス領インドシナ・マレー・インドネシア・タイ等）を担当する第3航空軍戦域における、一式戦の確実な実戦果・実損害である。
- 一式戦は連合軍機63機を確実撃墜（一式戦が撃墜した可能性がある連合軍未帰還機9機を含むと連合軍機72機を確実撃墜）
  - 一式戦の喪失損害は61機。
  - 撃墜連合軍機種内訳は戦闘機14機（または18機ないし19機）・爆撃機等32機（または36機ないし37機）・輸送機等17機。
  - 連合軍戦闘機による一式戦の撃墜戦果は47機。残り14機は爆撃機の防御砲火によるもの。

末期においても圧倒的不利な状況にて一式戦が活躍していた事例として、以下の記録が存在する。1945年（昭和20年）3月15日、バンコク、ドンムアン空港を離陸した飛行第30戦隊の一式戦2機が「第二次世界大戦最優秀機」と評されるアメリカ陸軍航空軍のP-51D 4機（当初は8機）と交戦、この一式戦2機は空中退避中にP-51D 4機編隊の奇襲を受けた劣勢にもかかわらずまずその一撃離脱攻撃を回避、続く別のP-51D 4機編隊の攻撃は得意とする超低空域機動によってこれも回避、一式戦は反撃し1機（第1戦闘飛行隊第4小隊モダイン大尉機）を確実撃墜。
日本軍・連合軍の戦果および損害報告記録たる一次史料をもってこれら一式戦の戦績調査研究を行った梅本弘は、自著においてビルマ航空戦における帝国陸軍航空部隊と一式戦の活躍を以下の如く述べている。

## 愛称

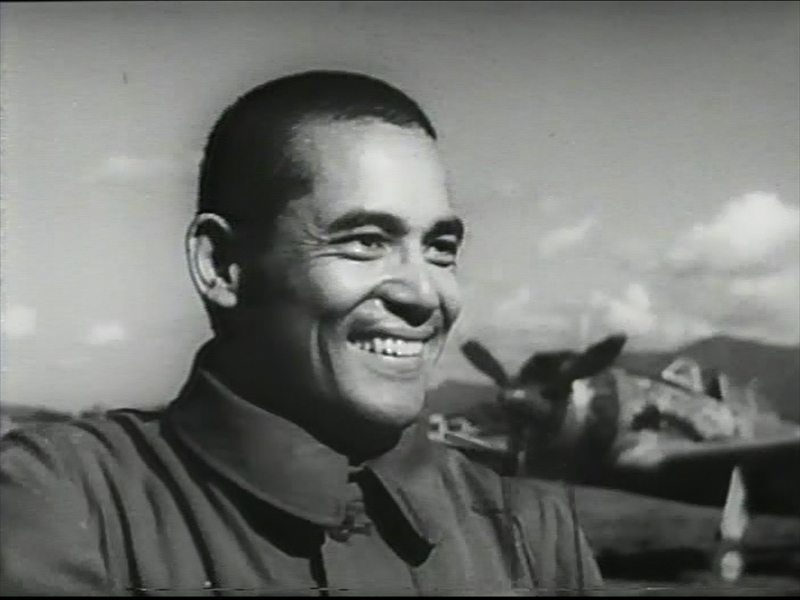
映画『加藤隼戦闘隊』劇中、加藤少将を「演じた」藤田進と、第64戦隊機を「演じた」明飛校の一式戦二型（キ43-II）

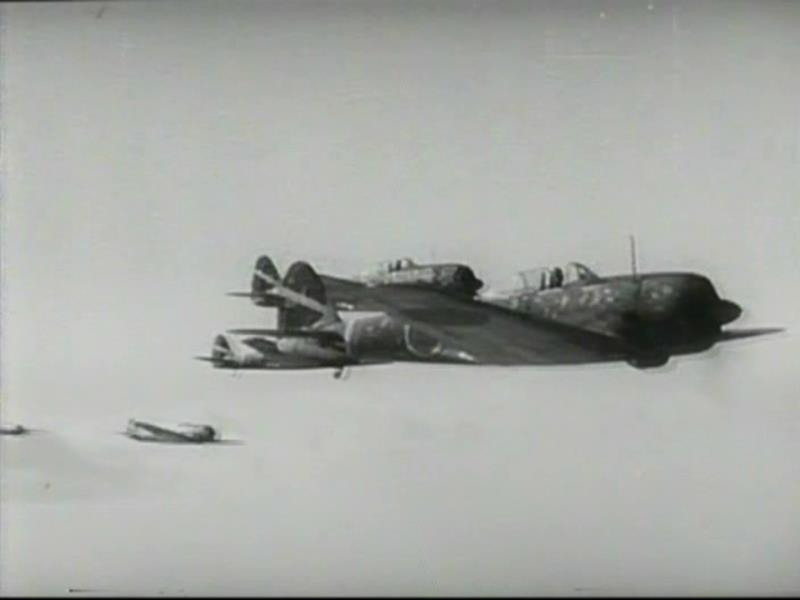
映画『加藤隼戦闘隊』にて第64戦隊機を「演じた」明飛校の一式戦二型（キ43-II）たち。明飛校の保有機に第64戦隊第1中隊の部隊マークである「白矢印」を描いた

戦前中の日本では主に軍内部やマスメディア上において、陸軍航空部隊自体や各飛行部隊、航空機から空中勤務者などの比喩表現として「鷲（荒鷲・陸鷲）」「鷹」「隼」「翡翠」といった鳥類の呼び名が盛んに用いられており、かつ日本の戦闘機にも敵連合軍の「バッファロー」や「ハリケーン」のようなニックネームが欲しいという声を受け、陸軍航空本部発表の正式な愛称として一式戦は「隼」と命名（発案者は陸軍航空本部報道官西原勝少佐）、太平洋戦争開戦まもない1942年3月8日には「新鋭陸鷲、隼、現わる」の見出しで各新聞紙上を賑わした。この「隼」の名は一式戦をもって南方作戦で活躍した第64戦隊の部隊歌冒頭のフレーズ（後述、「エンジンの音 轟々と 隼は征く 雲の果て――」）から取られたものとされている。
太平洋戦争中には戦況を報じる新聞・ラジオ放送・ニュース映画・雑誌・戦記本・絵本・軍歌（戦時歌謡）などといった各種メディアのみならず、加藤隼戦闘隊こと第64戦隊の戦隊長として南方作戦で活躍し軍神と称された加藤建夫少将や、「ニューギニアは南郷で保つ」と謳われた第59戦隊飛行隊長・南郷茂男中佐に代表されるエース・パイロットの活躍、映画『翼の凱歌』（1942年10月公開、東宝映画）・記録映画『陸軍航空戦記 ビルマ篇』（1943年4月公開、日本映画社）・映画『愛機南へ飛ぶ』（1943年9月公開、松竹）・映画『加藤隼戦闘隊』（1944年3月公開、東宝）といった、実機の一式戦が出演する各映画作品、および第64戦隊で加藤少将のもと一式戦で戦った遠藤健中尉・檜與平中尉が記した戦記本『加藤隼戦闘部隊』（1943年5月発行、のち映画『加藤隼戦闘隊』原作本）、レコード化され大ヒットした第64戦隊の部隊歌『加藤部隊歌（加藤隼戦闘隊）』（1943年に灰田勝彦吹き込みで発売、映画『加藤隼戦闘隊』事実上の主題歌）、 伊丹陸軍飛行場（摂津陸軍飛行場）にて行われた一式戦の公開飛行（1943年3月、鹵獲したB-17・P-40との模擬空戦も披露）などを通じ、一式戦「隼」は太平洋戦争中、最も有名な日本軍戦闘機として日本国民に広く親しまれることとなった。
『翼の凱歌』には撮影専用に用意された銀無地の一式戦一型のみならず、一式戦一型丙に改変した当時の飛行第1戦隊も「出演」しオープニング場面で斜め一直線に大編隊を組んだ姿（雁型編隊）を披露。『加藤隼戦闘隊』劇中の多数の一式戦一型および二型は明野陸軍飛行学校の保有機を動員し（撮影時期の都合で一型は少なく二型がメイン）、かつ第64戦隊の部隊マークである「矢印（斜矢印）」に描き直されており、言わば「俳優」として「出演」したものであった。
以下の文面はパレンバン空挺作戦後の1942年3月頃、第64戦隊の空中勤務者達が「隼」の命名発表を戦地で聴いた際の言動である。
以下の発言は一式戦の呼称について、長年に渡り第64戦隊の空中勤務者であった檜與平少佐（1940年6月航士53期、第64戦隊附。最終時、第64戦隊第3中隊長）の談話である。

## 機体の特徴

### 飛行性能

#### 最大速度

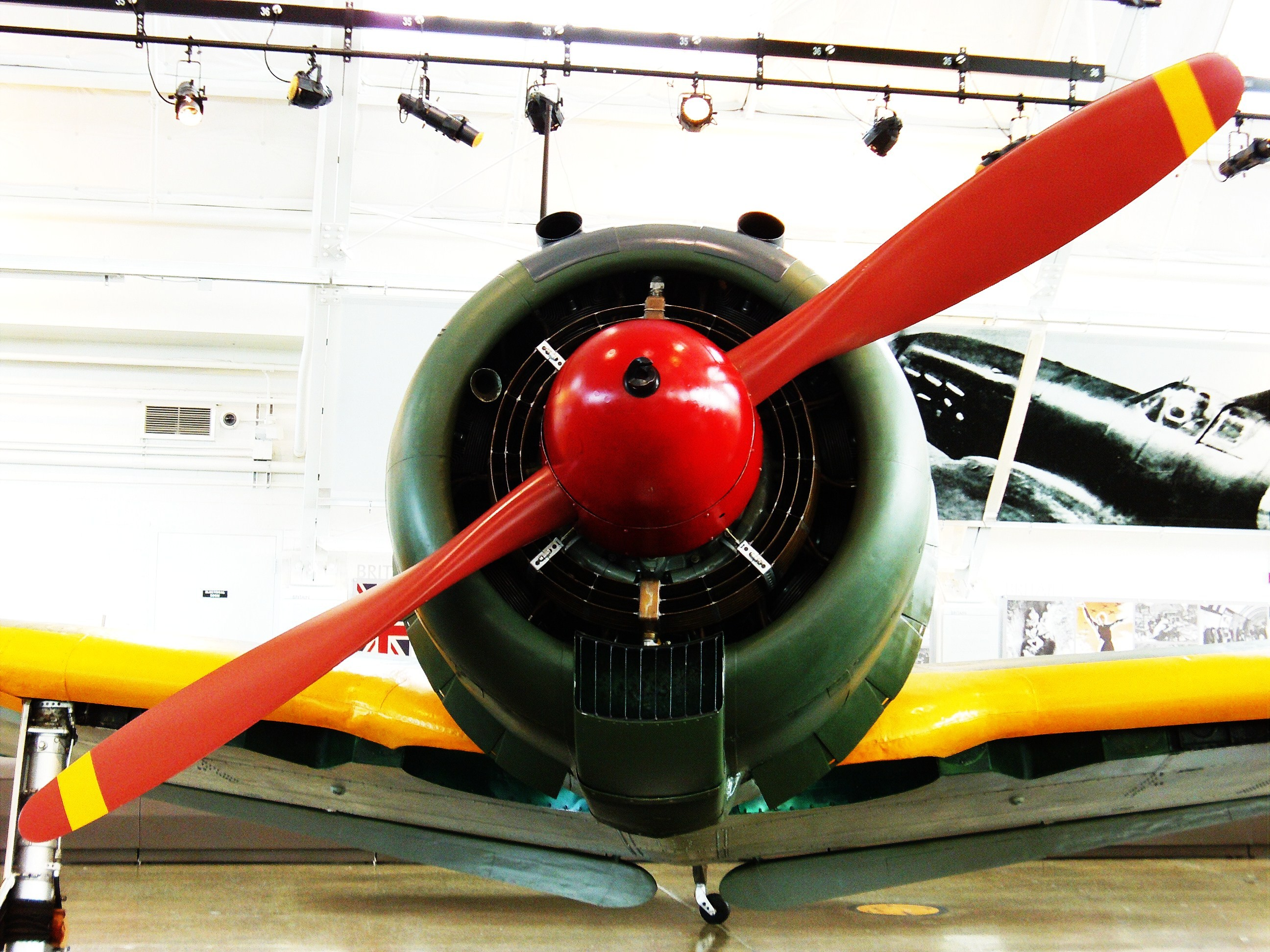
一式戦一型丙（キ43-I丙）のハ25（現存するオリジナル品）。一型は3重の潤滑油環状冷却器と下部に張り出した気化器外気吸入口が特徴

ハ25（離昇950馬力）を搭載した一型（キ43-I）の最大速度は、低質のオクタン価87（航空八七揮発油）の燃料を使用した数値では495km/h/4,000mにとどまる。一方で、オクタン価92の航空九二揮発油を使用した場合の最大速度は500km/hを超える。ハ25は二一型以前の零戦に搭載された栄一二型とほぼ同じものであるが、燃料が統一される開戦直前まで、陸軍では海軍より低オクタン価の航空八七揮発油を使用していたため、これがカタログスペック上での零戦との最大速度の違いとなっている（主翼改修前の零戦二一型の最大速度は509km/h）。
本来、着艦に耐える機体強度が必要な艦上戦闘機は陸上戦闘機より性能的に不利とされるが、一式戦が零戦に速度で並ばれた要因として空力の不徹底が挙げられる。中央翼厚18%（零戦14%強）、主輪カバー無し、主輪収容の翼根前縁張り出し、固定尾輪、これら全てプロペラ後流圏内で空気抵抗は小さくない（零戦の3翅プロペラは振動対策で、設計主務者の堀越はより軽量で効率も僅かに良い2翅を望んでいた）。
定速プロペラには零戦など多くの機体に使われていたハミルトン・スタンダード製の油圧式可変プロペラを住友金属工業がライセンス生産したものである（陸軍向けは日本楽器製造が生産）。このプロペラは戦前に設計されたものであり、すでにアメリカの戦闘機には改良型や新型が採用されていたが、開戦によってこれらの情報が入手できなくなった。また九七戦のプロペラ開発に携わった佐貫亦男が1941年からユンカース社からプロペラ技術を導入するためドイツに出張していたが6月に独ソ戦が開戦したことで帰路が絶たれ、帰国は1944年まで伸びてしまい独自開発も遅れていた。戦前にドイツのVDM社からライセンスを得ていた電動式ガバナーを備えたプロペラは構造が複雑で生産や整備に苦慮したことから一式戦には採用されず、改良は3翅への変更のみとなり速度向上はその他の設計変更で補うこととなった。
エンジンをより高出力のハ115（離昇1,150馬力。海軍の栄二一型とほぼ同じ）に換装し、3翅プロペラを装備した二型（キ43-II）試作機の最大速度は515km/h/6,000mに向上。増速効果のある推力式集合排気管の後期型で536km/h、推力式単排気管の最後期型では548km/hの数値を記録している。しかし、推力式の集合排気管・単排気管でもない通常の集合排気管仕様である初期型をもってニューギニア航空戦を戦ったエースである第59戦隊飛行隊長南郷大尉は、1943年4月17日の日記に「二型は軽く550km/h位迄出、存速滅せず振動なくすこぶる気持ち好し」としるし高評価している。
低オクタン価の燃料で出力を絞り出すため水メタノール噴射装置を搭載したハ115-IIに換装した三型（キ43-III）では560km/h/5,850mに向上した。水メタノールのタンク容量は70l、最大速度はその残量範囲内で有効であったが、三型を担当した大島設計主務は「速度は零戦の各型より優速となり、上昇力、航続距離、操縦性何れも上回り、劣っているのは武装のみ」と水メタノール噴射装置を好意的に評し、操縦者の証言としても「自分が生き残る事が出来たのは一式戦三型に載っていたからであり、他の機種では恐らく生き残れなかっただろう」と言わしめるほどの効果を発揮したという。なお、これでも噴射装置を搭載しない同世代機と同等の速度であり、優位に立つというより不足が補われたという意味合いが強い。
海軍の栄31型（ハ115-I）は零機に試験的に搭載されたものの「調整が困難かつ実効がほとんど認められないどころか性能低下の一因ともなる」と酷評され採用が見送られたが、陸軍では研三（キ78）で水メタノール噴射装置の開発経験があり特性を理解した上で採用された。噴射装置に限らず当時の日本では品質管理が杜撰で信頼性は工員や整備員の腕に依存していたため、たとえ同じ装置であっても担当者の違いで稼働率や信頼性が異なることが多かった。また追加した噴射装置により工数が増えたことや、徴兵された熟練工に代わり勤労報国隊が生産を担当するようになると歩留まりが下がり、現場でも整備箇所が増え整備の負担となった。
なお、1945年3月初頭に台湾に来襲したP-47のうち1機が台中東南方に不時着し、飛行第20戦隊の整備員が点火プラグ持ち帰って村岡戦隊長の一式戦に取付けたところエンジンの調子が劇的に良くなったという。

#### 航続性能
長距離爆撃機の護衛任務を想定して設計段階より長大な航続距離を要求されたため、航続距離および燃料搭載量は九七式戦闘機に比べて大幅に増加している。I型では機内燃料タンクは主翼内前部に主タンク（容量132L×2個）、主翼内後部に補助タンク（容量150L×2個）を搭載していた。さらに、容量200Lの投下式増槽×2個を装備可能であり、燃料搭載量は合計で964Lに達した。これは零戦二一型の燃料搭載量855Lを上回る。
一方で、一式戦I型の最大航続距離は約3,000kmであり、零戦二一型の約3,300kmに比べて若干劣る。これは、零戦に比べて一式戦の最高速度が低い理由と同様であり、空力的洗練の不徹底（主脚車輪カバー欠如や固定式尾輪）による空気抵抗増大や、燃料品質の劣後（海軍に比べて陸軍はより低オクタン価の燃料を使用）による燃費悪化などが要因である。

#### 上昇力
1,000馬力級ながら機体が軽量であるため上昇力は良好であり、数値は一型が5,000m/5分30秒、二型が5,000m/4分48秒・8,000m/11分9秒、三型が5,000m/5分19秒・8,000m/10分50秒となる。三型は機体重量が増したことから上昇力は一型と同程度に留まっている。

#### 加速性能
最大速度では連合軍の戦闘機に見劣りしていた一式戦だが、機体が軽い、プロペラの直径が比較的小さい（効率は低いが加速に有利）等々の理由で低速域の加速性に優れていた。連合軍は戦訓として（一式戦は240km/hから400km/h程度への加速が速いため）「低速飛行中の一式戦に不用意に接近するのは危険」という認識を持っており、その加速性は2,000馬力級のエンジンを搭載したP-47にも劣らず、低空においてP-47が急加速した一式戦に引き離されたという事例も報告されている。
ただし、二型・三型と改良はされているものの降下性・「急降下時の突っ込み」は二式戦・三式戦・四式戦や連合軍機と比べ悪い。そのため、連合軍戦闘機は空戦で一式戦に捕捉された場合は高速降下により戦闘を離脱するという戦訓を確立していた。また機体構造が強化されていない一型、特に初期生産型はその軽さと脆弱性ゆえに急降下時の加速に対する機体剛性に劣り、これが大きな弱点となっていた。
なお、古く日本陸軍航空部隊はフランス陸軍航空部隊の指導を仰ぎアンリ・ファルマン機に始まるフランス機を当時は導入していたことから、キ43増加試作機までの陸軍機のスロットルレバー（ガス槓桿）の操作方法はフランス式の「引き開・押し閉」であったが、キ43増加試作4号機より世界的には主流である（イギリス・ドイツ・アメリカ式）「押し開・引き閉」に変更され、制式機たる一式戦以降の陸軍機はこの操作となった。これにより、当初は陸軍と同じくフランス軍に倣いながらも途中でイギリス空軍に範を取った日本海軍航空部隊の海軍機と同方法に統一されている（「陸軍機と海軍機ではスロットルの操作方向が異なる」という表現が適当なのはあくまで陸軍制式戦闘機としては九七戦までである）。

#### 運動性能

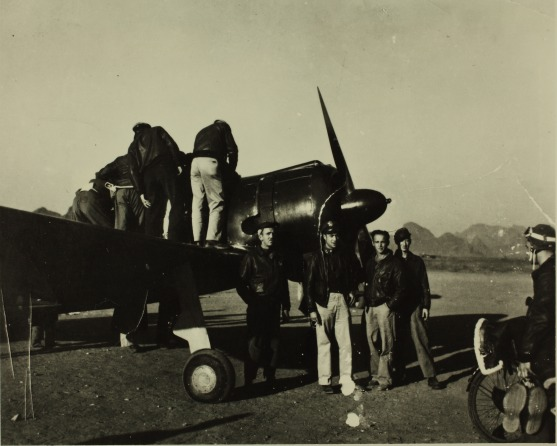
連合軍に鹵獲された一式戦一型丙（キ43-I丙）

一式戦は1,000馬力級エンジンを装備した戦闘機としては非常に軽快な運動性を持っていた。しかし、試作機の最大速度が九七戦とさほど差がなかったことから、旋回性についても九七戦と同等以上の確保が要求されたため、キ44用に開発された蝶型フラップ（空力班としてこれらの研究開発に携わっていたのが糸川技師）が装備された。このフラップは戦闘フラップ（空戦フラップ）としても使用することが可能で、旋回半径を小さくするのに効果的であったが扱いが難しいため、熟練者でなければ実戦で上手く活用することは難しかったとされている。鹵獲一式戦をテストした連合軍は旋回性に対して「とくに"戦闘フラップ"を使用したときの旋回能力はきわめて高く、零戦に勝る」と評価している。先述の通り、九七戦との比較についてはのちに戦闘フラップを使用しなくとも、水平方向でなく垂直方向の格闘戦に持ち込むことで圧倒可能と判断されている。一式戦一型の翼面荷重は102kg/m²、二型は117kg/m²、二式戦一型は171kg/m²、Bf109-Eは170kg/m²であり、一式戦の数値は群を抜いている。ちなみに零戦二一型は107.89 kg/m²、F4Fは115kg/m²、スピットファイア Mk. IXeは149 kg/m²であり、各国戦闘機の設計思想がうかがえる。
操縦性・安定性もきわめて高く、機体構造が強化されて以降は危険な飛行特性も無くなり、離着陸時の操縦性・失速特性も良好であった。
連合軍は一式戦の低高度・低速域における運動性・加速性の高さを脅威と見なしており、そのため「格闘戦を避け一撃離脱戦法の徹底」「速力と高高度性能を生かし高速・高高度を維持する」「一式戦が不得意な急降下による離脱」といった対策を心がけるようになっていった。以下は一式戦と対峙した連合軍戦闘機操縦者の発言である。
二型・三型と改良されているものの一式戦の最大速度は連合軍戦闘機と比較すると劣速であり、さらに連合軍は大戦中期以降は初期の戦訓から一式戦の得意とする格闘戦を避け一撃離脱戦法を徹底、高性能の無線機による複数機の連携で対抗するようになった。大戦中後期には、基礎工業力や補給能力の低さにより必要な機体数や補充操縦者、物資を十分に揃えられなかった日本軍は劣勢となり、一式戦に限らず日本軍機は稼働率が低下していった。
第59戦隊飛行隊長南郷大尉は1943年12月16日の戦爆連合40機（一式戦16機・三式戦18機・一〇〇式重爆撃機「呑龍」6機）によるマーカス岬上陸連合軍攻撃任務においてP-38 15機と交戦したが、高空から急降下一撃離脱を行うP-38に5機の一〇〇式重爆が撃墜されたことに対し「P-38に翻弄され、もはや一式戦の時代にあらず」と日記に記しており、600 km/hを超える高速機が一撃離脱戦法に徹した場合は対処が難しいことが判明している。なお、この空戦の2日後には再度マーカス岬に南郷機ら一式戦と三式戦の戦闘機単独計30機が出動して16機のP-38と交戦し、運動性を活かして2機を確実撃墜した結果、損失は1機であった。
しかし、操縦者らは運動性を最大限に引き出して大戦中後期の劣勢下でも一定の戦果を挙げていた（#ビルマ航空戦・#インドシナ、マレー、インドネシア方面・#中国航空戦）。特に爆撃機を護衛する戦闘機は護衛対象から離れられないため、実戦では高度の維持や一撃離脱戦法の徹底が難しく、運動性に優れる一式戦を追う間に格闘戦に引きずり込まれたり、攻撃を回避され弾を無駄撃ちし過ぎた事例もある。そういった大戦後期の一式戦の特性を「落とせないが、落とされない」とも評される。一例として1944年7月5日、中国戦線の九江にて飛行第48戦隊の一式戦が第26戦闘飛行隊のP-51Bと交戦し1機を確実撃墜（メイス中尉機）。P-51B撃墜後に一式戦の多くは離脱するも、ただ残った少候出身のベテラン木村増吉中尉機とされる1機は8機ものP-51Bと交戦、一式戦は巧みな機動で攻撃を回避しP-51B全機は全弾を撃ち尽くしてもこれを撃墜することはできなかった。アメリカ軍はこの一式戦操縦者を「九江のエース」と名付け、以降同方面への出撃時は警戒するようになった事例がある（#中国航空戦）。

#### 高度性能
実用上昇限度はカタログスペックでは10,000mに到達していた。しかし戦闘機に搭載できる液冷エンジンに2段2速のスーパーチャージャーを採用し、7,000m以上でも安定した性能を発揮する欧米戦闘機に対し、日本では技術的制約から空冷に1段2速のスーパーチャージャーが限界であった。実戦では5,000m付近から性能の低下が報告され、利点である運動性・加速性・上昇力を発揮できなかった。またエンジンだけでなく無線機などの装備も気温の影響を受けやすく運用上の制限となった。
以下は1943年4月10日に第64戦隊第1中隊に着任、1944年3月16日に空戦で負傷し内地に帰還するまでビルマ航空戦を戦った伊藤直之大尉の発言の抜粋である。

### 武装

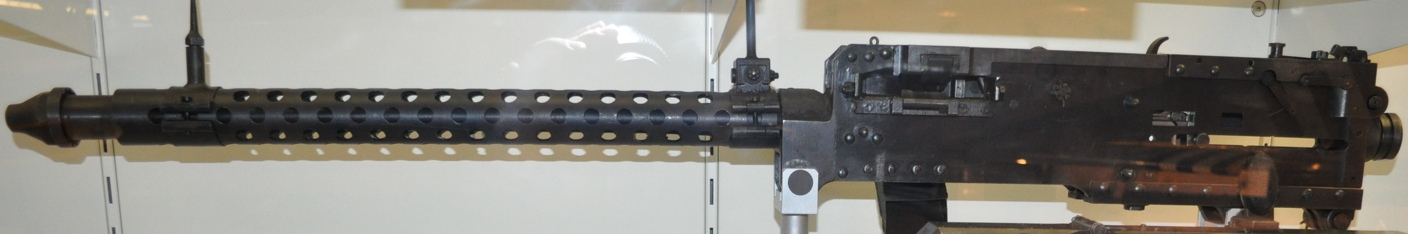
ホ103 一式十二・七粍固定機関砲

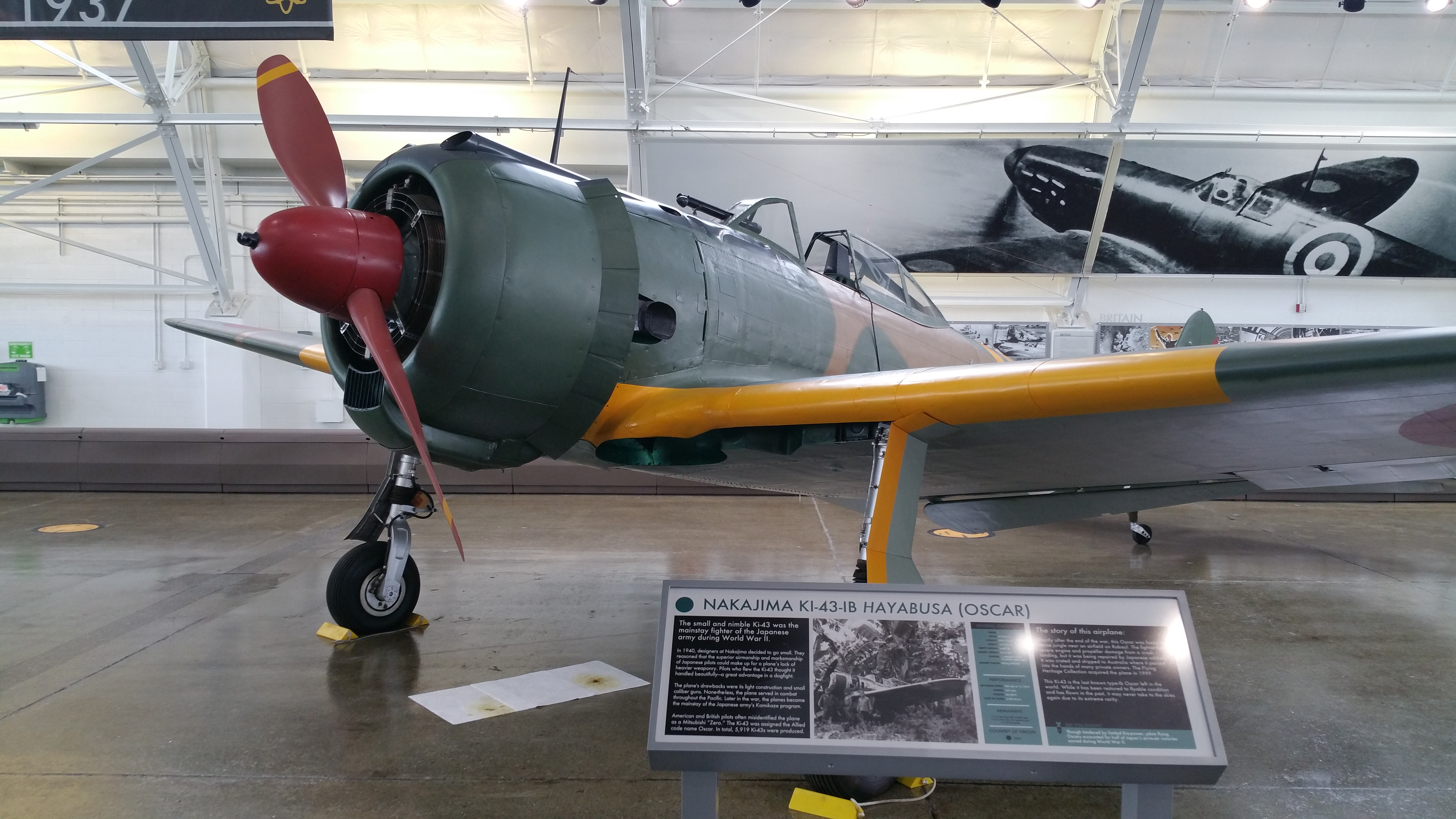
一式戦一型乙（キ43-I乙）ないし丙（キ43-I丙）。ホ103と八九式の換装は容易に行える

「軽単座戦闘機（軽戦）」と定義される一式戦は、「運用目的を対戦闘機戦闘に絞ることで武装の限定等の軽量化を可能とし、低出力エンジンでも一定の性能を確保する」という思想の元で開発されたため、並行開発中の「重単座戦闘機（重戦）」である二式戦とは異なり、開発当初は武装は（7.7mm・7.92mm級）機関銃と軽装とされていた（#『陸軍航空兵器研究方針』）。当初はドイツ製のMG17 7.92mm機関銃の国産型が予定され、実際に試作1~3号機に2挺ずつ搭載されていた。この機関銃は口径こそ従来の7.7mm機関銃と大差ないが、より発射速度と弾丸威力の大きい新型で九八式固定機関銃の名で制式採用となった。ところが、使用するばねの国産化が上手くいかずプロペラ同調に狂いが生じたため、4号機以降の増加試作機や一型甲（キ43-I甲）には従来の八九式固定機関銃（口径7.7mm）が機首に2挺装備された。
しかし1939年（昭和14年）、ノモンハン事件の戦訓や欧米機情勢の研究によって時流に乗った陸軍はより威力の大きい口径12.7mmの機関砲の搭載を模索、ホ101・ホ102・ホ103・ホ104の4種類の試作が始まった。ホ102はイ式重爆撃機としてイタリアより輸入したBR.20搭載のSAFAT 12.7mm機関銃の国産型で、増加試作機の7号機と10号機に搭載して試験が行われた。ホ103は、アメリカのM2 12.7mm重機関銃の航空機関銃型であるAN/M2 12.7mm機関銃(MG53-2)を参考に、ブレダSAFATの弾薬筒規格（もともとはイギリスのヴィッカーズ系12.7mm×81SR弾。AN/M2 12.7mmは12.7mm×99弾を使用）に変更・開発されたものであり、これは一式十二・七粍固定機関砲（一式固定機関砲）の名称で制式採用され、のちの陸軍主力航空機関砲となる。なお、1936年（昭和11年）に陸軍は「機関砲」と「機関銃」の区分を改正、「砲」に類似した構造機能のものは「機関砲」および「銃」に類似した構造機能のものは「機関銃」とすることとし、名称も制定時に振り分けられることとなっている（従来は口径11mm以下を一律に「機関銃」と定義）。そのため口径12.7mmでありながら後述の榴弾を有するホ103は「機関砲」とされた（反対に榴弾は有しないものの口径13.2mmで、かつては「機関砲」であった九二式車載十三粍機関砲・ホ式十三粍高射機関砲は、それぞれ九二式車載十三粍機関銃・ホ式十三粍高射機関銃と「機関銃」に改称）。
一式戦は開発中だったホ103の生産にめどがついたことから機首左側の八九式をホ103へ換装することになり、これは順次施され一型乙（キ43-I乙）と称された。太平洋戦争開戦時までには全ての第一線機が最低でも機首右側に八九式を1挺、左側にホ103を1門装備の一型乙となっており、7.7mm（八九式）2挺のみの一式戦は実戦には事実上投入されていない。八九式とホ103の交換は容易に可能であるが、初期のこの混成装備の主な理由はホ103は新鋭兵器であるゆえに数が不足しており、信頼性（故障）も考慮したためとされる。一方で、太平洋戦争開戦前に一式戦を受領する第64戦隊長加藤建夫少佐は「自分がまず試し、いずれ全機を機関砲2門にしたい」と航本に上申し、戦隊長機たる自身の搭乗機にホ103を2門装備させている。第64戦隊長となる前の加藤少佐は航本部員であり、航本教育部員時代には性能不十分なキ43自体の制式採用や、重量が重く新兵器ゆえに信頼性にも劣る機関砲の装備にも反対していたが、戦隊長として航本の頼冨美夫大尉（航本総務部員として一式戦採用に携わる。戦後は航空自衛隊空将補）から一式戦への機種改変を知らされた際には一切の不平を言わず機体の研究に励み、他の操縦者達がホ103に対し信頼を抱かせるように機体受領時の時点で2門装備とさせている。のちの一型丙（キ43-I丙）からは機首2門ともホ103装備となるが、上述の通りホ103(12.7mm)と八九式(7.7mm)の換装は第一線飛行部隊でも容易に実施可能な作業であり、第64戦隊長加藤少佐機のように開戦前にはホ103 2門装備の機体も存在しているため、乙・丙といったものは便宜的な区別に過ぎない。
ホ103は発射速度も良好で、モデルとなったAN/M2 12.7mmにはない榴弾（炸裂弾）であるマ103が使用可能かつ、より小型軽量という長所がある一方で、軽量弱装弾のため威力や有効射程に劣るという短所もあった。初期はマ103の機械式信管の不具合により、弾丸が砲身内で破裂して機体を破損するケース（腔発）が多発しており、このため、初期には砲身に鉄板を巻くことで腔発時の被害を少しでも軽減する措置がとられた。しかしながら、ホ103・マ103の量産と並行してこれらの不具合も徐々に改良されていき、1943年後半には新型マ103（新型マ弾）が実用化され同年末から早急に実戦配備されている。この新型マ103は陸軍で新開発された空気式信管を使用することにより暴発事故は激減、かつ生産効率が（従来の複雑な機械式信管と比べ）8倍に上がり、さらに信管機構が単純化されたことにより弾丸にスペースができ炸薬が増量されたため火力が増大した。当然ながら、大型で重量のある弾丸を持ち炸薬および装薬量も多い本格的な20mm榴弾と比べ、新型マ103といえど12.7mm弾にすぎない本弾薬筒の威力には限界があるものの（高威力を望む陸軍は続いてホ103をベースとする口径20mmのホ5 二式二十粍固定機関砲を開発・採用している）、実戦で新型マ103を使用する一式戦と交戦したアメリカ軍機乗員は、その破壊力から「20mm弾が命中した」とよく誤認・報告していることが確認できている。1943年12月1日、ラングーンに飛来したアメリカ軍戦爆連合82機を第64戦隊を中心とする陸軍戦闘隊が迎撃し、指揮官機たる第7爆撃航空群第493爆撃飛行隊長プランマー中佐機や第308爆撃航空群指揮官オブライエン少佐機を筆頭に6機のB-24を確実撃墜しているが（第530戦闘爆撃飛行隊の1機のP-51Aも確実撃墜、日本側の損失は2機被撃墜（戦死1名）と5機が被弾損傷あるいは不時着に止まっている）、同空戦が初陣となったのちのエース・池沢十四三伍長はこの頃から新型マ103を使用し始めたと証言している。
一式戦が搭載するホ103の装弾数は1門につき計270発で、弾種は基本的に一式曳光徹甲弾弾薬筒・マ103・マ102（マ103と同じマ弾でありこちらは焼夷弾）の3種類を各割合1で使用していた。

#### 火力

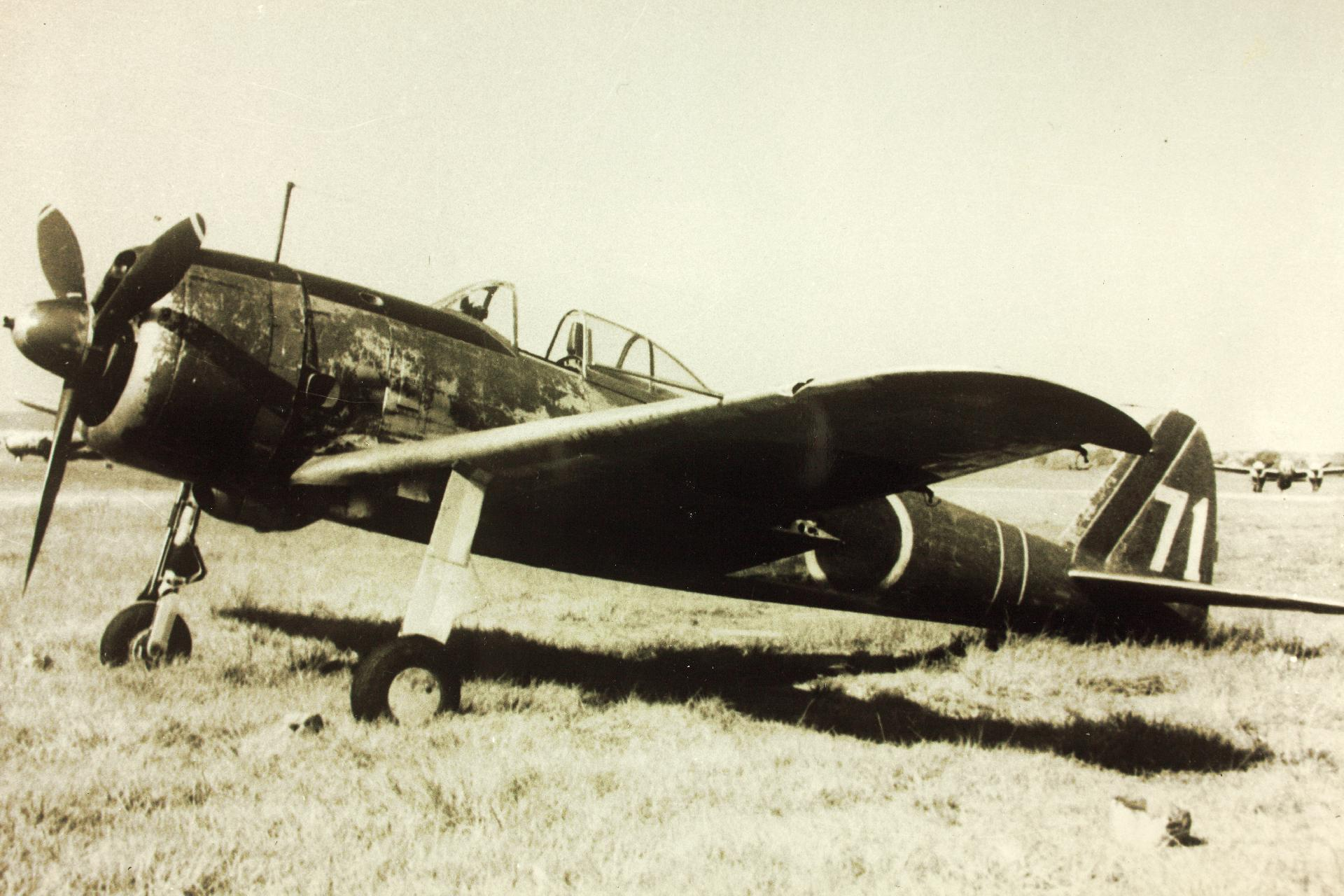
「B-24撃墜王」「コンソリ撃墜王」の通り名を持ち第25戦隊で活躍した第2中隊長たるエース、尾崎中和大尉搭乗の一式戦二型（キ43-II）。部隊マークとして白色で縁取られた中隊色の赤色帯と機体番号下桁を垂直尾翼に、「中隊長標識」として白縁の赤帯を胴体後部に描いている

「空の狙撃兵」と呼ばれた九七戦より更に高い射撃安定性を持つ一式戦は、武装搭載数の割には命中率がよかったと言われる。しかし、ラバウルやニューギニア、ビルマでB-17やB-24の4発大型爆撃機の迎撃にあたっては、防弾装備の質の高さやハリネズミと形容された旋回機関銃の防御砲火により苦戦を強いられるなど、設計時に想定していない大型爆撃機迎撃に用いるには火力不足であった。第64戦隊長加藤中佐機が撃墜されたのも、火力不足を補うためにイギリス空軍のブレニムに接近しすぎ、機体引起し時に腹部を晒したことが原因の一つだったとされている。緒戦である南方作戦中の1942年2月19日に第59戦隊・第64戦隊の一式戦が協同でB-17E 1機を確実撃墜しているが、防御砲火により2機が撃墜されている。
ただし一式戦の火力は大型爆撃機に対し無力だったというわけではなく、日本陸軍航空部隊自体が爆撃機攻撃に慣れ、編み出した「対進攻撃」を実施するようになると着実に撃墜戦果を多数挙げており、一例として（両軍の損害報告からの数字）飛行第25戦隊・飛行第33戦隊の一式戦は1943年8月の漢口の迎撃戦などでアメリカ陸軍第425爆撃飛行隊のB-24に対し前上方・前下方からの反航攻撃を試み、1か月に満たぬ期間で損失2機に対し10機を確実撃墜、1943年末以降は上述の通り新型マ103が配備されているため、信頼性とともに一式戦の火力は従来より増していることとなる。末期にはB-17・B-24を凌駕する最新鋭のB-29に対しても一式戦は戦果を残しており、例として1944年11月5日、シンガポールのセレター軍港に飛来した53機のB-29を第1野戦補充飛行隊と第17錬成飛行隊の一式戦15機が迎撃、損失1機に対し最高指揮官機たる第468超重爆撃航空群指揮官テッド・フォールカー大佐機1機を確実撃墜した。誤認による事故であるが、陸軍機と異なり防弾装備が皆無である海軍の九六式陸上攻撃機の右エンジンに短い連射を浴びせただけで空中爆発させ、撃墜してしまった「実績」もある。
連合軍機との火力差を埋めようにも主翼が翼銃・翼砲搭載に向かない三桁構造であったため、搭載するには主翼構造自体を再設計して変更せざるを得ず、新たな生産ラインを作る手間と時間が必要だった。また中島においては、より高速で12.7mmや40mmの翼砲を持つ二式戦や、20mm砲を装備する後続機たる四式戦の開発・配備が進んでいたためか、一式戦への翼銃砲の装備は見送られた。手っ取り早い武装強化として主翼下へのガンポッド装備も検討されたが、飛行性能が低下することからこれも見送られている。ホ103の拡大型であり四式戦などに装備されていた口径20mmのホ5 二式二十粍固定機関砲を搭載したキ43-III乙も試作されたが制式には至らなかった。キ43-III乙不採用の経緯については従来語られてきた機体性能の低下ではなく（上昇力・上昇限度はキ43-III甲よりわずかに劣るものの急降下性能は向上）、すでにキ43-III甲用の発動機架が大量に用意されていたためとされる。

### 防弾装備
一式戦は1939年の試作段階から陸軍の指示により、被弾時の燃料漏れによる火災を防ぐため、燃料タンクの外装を薄い積層ゴム（3層）・絹フェルト・絹布で包んだ7.7mm弾対応のセルフシーリング式防弾タンク（防漏タンク・防火タンク・自動防漏式タンクとも）を有しており、これは制式化されたのちの一型全機が装備している。改良型の二型では、燃料容量36l減と引き換えに耐弾防火性に優れ12.7mm弾に対応する、航技研第2部開発の13mm厚積層ゴム（外装式3層）の新型防弾タンクに換装。かつ、二型は1943年6月よりの量産型（中島製5580号機より）からは操縦者の頭部と上半身を保護するため、操縦席後部に13mm厚・合計3枚・合計重量48kgの防弾鋼板（防楯鋼板。12.7mm弾対応）を追加装備した。実戦配備の一例として、第64戦隊は1943年7月19日時点でこの防弾鋼板装備型を補充機として受領している。
帝国陸軍は欧米機情勢の研究、およびソ連軍を相手としたノモンハン事件の戦訓によって海軍と異なり防弾装備の重要性を痛感しており、一式戦や二式戦といった次期主力戦闘機のみならず、九七式重爆撃機（キ21、1939年中頃の初期量産型一型乙の時点で燃料および潤滑油タンクを積層ゴム等による防弾タンク化済。1943年中頃の二型乙からはさらに操縦席と後上方砲塔へ16mm厚防弾鋼板・70mm厚防弾ガラスを追加、防弾タンクは16mm厚積層ゴムに換装し自動消火装置も装備）や、九九式襲撃機（キ51、1939年の試作時点から防弾タンクおよび、エンジン下面・操縦席下面・操縦席背面・胴体下面・中央翼下面に6mm厚防弾鋼板を装備）といった主力重爆撃機・襲撃機（攻撃機）でも早々から相応の防弾装備を要求し採用している。後継主力戦闘機である四式戦では、新型防弾タンク・13mm厚防弾鋼板に加え風防前面に70mm厚防弾ガラスを追加し撃たれ強い機体となっている。
これら防弾装備が考慮されていた一式戦であっても、同世代欧米機の装備（防弾タンクは効果に最も優れる内装式、防弾鋼板は操縦席後部に限らず前部等にも取付、前後の防弾ガラス等）には劣っていたが、防弾タンク・防弾鋼板と合わせて一定の効果が発揮された。

#### 防弾タンク
7.7mm弾対応防弾タンクを持つ一型をもって、7.7mm機関銃（.303ブリティッシュ弾仕様ブローニング Mk.2）装備のハリケーンやB-339系（F2A バッファロー）と交戦した開戦劈頭の第59戦隊・第64戦隊では、一式戦（一型）の防弾は十分に効果があったと判定されている。戦隊は新鋭一式戦や戦況について内地へ多数報告しているが、その中には「防弾タンク効果あり」の一文が存在している。
二型で採用された12.7mm弾対応防弾タンクにおいても、相応の実用性は確認されている。航技研第2部で防弾装備の研究・開発にあたっていた今村和男航技中尉は、鹵獲したB-17Dを参考にして12.7mm弾対応の新型防弾タンクを実用化する。合成ゴムのネオプレンを使用したアメリカ軍機の内装式は技術的制約から日本では製造できないため、天然ゴムをタンク外側に貼った外装式とし、肝心の耐弾性に関しては研究の結果、ゴムに加える硫黄の量を減らすことでゴムは割けずに膨らみ溶けて被弾した割け目を塞ぐことに成功し、この外装式でも対12.7mm弾なら一応持ちこたえる能力を発揮した。この新型防弾タンクについては第一線部隊から感謝の電報が送られたうえ、今村中尉ら航技研第2部の開発陣には第2号目となる陸軍技術有功章が陸軍大臣から授与された（授与第1号は三菱の一〇〇式司偵開発陣）。

#### 防弾鋼板
防弾鋼板の効力に関しては、1943年10月に第64戦隊に着任以後敗戦まで二型・三型に搭乗し第一線で戦った池田昌弘軍曹（陸軍少年飛行兵11期、総飛行時間1,300時間）による以下の証言がある。池田軍曹の証言では頭部鋼板は8mm厚2枚の計16mm厚となっている。なお、P-38はAN/M2 20mm機関砲1門とAN/M2 12.7mm機関銃4挺を射撃安定性に優れる機首に集中装備した重武装機である。
操縦者や所属によっては、少しでも搭乗機の性能を向上させるため重く嵩張る防弾鋼板が意図的に外されることもあった。また、後方警戒をし易くするため頭部鋼板のみ外し、背面鋼板は残されることもあった。上述の第64戦隊池田軍曹は「わたしは防弾鋼板は外さなかった。機付長が、絶対駄目だって外してくれへんのですよ。外してくれいうたことがあるんです。みんな外しますからね。でも1中隊は外さなかった。隅野さんがいた3中隊では、みな張り切って外しとった」、「取っても、そんなに（性能は）変わらんと思うんですけど。まァ、重さにしたらかなり重量（60キロ）あるから……、でも、外したから「そォら、スピード上がった」いうことはなかった思いますけど、気持ちの問題やないですかね」と述べている。

### 無線
一式戦では空対空・空対地（地対空）無線電信および無線電話通信用として、一型は九六式飛三号無線機を、二型以降は九九式飛三号無線機を装備している（ないし三型の一部は量産型四式戦等が装備した出力強化ほか性能向上型であるム4 四式飛三号無線機に換装）。「飛三号（とびさんごう）」は単発単座戦闘機向け近距離用短波無線機の区分であり、九九式飛三号無線機の昼間最大通信距離は高度約3,000mで半径100km強となる。一式戦の空中線支柱は機首前上部のエンジン後部、操縦席から見て右前方に位置しケーブル状の空中線（アンテナ）は垂直尾翼上端にかけて張られている。
当時の日本の工業力の低さにより兵器全般の品質が安定せず、単発単座戦闘機が安定した通信が可能な小型無線機の空対空電話で僚機間の連携を取っていた欧米には及ばず、エンジンの点火系統や工作精度の低い機体結合部から発生するノイズの遮断不足・不良による雑音混入の問題すら解決できないため、近距離でなんとか聞き取れる程度の性能が限界であった。さらには戦地の劣悪な環境下や部品の補給不足、用兵側の意識の低さ、傍受されるのを防ぐため進攻時には無線封止を行い受信のみとするなど、運用上の制約も重なり連携を取ることも難しかった。
陸軍は一式戦などの機体開発にあたってノイズ遮断等の対策に努め、後述の証言や実例のように（開戦初期の南方作戦時においても）決して不通なものではなかったものの、総合的には満足できるものではなく「使えなかった」と評する操縦者が多い。そのため手信号、主翼を振る、無線電信（モールス信号）で代用するといった行為で意思疎通が行われることが多かった。大戦後半当時の第64戦隊の通信将校であった会沢輝男中尉は「とにかく暑い所だからね。地上では手では触れないくらい熱くなってるのに、空に上がると急激に冷える。だから地上ではよく聞こえるように調整しても、上がると聞こえなくなっちゃう。操縦者がよく調整すれば聞こえるんだけど、命がけで戦ってる最中にそこまではできない。モールス信号にしたりとか、色々工夫はしたんだけど、訓練ではうまくいっても実戦では使えなかった。中隊長の中には使っていた人もいるみたいだけどね」と、一方で同時期の第64戦隊第2中隊整備班長であった上田厚士中尉は「無線は使えないと言われて、会沢さんなんかの通信将校は口惜しい思いをしたはずですよ。加藤戦隊長に直接仕えた中隊長、黒江さんだとか、大谷さん、丸尾さんなんかは、戦隊長が電話を使っているのを直接聞いてましたからね。けっこう使いましたよ。ただ後の戦隊長は使いませんからね。戦隊長が使わなかったら、誰も使わないですよ。加藤戦隊長というのは陸軍大学でシステムとしての空軍を研究していました。戦闘機は爆撃機を掩護することが最高の使命だとかね。航空無線の活用に熱心だったんです」と述べている。
地上との無線電話については、万全ではないものの地上基地の対空無線機は機上無線機と異なり高出力であることから受信は小型の無線機でも比較的容易であった。1943年4月10日に第64戦隊第1中隊に着任し1944年3月16日までビルマ航空戦に従軍していた伊藤直之大尉は「日本の無線は、基地の上ならどうにか聞こえるけど、少し離れたら聞こえない。それから、無線を使うと敵に傍受されちゃうっていうんで、進攻のときは無線封止っていって、無線は受信にしといて発信はしないしね」と、1943年12月当時は若手操縦者であった第64戦隊の池田昌弘兵長は「（前略）敵機の情報はピストに電話で入るんやけど、普通は電話が来る前に本部でサイレンを鳴らすんですわ。そうすると、整備はエンジンを回す、空中勤務者は我先にと飛行機に向かって走り出す。電話で来襲方向とか機種とかの情報が来るんですが、たいがいはそれを聞く前に走り出しちゃって。隼の無線も基地の上ならよう聞こえましたから、まず上がってから、どっちへ向かって飛べばいいのか聞いたわけです（後略）」（#陸軍航空部隊の早期警戒体制）と述べており、基地上空で指示を受信するという限定的な運用が主流であった。
一方で、第一線飛行部隊では一式戦の空対空・空対地無線電話を効果的に利用していた事例も多々存在する。
- 空対空
  - 1942年11月10日 - アキャブへ入港する輸送船上空掩護のため第64戦隊の第3次制空隊（第2中隊長丸尾晴康大尉以下6機）は、輸送船およびドック攻撃に飛来してきたイギリス空軍戦爆連合と同地沖上空で交戦。この第3次制空隊と交替するため、アキャブから数十km離れた位置のアラカン山系上空を飛行中の第4次制空隊（第3中隊長黒江保彦大尉以下6機）黒江大尉機の無線に「敵機発見、攻撃、敵は合計20機、小型機もまじっている。注意しろ……」と入電、黒江編隊はスロットルを開け増速。さらに第2中隊長丸尾大尉らしい声で「右だ、右のヤツをやっつけろ、オレはブレニムを攻撃する……」、「気をつけろ、上にも小型……」と入電、これら「興奮した無線の怒鳴り合い」を聞いた黒江編隊は急行。
    - 第4次制空隊が第5次制空隊（高橋俊二中尉機ほか）と交替し編隊がマグエ飛行場に帰着の間際、 第5次制空隊は再度飛来してきた戦爆連合と交戦し、黒江大尉機の無線には「アメリカ、アメリカ、アメリカ！」、「食いつけ！食いつけ！」という高橋中尉がブレニムへの突撃を命ずる声が入った[59][60] 。

  - 1942年12月5日 - 第64戦隊第1中隊長大谷益造大尉機がイギリス空軍第155飛行隊のモホークとの空戦で撃墜された際、大谷大尉は「バンザーイ。バンザーイ……サヨウナラ、サヨウナラ…」との声を第64戦隊長明楽少佐機の無線に残し墜落・自爆[61]。
  - 1943年2月25日 - 第64戦隊は飛行第98戦隊の九七重爆を掩護しチンスキアを攻撃。黒江大尉機は原大尉機（九七重爆）を直掩するも原大尉機はすでに被弾していたために高度は低下し、その際に「戦闘機、掩護、御苦労サン、御苦労サン、アリガトウ……アリガトウ……」、「アリガトウ……アリガトウ……」との声を黒江大尉機の無線に発しつつ墜落・自爆[62]。
- 空対地
  - 1943年3月6日 - 飛行団長の命を受け第64戦隊はアキャブ前線対地攻撃のため黒江大尉機以下11機はミンガラドン基地を出撃。黒江大尉機はミンガラドン基地と無線電話で通信しつつ飛行中、（戦闘隊の酷使を戒め飛行団長命令を撤回する飛行師団長命令である）「攻撃を止めて帰れ。帰還せよ」との入電を聴くも、無線電話は聴こえなかったことにして任務を続行[63]。
  - 1943年9月15日 - 仏印ハイフォンに飛来したアメリカ陸軍航空軍第308爆撃航空群のB-24 5機を、第25戦隊第2中隊・第3中隊と第33戦隊の一式戦は地上からの無線電話誘導によって的確にこれを邀撃。2機を喪失するもB-24 4機を確実撃墜（第373爆撃飛行隊）[64]。
  - 1943年11月27日 - アメリカ陸軍戦爆連合84機を第64戦隊第3中隊の一式戦8機と二式戦1機（二式戦は戦力補充のため送られていたもので第64戦隊は極少数機を保有）は、電波警戒機（陸軍の実用レーダーである超短波警戒機乙）と対空監視哨の情報をもとに地上からの無線電話誘導により有利な位置で邀撃（黒江大尉機はミンガラドン基地と無線電話で頻繁に通信し次々に電波警戒機による敵機情報を受信[65]）。一式戦1機・二式戦1機を喪失するも、機数で圧倒的に劣るこの状況でP-51A 4機（第530戦闘爆撃飛行隊ブリッグス中尉機・ウィルマー中尉機・グレイ中尉機・ホーガン中尉機）・P-38H 2機（第459戦闘飛行隊オーメイヤー大尉機・ハーラン中尉機）・B-24 3機（第308爆撃航空郡ピッカード中尉機・ケラム少尉機、第7爆撃航空群マレイ中尉機）の計戦闘機6機・爆撃機3機を確実撃墜、他数機を確実撃破[66]。
  - 1944年1月中旬 - 第64戦隊黒江大尉は転属命令を受けミンガラドン基地を訓練用の一式戦にて出発、タイのバンコクへ向け飛行。道中、無線電話のスイッチを入れ基地対空無線を呼び出し整備隊長中尾国弘大尉と交信（「クロエ、クロエ、こちらは、ナカオ、ナカオ、さようなら、お元気で、長いあいだ、御苦労様でした……」、「ナカオ、ナカオ、こちらは、クロエ、クロエ。ありがとう、ありがとう。では、さようなら、さようなら、あとをしっかりお願いします……」）。イラワジ川を超えタイ国境の山々にかかるころまでも無線電話はかすかに繰り返す「さようなら」の言葉を受信、黒江大尉もまた「さようなら」の言葉を送信[67]。
  - 1944年10月18日 - ラングーンに米英戦爆連合大編隊が飛来。飛行場上空で大混戦となり、地上に居た第64戦隊飛行隊長宮辺英夫大尉は対空無線電話で上空の西尾伍長機に「後ろを見ろ！」と連呼したが西尾機は撃墜され、地上で収容された西尾伍長は搬送先の病院で「後ろを見たんですけどねえ」と言い残し戦死[68]。
- 空対空・空対地
  - 1944年12月18日、漢口にアメリカ陸軍戦爆連合大編隊が飛来。『（邀撃した第25戦隊の一式戦のうち、長機・大竹久四郎准尉機と僚機・中村隆助軍曹機は）45度の上昇角度で高度5000mに達した時、P-51と接敵。大竹准尉は「中村、来るぞ!」と叫び、垂直旋回、中村軍曹がそれにつづく。後方を曳光弾の赤い火箭が走っていった。「前方に2機、2機！」「後方、後方、4機だ！」誰に警告をしているのか、地上の対空無線の声がひっきりなしに入ってきた』[69]。

## 戦闘爆撃機

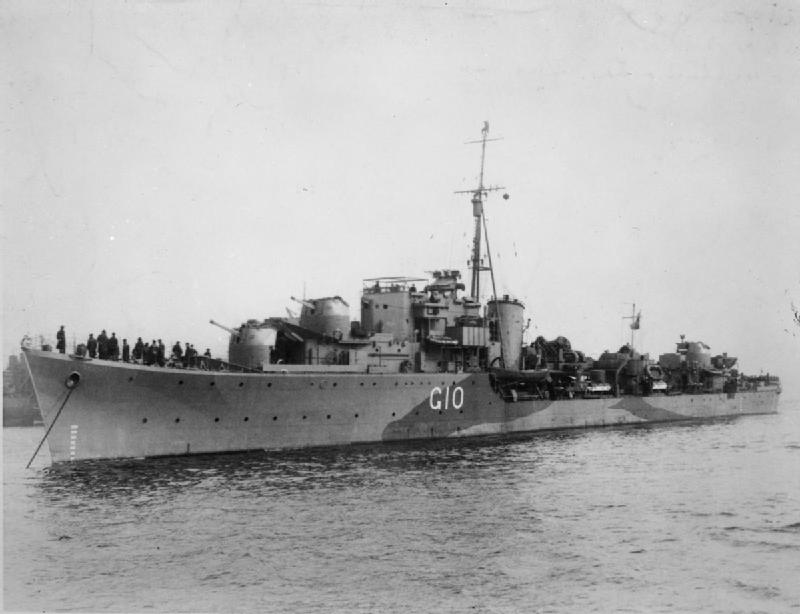
駆逐艦「パスファインダー」

一式戦は両翼下に最大250kg爆弾を1発ずつ懸架ないし落下タンクとの併用が可能であった。しかし大型爆弾を搭載した場合飛行性能が大幅に低下し最大の利点である運動性能が犠牲になる他、脚部の強度が不十分であるため離着陸に注意が必要であるなど運用上の制限が存在した。
主に大戦中期以降には飛行分科「戦闘」の部隊において、一式戦（一式戦に限らず三式戦・四式戦・二式複戦）といった陸軍戦闘機は通常爆弾・タ弾（クラスター爆弾）・カ弾（焼夷弾）を搭載した戦闘爆撃機として対地および対艦攻撃に積極的に使用されている。
さらに飛行第31戦隊・飛行第65戦隊などの飛行分科「襲撃」の部隊は「爆装一式戦」に機種改変し爆撃（襲撃）任務に投入されている。特に沖縄戦従軍下の第65戦隊は整備隊が考案したチャフ散布装置を各機に装備させる、超低空飛行を行うなどし沖縄近海の連合軍艦船や制圧下の地上施設に対し通常攻撃で戦果を挙げた。
第64戦隊の爆装一式戦による対艦攻撃の確実戦果一例として、1945年2月11日、ラムリー島の戦いにおいてイギリス海軍艦艇攻撃に出撃した12機のうち、池沢軍曹機と僚機の池田軍曹機の2機が2,200t級駆逐艦「パスファインダー」に急降下爆撃を敢行、艦尾に2発の直撃弾を与え大破させている。「パスファインダー」は戦線を離脱しイギリス本国に曳航されたものの、損傷激しく戦後廃艦となっているため事実上の戦没であった。
また輸送船団掩護時に、本来は想定されていない任務であるが小型爆弾を装備しての対潜哨戒機としても運用されている。1944年10月以降のフィリピン防衛戦では、一式戦を装備する飛行第20戦隊が機体を洋上迷彩たる濃紺に塗装し制空戦闘機兼対潜哨戒機としてこれを運用していた。ほか、1944年4月14日11時20分頃、アンダマン諸島沖船団掩護中の飛行第26戦隊石川清曹長機が、船団前方3,000m付近で敵潜水艦が放った魚雷航跡3本を発見。基地に無線報告するとともに敵潜推定位置に爆弾を投下、航走中の魚雷に対して機関砲を射撃、それでも魚雷は1,200名乗船の輸送船「松川丸」に迫ったため、これに体当たりし2本を爆発させ輸送船を護った事例がある（石川曹長は戦死後任陸軍少尉、個人感状拝受）。

## 連合軍と一式戦

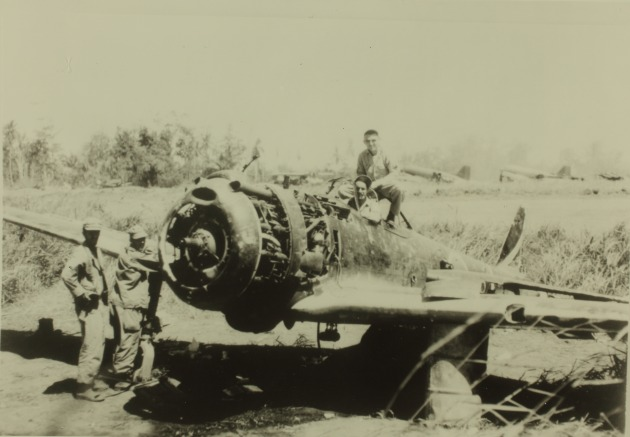
連合軍に鹵獲された一式戦二型（キ43-II）

交戦相手の連合軍において一式戦は海軍の零戦と誤認される事例が多かった。風防・天蓋・主翼・尾部および胴体の形状が大きく異なるが、全体の外観や性能が類似していることに加え、支那事変（日中戦争）への実戦投入は零戦が早く連合軍はその存在を太平洋戦争開戦前に認識していたこと、1942年夏まで一式戦は各地に出揃っていないことが理由として挙げられる（緒戦たる南方作戦における一式戦の主戦場はマレー、シンガポール攻略戦とインドネシア攻略戦。ビルマ攻略戦は1941年12月25日に臨時に第64戦隊が投入されたのみで本格的な転戦は1942年3月21日から。フィリピン攻略戦に一式戦は未投入）。ビルマ方面のイギリス空軍からは「ゼロ・ファイター」に類似した「ワン・ファイター」ということで「01（ゼロワン）」と、それ以前にフライング・タイガース(AVG)によって「ニューゼロ」と呼ばれたことも一時期あったという。大戦中後期に至っても、またビルマ・ニューギニア・中国方面といった陸軍航空部隊の主戦場であっても零戦との誤認は多く、そのため「零戦の戦果とされているものの一定数は一式戦の戦果」である（#「ブラックドラゴン飛行隊」伝説ほか）。事実、一式戦が大戦初期からその末期まで一貫して互角ないしそれ以上の活躍を見せていたビルマ方面において、一式戦と交戦していたアメリカ・イギリス軍機操縦者などは殆どの場合、相手の日本軍戦闘機を「ゼロ（零戦）」と認識・報告していた。
一式戦の性能面に対して、上述の通り連合軍は低高度・低速域における運動性・加速性の高さを脅威と見なし、対策を徹底した。

### 連合軍エースとの空戦
連合軍のトップクラスのエースを相手とした一式戦による確実戦果としては主に以下の事例が存在する。
- 1944年3月5日、ニューギニア戦線において、飛行第77戦隊三苫軍曹・青柳軍曹操縦の一式戦が、21機撃墜を誇るニール・カービィ大佐操縦のP-47Dを確実撃墜。
  - 1944年初期、当時21機撃墜のニール・カービィ大佐（P-47操縦）は24機撃墜のリチャード・ボング大尉（P-38操縦）とアメリカ軍トップ・エースの座を巡り争っており、カービィ大佐は第348戦闘航空群指揮官（群長・司令）として新鋭のP-47を操縦し、1943年10月には同戦線にて第64戦隊初代戦隊長を歴任したベテランである第14飛行団長寺西多美弥中佐操縦の一式戦を撃墜するなど戦果を多数記録していた。しかし3月5日、僚機のP-47D 2機を率いて飛行第208戦隊の九九式双軽爆撃機3機を攻撃中のところを第77戦隊の一式戦5機が奇襲し、三苫軍曹機・青柳軍曹機が低空を低速でもがきまわるカービィ大佐機の操縦席に機関砲を射撃しこれを撃墜。ただちに部下のP-47Dが駆けつけたもののカービィ大佐は戦死した。一式戦の損害は1機が被弾不時着のみ[72]。

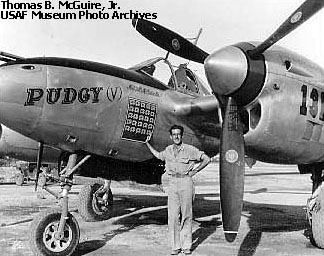
トーマス・マクガイア少佐と愛機P-38

- 1945年1月7日、フィリピン戦線において、飛行第54戦隊杉本明准尉操縦の一式戦と飛行第71戦隊福田瑞則軍曹操縦の四式戦が、P-38 4機編隊と遭遇。38機撃墜を誇るアメリカ全軍第2位のエースであるトーマス・マクガイア少佐操縦のP-38L、僚機でベテランのジャック・リットメイヤー中尉のP-38Jが未帰還(戦死)。
  - 不意の遭遇戦で4機のP-38に遭遇し劣位から応戦した杉本准尉機は離脱に成功するも被弾、不時着に成功したが地上でゲリラに射殺された。杉本機の空戦を目撃し現場に駆けつけた福田軍曹機は対進戦でP-38 1機を撃墜。福田機は残ったP-38 2機（エド・ウィーバー大尉機、ダグ・スロップ中尉機）の追撃を回避、生還するも機体は被弾多数により廃棄。福田軍曹は空戦時はマラリアの高熱により意識朦朧状態であり、かつ落下タンクと100kg爆弾を搭載したままであった。本空戦は乱戦であり、マクガイア機は杉本機または福田機に撃墜されたとする説、低空・低速で無理な機動を試みたことにより失速・墜落したとする説があり、詳細は明らかでない。いずれにせよ、日本陸軍との戦闘でアメリカ軍の両名が戦死したことは事実である[73]。

### 「ブラックドラゴン飛行隊」伝説
ビルマ方面のアメリカ陸軍航空軍・イギリス空軍各飛行部隊の操縦者は、現地の強力なある日本軍戦闘隊を「ブラックドラゴン飛行隊」と呼称していた。第7爆撃航空群・第22爆撃飛行隊・第311戦闘爆撃飛行隊・第530戦闘爆撃飛行隊（米）、第67飛行隊（英）などの報告・戦記にこの「ブラックドラゴン飛行隊」に関する証言・記述があり、その内容は曰く「ガダルカナルからきた精鋭」「6機の零戦隊で、指揮官は黒塗りのメッサーシュミット109(Bf 109)」などとまことに想像力豊かなものであった。当然ながらこの方面は第64戦隊・第50戦隊等、主に一式戦を装備した日本陸軍航空部隊の担当戦域であり日本海軍航空部隊の零戦は関係が無く（ビルマ方面への日本海軍航空部隊と零戦の投入は1943年12月から1944年2月にかけてのごく短期間であり、陸軍第3航空軍が行っていたカルカッタ爆撃に呼応する形で海軍第十三航空艦隊の第二〇二海軍航空隊と第三三一海軍航空隊が進出し、1943年12月の陸海軍共同作戦である龍一号作戦などに参加した程度である）、「ブラックドラゴン飛行隊」の正体は言わば「ブラックファルコン飛行隊（隼飛行隊）」となる。

### 一式戦とグリフォンスピット
1945年8月15日、太平洋戦争開戦時の進出基地であったフコク島ズォンドンにて、これも開戦時同様のタイランド湾の船団掩護を最後の任務とした第64戦隊は、翌16日にクラコールに移転し敗戦を迎えた。同月下旬、クラコール飛行場にイギリス空軍先遣部隊が進出し武装解除。続々と後続が進出するごとに日英ともに緊張も解け交流が始まり、一式戦とスピットファイアの編隊飛行が実現した。戦隊長宮辺少佐の「おいっ、スピットと一緒に飛びたい者、1機だけだ」の発言に操縦者達は皆挙手したが、最終的に戦隊古参のエースである坪根康祐准尉が選ばれスピットファイアを長機とし2機は離陸。2機はクラコール市街上空を低空で飛び回り、日英操縦者達の眼前でフィナーレとして滑走路に超低空進入しての垂直上昇、一式戦はブースト全開でスピットファイアに追随し栄光の「加藤隼戦闘隊」こと飛行第64戦隊と一式戦の最後を飾った。このスピットファイアはグリフォンエンジン（離昇出力2,035馬力）を搭載した5翅プロペラのグリフォン・スピットファイア（グリフォンスピット）ことMk. XIVであった。ただし、これを目撃した池田昌弘は、スピットファイアが先に飛び出した全速の一〇〇式司偵三型（キ46-III）を悠々と追い越し、宙返りまでしたことを聞き、「垣根さんと一緒に飛んだスピットファイアも、きっとレバーを加減して飛んでくれたのでしょう」と、語っている。

## 実戦
本項目における以下の日付を冠した戦闘記録は各戦線における主要な空戦を抜粋したものであり、全ての戦闘記録ではない。

### 南方作戦

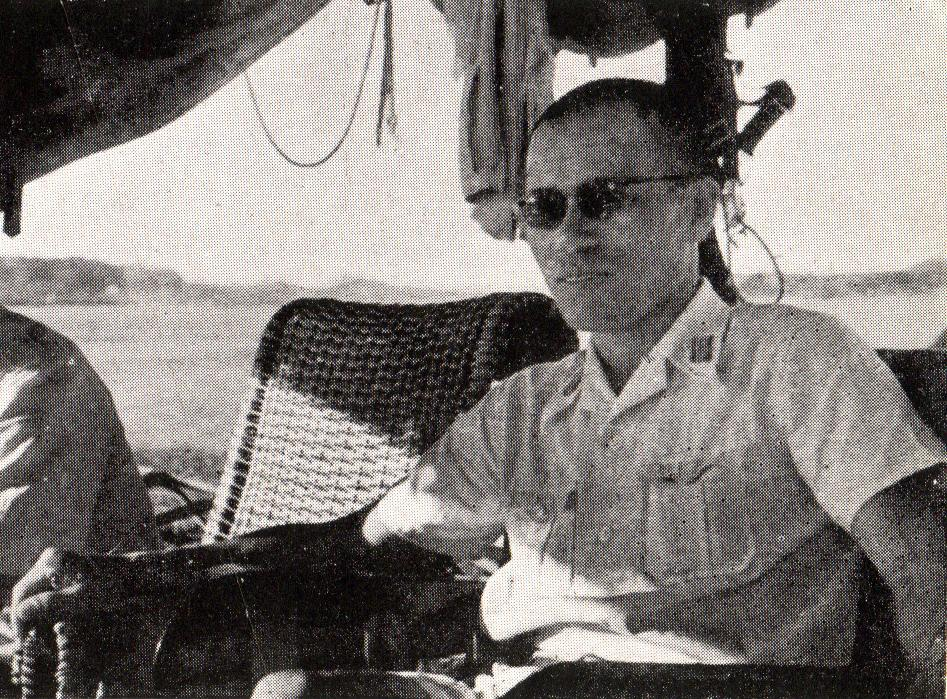
1942年初頭、第64戦隊のピスト（空中勤務者の控所を意味するフランス語由来の陸軍用語）にて第3中隊長安間克巳大尉らとくつろぐ戦隊長加藤建夫中佐

支那事変（日中戦争）中、1941年6月から8月にかけて一式戦に全機機種改変した第59戦隊所属の9機が、漢口から明楽武世大尉に率いられ重慶までの長距離進攻に参加、これが一式戦の初陣となる。同進攻戦では迎撃機が現れず空戦は起こらなかったが一式戦の長距離航続性能を実証した。
第64戦隊は同年8月末から9月半ばにかけ日本内地の多摩陸軍飛行場にて全機種改変。のちに第64戦隊は一式戦をその終戦まで使用し続ける部隊となり、改変時に新たに考案された部隊マーク、垂直尾翼に中隊色で描かれた「矢印（斜矢印）」はそのシンボルとなった。当時、中尉として第64戦隊第3中隊整備班長であった新美少佐は部隊マークについて以下の如く語っている。
第64戦隊は夜間飛行・雲上飛行・洋上航法に力を入れつつ訓練を行い、12月3日に旧駐屯地の広東から35機全機を戦隊長加藤少佐が率い、卓越した航法により1機の落伍もなしに2千数百km・5時間30分の距離を一気に飛行し仏印のフコク島ズォンドンに進出した。7日夕刻からマレー半島コタバル上陸のため、海上を航行中の第25軍（司令官・山下奉文中将）部隊を乗せた輸送船団の上空掩護を加藤少佐以下第64戦隊7機の一式戦があたり、悪天候により3機が未帰還となるも夜間かつ荒天の悪条件のなかこれを成し遂げ、8日の太平洋戦争開戦を迎える（マレー作戦）。以降、一式戦は南方戦線（マレー・シンガポール・パレンバン・ジャワ ・ビルマ各地）で大いに活躍することとなる。
開戦の8日朝、マレー作戦に従軍し航空撃滅戦を展開する第64戦隊は加藤少佐以下全機が出撃、第2中隊機がブレニム1機（第34飛行隊スミス軍曹機）を撃墜（損傷、バターワース飛行場に胴体着陸）、さらにバターワース飛行場の在地敵機に対し対地銃砲撃（機銃掃射）しブレニム4機（第34飛行隊）を破壊、第64戦隊の損害は皆無で一式戦全機が無事帰還した。第59戦隊はコタバルの上陸船団を爆撃中である第34飛行隊・第60飛行隊の多数のブレニムと交戦。1機を喪失するも2機を撃墜（第60飛行隊ベネット少佐機・ボウデン大尉機）、1機を撃破し飛行場に不時着させた。
12月22日、第64戦隊の一式戦23機はクアラルンプール飛行場を攻撃、迎撃に現れた第453飛行隊のバッファロー12機と交戦、1機を喪失（リード軍曹機と衝突）するも3機を撃墜、4機を撃破（不時着損傷）。同日午後、同じくクアラルンプール飛行場を今度は第59戦隊の一式戦4機が攻撃し、損害無く離陸直後のバッファロー1機（第453飛行隊ピーターソン軍曹機）を撃墜。28日、第59戦隊の一式戦は夜間空襲に飛来したブレニム4機と交戦（夜戦）し1機を撃墜（第34飛行隊ヒル大尉機）、この戦果は開戦以来日本軍初の「夜間撃墜」である。なお、陸軍航空部隊では一般の単座戦闘機・一般の飛行部隊・一般の操縦者にも夜戦のスキルが求められており（操縦者は夜間飛行をこなせてこそ一人前たる「技量甲」の認定を戴く）、この第59戦隊による夜戦撃墜や、開戦前日の第64戦隊による上陸部隊輸送船団夜間上空掩護、各地での爆装戦闘機（戦闘爆撃機）による夜間奇襲爆撃など陸軍は数々の夜間任務を全期間を通じて積極的に行っている。一方で、日本海軍航空隊では大半の単座戦闘機およびその操縦員には夜戦の技量が無く、また夜間任務そのものが例外的なものであり、原則的に専用の複座ないし三座の夜間専用機・夜間飛行部隊が対処していた。
1942年1月20日、数日前に中東方面より新鋭補充機としてシンガポールに到着していたハリケーンと第64戦隊は初めて交戦、一式戦は1機を喪失するも敵指揮官機以下3機を撃墜（臨時第232飛行隊ランデルス少佐機・マーチパンクス少尉機・ウィリアムズ少尉機）。当初からホ103を2門装備した特別仕様機である加藤少佐機は一連射5、6発でハリケーン（ウィリアムズ少尉機）を発火させている。

パレンバンに降下する「空の神兵・帝国陸軍落下傘部隊」こと挺進部隊

2月上旬、第64戦隊・第59戦隊は蘭印作戦に転戦。6日、第59戦隊の一式戦14機はパレンバン飛行場を攻撃し、6機を撃墜（ブレニム2機、第211飛行隊。ハリケーン4機、第258飛行隊）するも損害は皆無で全機が無事帰還した。以降、数次に渡って行われたパレンバン航空撃滅戦で一式戦はイギリス空軍を圧倒した。
2月14日、パレンバン空挺作戦発動。スマトラ島パレンバンに奇襲落下傘降下する第1挺進団挺進第2連隊（「空の神兵」）の挺進兵を乗せた一〇〇式輸送機（キ57）とロ式貨物輸送機、物料傘投下用の九七式重爆を加藤少佐の統一指揮のもと第64戦隊・第59戦隊が空中掩護。一式戦は第258飛行隊のハリケーン15機と応戦した結果、第64戦隊機がマクナマラ少尉機とマッカロック少尉機を撃墜した（うち1機は加藤少佐の戦果とされている）。この空戦における日本軍側喪失機は飛行場高射砲によって撃墜された物料傘投下用の九七式重爆1機のみで、挺進飛行戦隊の輸送機と一式戦に損害はなく、一式戦と「空の神兵」の活躍で空挺作戦は成功し太平洋戦争の最重要攻略目標であるパレンバン油田・製油所および飛行場は占領確保された。
第64戦隊は終戦までに計7枚（うち1枚は加藤少将の個人感状、前身部隊時を含めると計9枚）と日本軍最多数の感状を拝受しているが、うち3枚はマレー上陸作戦（船団掩護）・パレンバン空挺作戦・ジャワ上陸作戦の活躍によるものである。
以下一連の一式戦の戦果は、戦史家梅本弘が日本軍の戦果記録を連合軍の損害記録たる一次史料と照会した「確認が出来た最小限で確実な数字たる戦果」である。一式戦は緒戦の空戦において約4倍の数を、対戦闘機戦では約3倍の数の敵機を撃墜した。
- 1941年12月8日の開戦（マレー作戦開始）から1942年3月9日（蘭印作戦終了）の期間中
  - 第59戦隊・第64戦隊の一式戦は連合軍機61機撃墜（第59戦隊30機、第64戦隊27機、両戦隊協同4機）
    - 撃墜連合軍機の機種内訳は戦闘機43機
    - さらに蘭印作戦中にバタビア沖上空にて1機のB-17E（フランクリン機長、41-2503号機）を撃墜 [87]

  - 日本軍側の空戦による損害は第59戦隊・第64戦隊計16機喪失（戦死11名・生還5名）

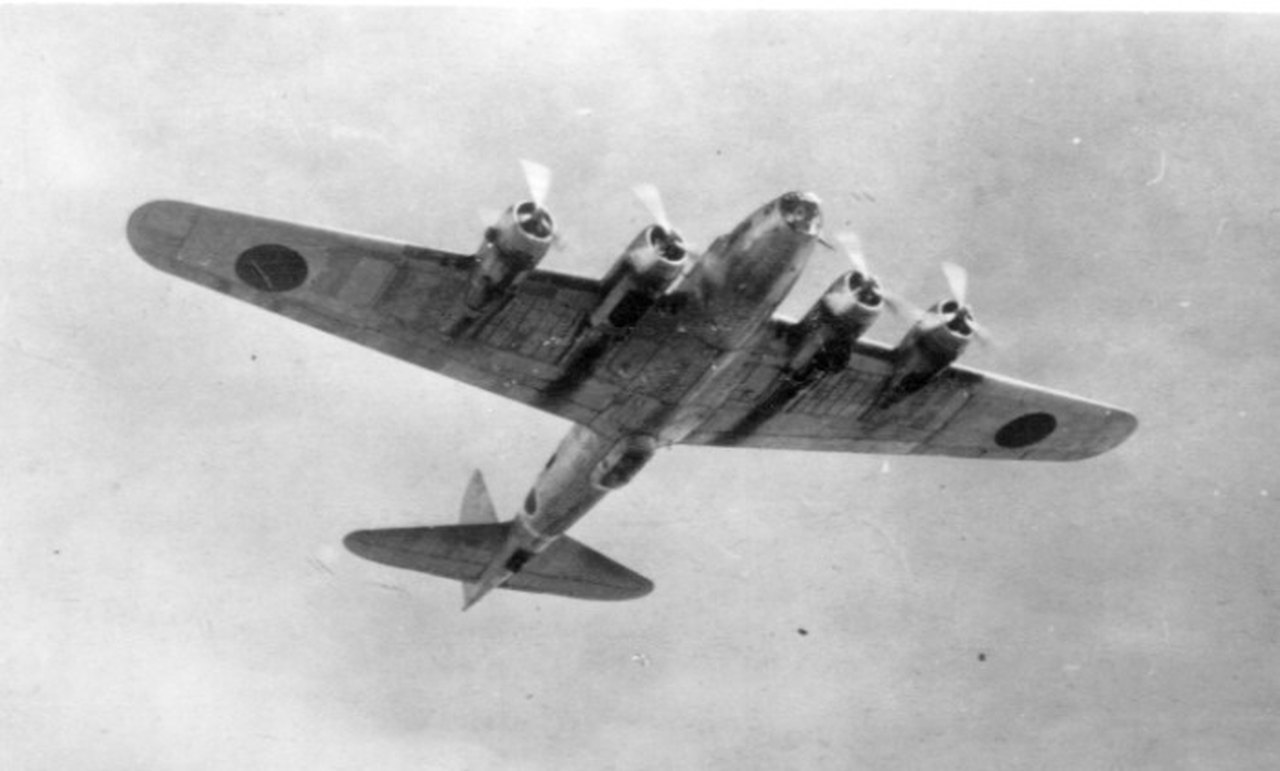
日本軍の国籍標識を描き飛行中の鹵獲B-17D

これら一式戦の緒戦において第64戦隊の加藤少佐が特に有名であるが、第59戦隊においても飛行隊長牟田弘國少佐が相当の活躍と技量の高さを見せている。牟田少佐とその僚機からなる通称「牟田編隊」は上記の期間中、損害1機に対して13機を撃墜した（牟田少佐の戦果報告は連合軍の損害記録と毎回完全に一致）。ちなみに、牟田少佐は第100飛行団長たる中佐で終戦を迎え、戦後は航空自衛隊に入隊し第6代航空幕僚長、さらには空自出身者初となる第4代統合幕僚会議議長と自衛隊制服組の頂点に登り詰めている。
なお、蘭印作戦において日本軍はジャワ島にてアメリカ陸軍航空軍のB-17EおよびB-17Dを飛行可能状態で鹵獲し、陸軍はこれを調査研究するとともにのちには戦闘隊の対大型爆撃機攻撃訓練目標機に使用している。この訓練には第64戦隊・第50戦隊・飛行第11戦隊が参加し戦技向上に一役買い、第64戦隊の黒江保彦大尉はB-17に搭乗し機内から攻撃を観察し助言、実際に第11戦隊はのちのソロモン方面のB-17迎撃に戦果を挙げ効果を実証している（#ソロモン、ニューギニア航空戦）。このB-17は他の鹵獲機ともども日本本土に空輸され徹底的な調査が行われた一方、一式戦の開発模様を描いた1942年10月公開の映画『翼の凱歌』終盤で「南方で一式戦に撃墜される敵機役」として「出演」している。

### ビルマ航空戦

#### 初期

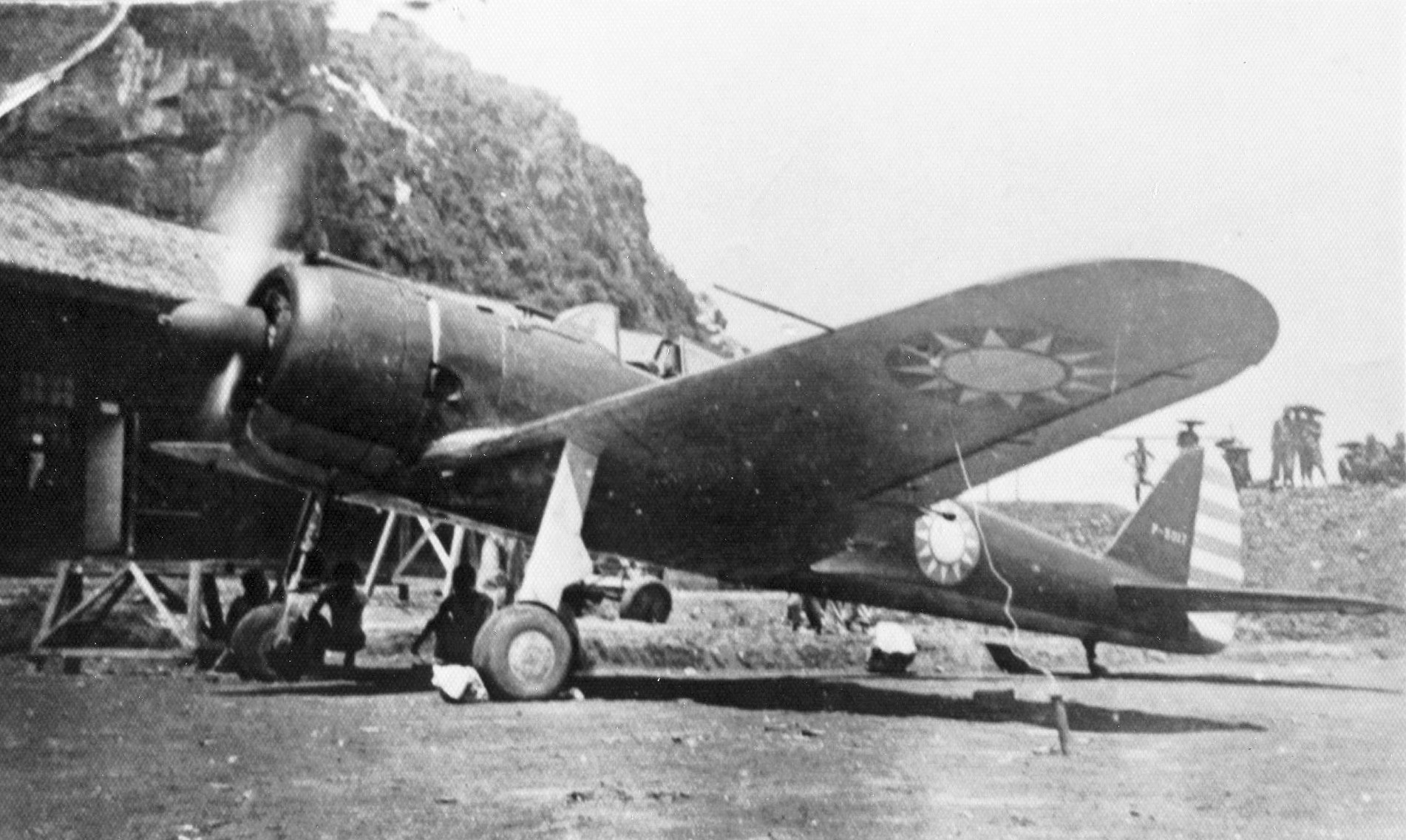
1942年5月1日、北部ビルマにて不時着し国民革命軍・アメリカ陸軍に鹵獲された第64戦隊の一式戦一型（キ43-I）。中国軍の国籍標識が描かれテスト飛行に備えたエンジン試運転中の姿

各地を制圧した第64戦隊は1942年3月21日からビルマ戦線（「ビルマ航空戦」）に参戦。以後、主にイギリス空軍およびアメリカ陸軍（初期はフライング・タイガース(AVG)を含む）と交戦し、同月23日には損害無くハリケーン1機を撃墜（第136飛行隊ブラウン少尉機）し同戦線における初戦果を収めている。このビルマ航空戦にはその活躍で有名な第64戦隊が長期間従軍しエースを多数輩出、一式戦を主力とし大戦末期に至るまで連合軍空軍と互角の戦いを繰り広げた戦域となる。
第64戦隊の一式戦は3月24日午後には一方的にハリケーン2機を撃墜（第136飛行隊パイネ軍曹機・バトラー軍曹機）、1機を撃破（フレッディー軍曹機、不時着損傷）するなど戦果を挙げたが、4月8日のローウィン飛行場攻撃ではアメリカ陸軍(AVG)のP-40 8機・イギリス空軍のハリケーン3機と交戦、連合軍側はレーダーで第64戦隊機の侵攻を探知し待ち伏せ奇襲、名実共に加藤中佐の片腕として前身部隊である飛行第2大隊第1中隊時代から活躍していた古参エース第3中隊長安間大尉機や、ノモンハン事件以来のベテラン和田春人曹長機を含む4機を喪失。
4月10日早暁、先の8日の復讐として、加藤中佐以下第64戦隊は夜間航法をもってローウィン飛行場を奇襲攻撃。一般飛行部隊でも夜間飛行と夜戦が考慮されている陸軍航空部隊においても、暗夜に（ビルマにおいて早暁はまだ暗夜となる）、山岳地帯を、全速力で（横風偏流誤差の考慮しまた敵地在空時間を減らすため）、600km以上の距離を、低空で侵攻することは極めて困難なものとなるが、編隊を先頭で率いる加藤中佐機の優れた航法によって奇襲は成功し、在地のP-40約23機を対地銃砲撃によって撃破。20日には戦死した安間大尉の後任として二式戦をもって開戦以来活躍していた独立飛行第47中隊から黒江保彦大尉が第3中隊長として、第2中隊には中村三郎中尉・坪根康祐軍曹が着任しているが、この3名はのちに有数のエースとなる。
5月22日、当時トングーに主力を置いていた第64戦隊の一部が一時前進していた最前線であるアキャブ飛行場に、ブレニム Mk.IV 1機（第60飛行隊マーチン・ハガード准尉機）が来襲。一式戦5機が迎撃に出撃するも、後上方銃座（射手マクラッキー軍曹）の巧みな射撃により2機が被弾し途中帰還、さらに1機が最初の近接降下攻撃からの引起し時に機体腹部（燃料タンク部）に集中射を浴び発火。この機体こそが戦隊長加藤建夫中佐機であり、午後2時30分、残された僚機2機の眼前で帰還不可能と察した加藤機は左に反転しベンガル湾の海面に突入し自爆した。ハガード准尉機は墜落することなく尾部への被弾2発のみでカルカッタまで帰還できたが、故障により片脚着陸を行ったため機体を破壊している。以下は檜中尉が加藤中佐戦死の夜に綴った日記文である。
残された第64戦隊員にとって、平素格下と見なしていたブレニムの反撃による加藤中佐機の自爆は大きな衝撃であった。さらに、南方作戦の功労者かつ相当の人格者として有名な存在であった加藤中佐の戦死は帝国陸軍全体に衝撃を与え、30日付で「ソノ武功一ニ中佐ノ高邁ナル人格ト卓越セル指揮統帥及ビ優秀ナル操縦技能ニ負フモノニシテ其ノ存在ハ実ニ陸軍航空部隊ノ至宝タリ」と評される南方軍総司令官元帥寺内寿一陸軍大将名の個人感状を故加藤は拝受、陸軍初の二階級特進として任陸軍少将、特旨をもって従四位、功二級金鵄勲章・勲三等旭日中綬章を受勲。7月22日には陸軍省から国民に公表され「軍神」となっている。イギリス空軍側では日本のこの加藤軍神ブームを受け5月22日当日のブレニムの行動を再点検、8月2日付でハガード准尉機の乗員のもとにベンガル空軍司令官スチーブンソン少将から撃墜した相手が加藤建夫中佐という「大物」であった旨の電報が届いている。当時のイギリス空軍でも加藤がビルマ方面の戦闘隊指揮官で26機撃墜のエース、東京で公葬された軍神ということは伝わっていた。
6月4日、「軍神加藤少将」の弔い合戦として第64戦隊の一式戦は数機のB-17Eと交戦、1機を第77戦隊の九七戦と協同撃墜している（第436爆撃飛行隊シャープ大尉機）。第64戦隊の一式戦は1942年6月4日までの空戦で最低でも連合軍機10機撃墜（協同撃墜のB-17E 1機を含む）、損害は11機喪失。撃墜連合軍機の機種内訳は戦闘機6機・爆撃機4機で、一式戦10機喪失はP-40によるものであった。
同年4月、フィリピン攻略戦やビルマ攻略戦を経て日本に帰国した飛行第50戦隊から手初めに、旧式化した九七戦を運用する部隊は順次機種改変し（機種改変した後のエース部隊となる第50戦隊は9月にビルマ戦線に復帰）、以降一式戦は陸軍主力戦闘機となる。

#### 中期

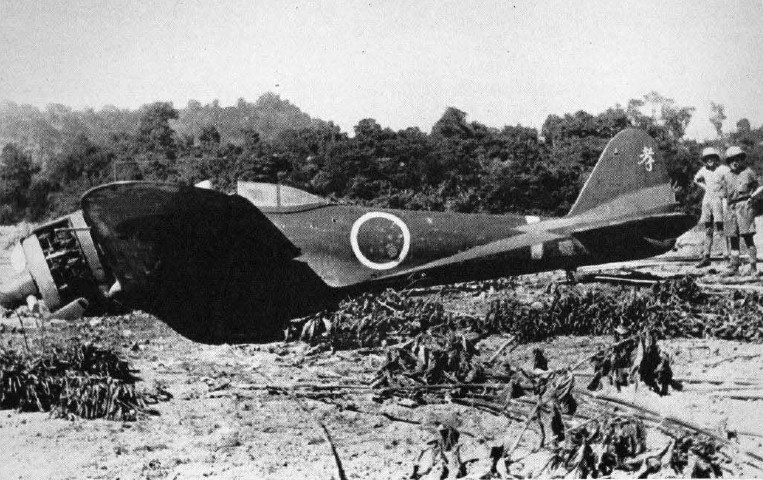
1942年12月15日、チッタゴン攻撃時に被弾し不時着、イギリス空軍に鹵獲された第50戦隊第2中隊の一式戦一型丙（キ43-I丙、小谷川親曹長機）。部隊マークとして機体後部側面に大きく「電光」を描き、部隊マーク・スピナー・カウリング先端は第2中隊の中隊色である「黄色」で塗り分けている。垂直尾翼の「孝」の文字は本機を愛機とする操縦者が考案・記入した個別愛称（第50戦隊にて流行した行為）

一式戦に改変した第50戦隊は9月9日、アキャブ港爆撃に来襲した多数のブレニムやハドソンを迎撃した2度の空戦にて4機を撃墜（第113飛行隊ローヌ中尉機・レイド軍曹機、第60飛行隊マックリッジ少尉機、第62飛行隊ホワイト軍曹機）、3機を撃破、埠頭や輸送船が爆撃を受けたものの一式戦に喪失は無かった。10月末の航空撃滅戦ではのちのトップ・エースとなる第50戦隊穴吹智軍曹機がP-40E 1機を撃墜（第51戦闘航空群ダニング中尉機）、一式戦による当人の撃墜戦果第1号を記録。
11月10日、第64戦隊の一式戦1機がモホーク4機と交戦し格闘戦で2機を撃墜（第155飛行隊スカイプ少尉機・マクランプ少尉機）、29日、第64戦隊第2中隊がラングーン夜間空襲に飛来したB-24を迎撃し照空燈に捕捉された1機を夜戦で撃墜（第436爆撃飛行隊アッカーマン少尉機）、ビルマ航空戦におけるB-24初撃墜を記録、これらは何れも中村三郎中尉の戦果であった。12月24日には第50戦隊の穴吹軍曹機が「主脚の格納を忘れた状態」でハリケーンと交戦し2機を撃墜（第607ないし第615飛行隊コストロミン軍曹機・ファーガスン中尉機）。
1943年1月23日、第50戦隊の一式戦はバトル・オブ・ブリテン以来の古参である第135飛行隊長ガイディング大尉機を撃墜するも、第3中隊長中崎茂大尉機を喪失。2月には一式戦二型（キ43-II）に改変していた第64戦隊の一部が復帰したが、12日に「軍神加藤少将」の後任である第5代戦隊長八木正巳少佐がキャクトゥ飛行場攻撃時に優位から出現したハリケーンの攻撃を受け戦死、さらに25日にはインドのチンスキア攻撃時に第6代戦隊長明楽武世少佐も戦死（戦死当日に任戦隊長の辞令を拝受、それまでは戦隊長代理）、この時期の第64戦隊は戦隊長・中隊長といった幹部が立て続けに戦死している。特に明楽少佐は第59戦隊時代の1941年中頃、中国戦線にて一式戦の初陣を飾った指揮官操縦者であった。
なお、2月10日には陸軍船舶部隊の特殊船「あきつ丸」がスラバヤ、タンジョンベラ岸壁に接岸。輸送の一式戦二型50機を揚陸し第50戦隊は20機、第59戦隊は30機を受領している。「あきつ丸」は上陸戦時に上陸部隊を空中掩護するために飛行甲板を備え航空母艦機能を有する揚陸艦（上陸用舟艇母船）であった（のちにはこの空母機能を船団護衛用対潜哨戒機運用に特化・改装）。
2月23日、ラングーンに夜間来襲したB-24を第50戦隊第2中隊が迎撃、1機が月明を頼りに指揮官機たる1機を夜戦で撃墜（第159飛行隊長スキナー中佐機）。
3月14日からの一連のアキャブ方面航空撃滅戦前期作戦で一式戦は喪失なく一方的にハリケーン9機・ブレニム4機・ウェリントン1機を撃墜し、撃破を含めると計22機撃墜破の大戦果を挙げた。さらに地上でも日本陸軍は連合軍に対し優勢であり、イギリス・インド軍（英印軍）第6旅団（イギリス本土出身の白人のみで構成された精鋭部隊であるが、4月6日には旅団長自身が日本軍の捕虜となるなど敗走）・第55旅団を撃退し莫大な量の補給品を日本軍は獲得した。21日からはアキャブ方面航空撃滅戦後期作戦を開始、23日早朝には第64戦隊の一式戦10機がドハザリ飛行場を奇襲し在地機に対し対地砲撃、戦果はブレニム1機（第11飛行隊）破壊、ブレニム5機損傷（第60飛行隊）、ヴェンジャンス2機損傷（第110飛行隊）。24日には第64戦隊に第6代戦隊長として空中射撃の名人である広瀬吉雄少佐が着任、同日早朝には飛行第34戦隊の九九双軽を掩護して再度ドハザリ飛行場攻撃が行われたが、悪天候のためチッタゴン攻撃に切り替えられたが戦果はなかった。25日、今度のドハザリ飛行場攻撃には飛行第12戦隊・第98戦隊の九七重爆が投入され爆撃に成功、地上のハリケーン1機・ブレニム1機・ヴェンジャンス1機・スピットファイア偵察機型2機を粉砕、ブレニム3機も損傷し、滑走路着弾によりドハザリ飛行場をまる1日使用不能となった。一式戦と九七重爆に損害は皆無であり、25日の攻撃には第79飛行隊のハリケーン3機がリッツ飛行場から迎撃にあがっていたものの、別作戦のため飛来中であった第50戦隊の一式戦とされる攻撃を受け撃退されている。

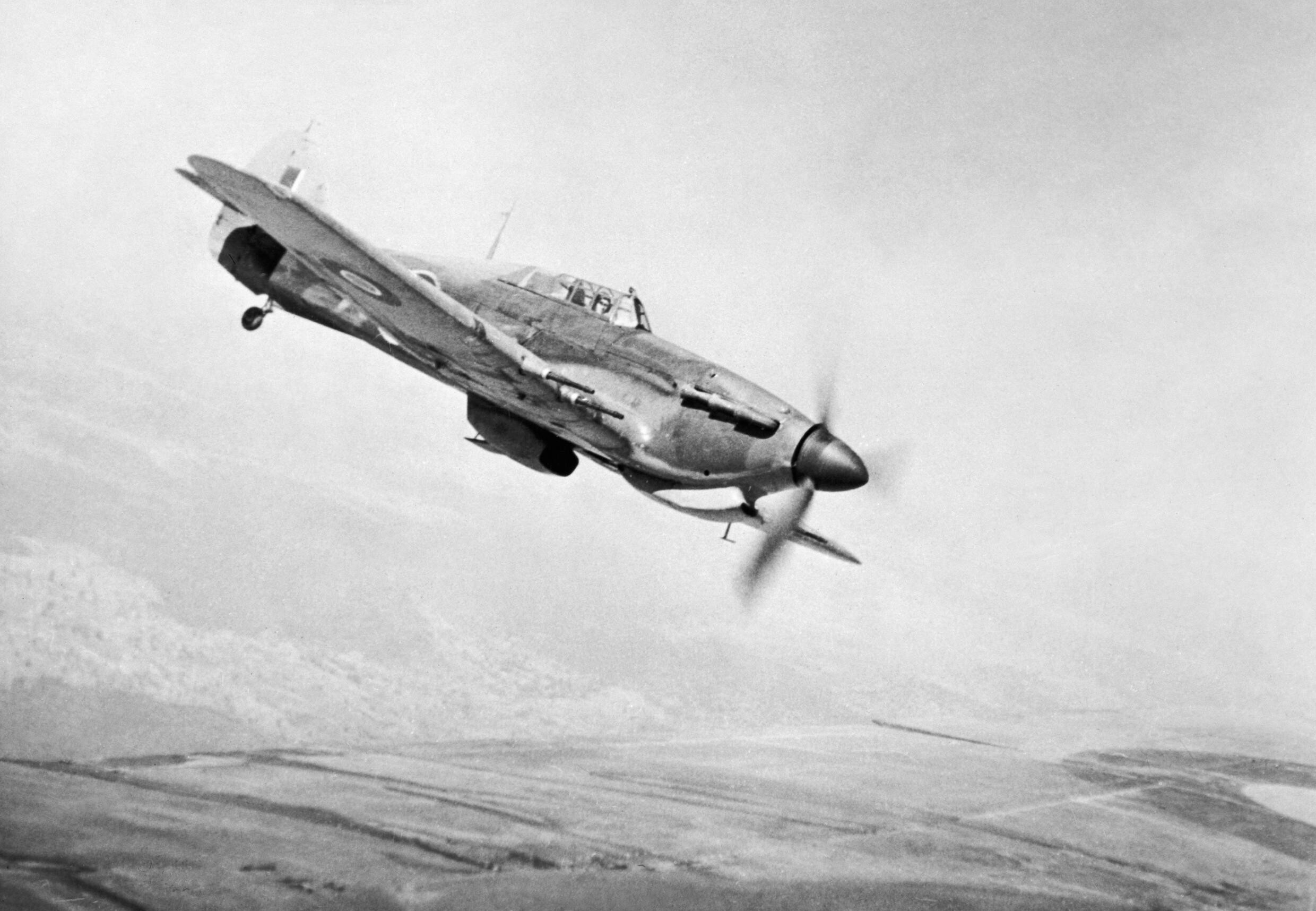
1943年、チッタゴンに駐屯する第166飛行隊のハリケーンMk.IIC。同年春頃にビルマ戦線に投入されたMk.IICはHS.404 20mm機関砲4門を装備した重武装型で爆撃機にとっては恐るべき相手であったが、重い機関砲を積み運動性が低下しているため一式戦にとっては与し易い相手であった

5月26日、第27飛行隊のボーファイター3機がトングー飛行場を超低空飛行で奇襲、対地銃砲撃により操縦者1名が一式戦機内で戦死、しかし帰還中の指揮官機たるボーファイター1機を一式戦が追撃し撃墜した（第27飛行隊長ステイタム少佐機）。この戦果は石井早苗中尉のものであり、石井中尉機は機関砲故障のため主翼の翼端をステイタム少佐機の尾翼に当て「撃墜」している（石井中尉は乗機の翼端を少しへこましただけで無事に帰還）。27日の侵攻戦では空中集合失敗により単独で爆撃に向かった友軍の九九双軽8機を喪失するも、第50戦隊は29日・30日・31日の空戦で一方的に5機の戦闘機を撃墜（ハリケーン4機、モホーク1機）。31日には第64戦隊がB-24D 6機と交戦、多数の一式戦が被弾し不時着機も出たもののB-24D 1機を撃墜（第9爆撃飛行隊ジャンセン中尉機）、これは昼戦では初のB-24撃墜である（夜戦ではすでに撃墜済み）。4月1日、明飛校甲種学生を修了した檜中尉・遠藤中尉が第64戦隊に復帰。同日、戦力が低下していた第64戦隊の一式戦稼働10機は九七重爆を掩護しフェンニーを攻撃するも、高空で待ち伏せしていたハリケーン Mk.IICの攻撃を受け強力な火力により九七重爆3機を喪失、1機が撃破され、戦果はハリケーン1機撃墜のみであった（第615飛行隊オートマンス中尉機）。
4月9日、第64戦隊の一式戦16機は戦闘隊単独でチッタゴンを攻撃しハリケーンと交戦、一方的に指揮官機を含む2機を撃墜（第67飛行隊長バッハマン少佐機、クリスチャンスン中尉機）、一式戦は全機が無事に帰還した。12日、第64戦隊は檜中尉・遠藤中尉が明飛校から持ち帰った、従来の3機編隊から4機編隊（2機単位2個）で戦う「ロッテ戦法」の講習のためタイのドムアン飛行場に出張。
5月6日、第64戦隊第2中隊の行元平男中尉機がラングーン偵察に飛来した第9偵察飛行隊のF-4（P-38の非武装偵察機型）を攻撃、第一撃で片発を破壊するも機関砲故障のため撃墜を断念。かわりに日本軍飛行場に強制着陸させるためF-4と並行飛行し操縦席越しに拳銃を突きつけ威嚇、操縦者ハンフリー少尉もハンカチを振り降伏意思を表明するも手負いのF-4は水田に墜落した（ハンフリー少尉は生存し捕虜）。この出来事は「空中捕り物」「空中捕獲物綺談」として報道され日本全国に知られることとなっている。
ビルマ戦線では雨季の期間中は航空作戦が不能ないし低調になるため、雨季を除く大戦中期たる1942年9月9日から1943年5月29日にかけての戦果・損害は以下の如し。
- 第50戦隊・第64戦隊の一式戦は連合軍機62機撃墜を記録、対する一式戦の空戦損害は36機喪失。
  - 撃墜連合軍機の機種内訳は戦闘機44機・爆撃機等17機・偵察機1機。
    - 撃墜戦闘機の詳細はハリケーン36機・モホーク5機・P-40 3機、爆撃機等はB-24 5機・ブレニム5機・B-25 3機・ウェリントン2機・ハドソン1機・ボーファイター1機、偵察機はF-4 1機。

  - 一式戦喪失36機のうち連合軍戦闘機によって撃墜されたものは24機、残機は爆撃機の防御砲火や対空砲火などによるもの。

#### 後期
雨季に突入した1943年6月6日、少数の防空隊を残し第64戦隊主力はマレーに後退し戦力を回復。7月19日に飛来・受領した一式戦二型（キ43-II）補充機以降は先月より量産が始まった操縦席背面に防弾鋼板を有する機体で、8月6日には航空九二揮発油が航空一〇〇揮発油とオクタン価が向上、さらに10月14日の補充機は艤装がP-40と比べても遜色ないものになるといった装備の質自体の向上が見受けられる。

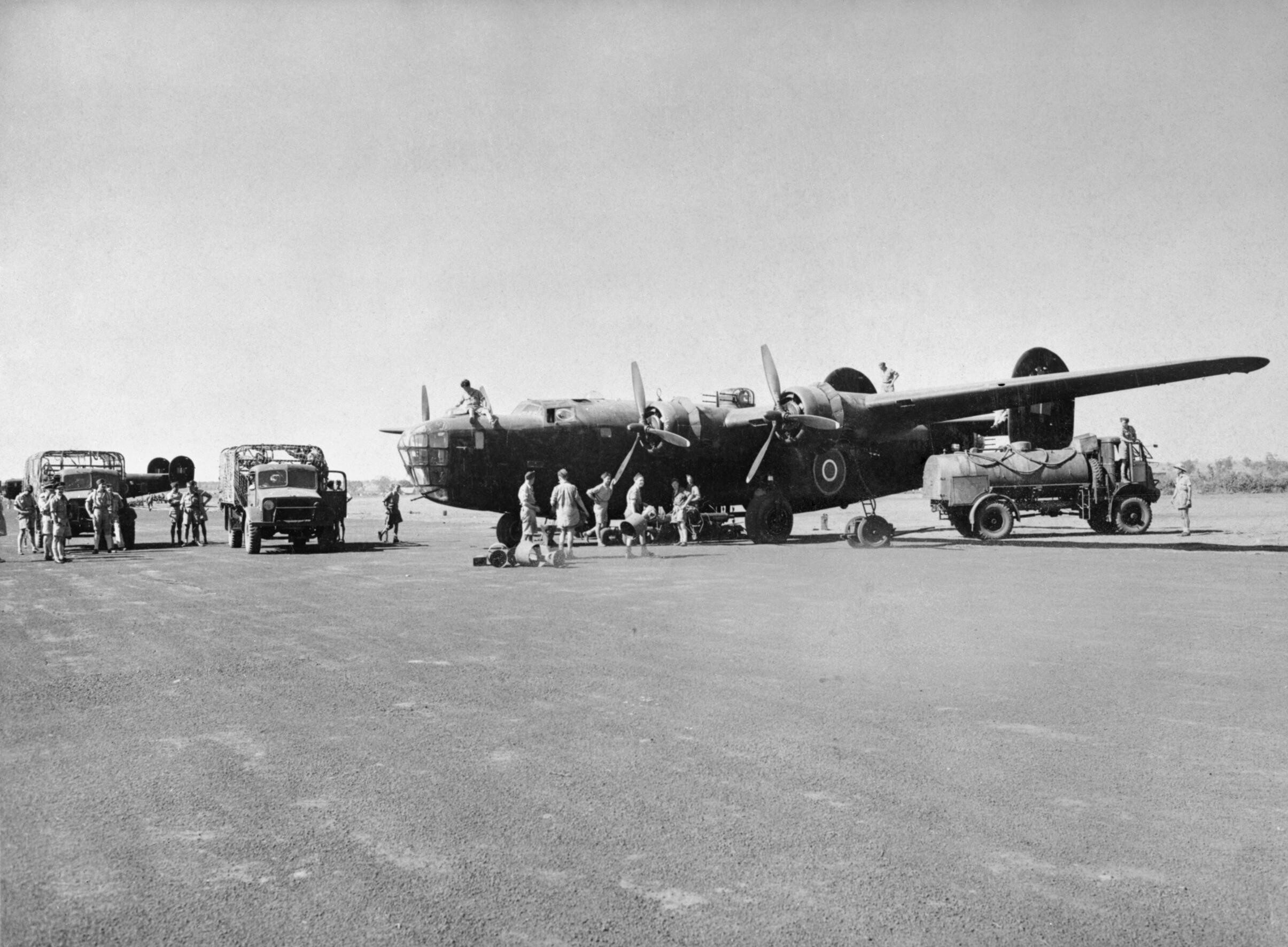
第159飛行隊のリベレーターB Mk.II(B-24)

早くも7月には戦闘を開始し第64戦隊は主にB-24と交戦、9月10日・13日には偵察機であるF-4を立て続けに撃墜し間接的にそれら爆撃機の来襲を防いだ。雨期明けの10月9日、第64戦隊はラングーンに夜間来襲したB-24 3機と交戦し指揮官機たる1機を夜戦で撃墜（第159飛行隊長マッシー少佐機）。
当時、この方面では物資輸送のためインドから中国昆明に至る「援蔣航空路」を飛ぶ輸送機が急増しており、第64戦隊・第50戦隊などは「辻斬り」と称すそれらの撃墜を度々実施、10月13日には第50戦隊の一式戦がC-87 1機（エルキン大尉機）・C-46 1機・C-47 1機撃墜を筆頭に、多くの輸送機を落としていった。

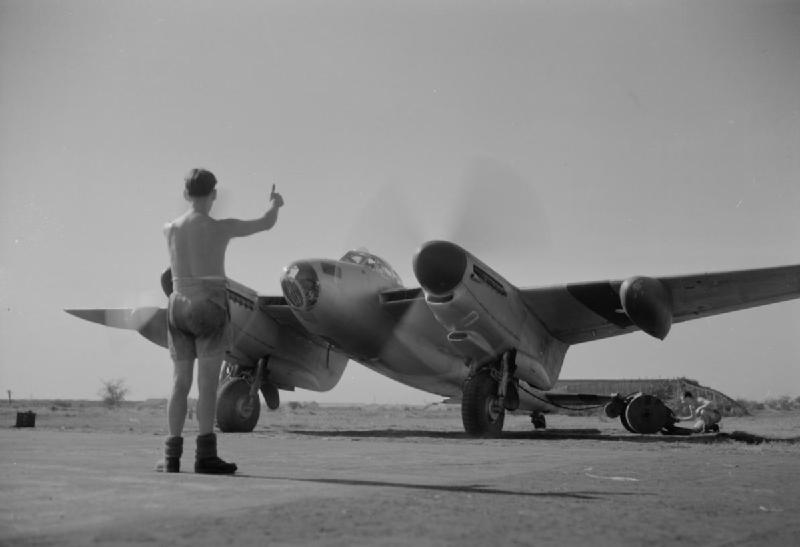
第684飛行隊のモスキートPR Mk.XVI。PR Mk.IXの改良型

11月2日、第64戦隊の黒江大尉機が高速偵察機モスキートPR Mk.IX 1機を初撃墜（第684飛行隊フェルディング中尉機）。3日、ビルマ戦線第3の戦闘隊である第33戦隊（一式戦装備）、続いて22日には教導飛行第204戦隊（一式戦装備）が進出。
11月22日、第50戦隊・第33戦隊の一式戦22機はチッタゴンに侵攻、レーダーで探知し迎撃にあがっていたスピットファイア10機・ハリケーン57機と交戦。この空戦で一式戦に喪失はなく全機が無事に帰還した一方で、スピットファイア1機（第615飛行隊レオナード少尉機）・ハリケーン1機（第146飛行隊グリフィス軍曹機、水田に不時着）を撃墜した。約2.5倍と圧倒的に機数で勝り邀撃できたにかかわらず、ビルマ航空戦では初陣となるスピットファイアは2日のモスキートと同様に登場早々一式戦に一方的に撃墜された。
11月25日より、中国・ビルマ方面アメリカ陸軍航空軍総司令官は日本軍の拠点であるラングーンを米英軍協同による連続戦略爆撃を敢行。25日、この爆撃機の直掩機として選ばれた長距離戦闘機P-51Aはラングーン上空で（爆撃機との空中集合に失敗したためP-51A単独で飛来）、午後にはB-25を掩護し第64戦隊の一式戦と交戦した。結果、一式戦は1機を喪失（落下傘降下、生還）するも最高指揮官機を含むP-51A 2機を撃墜した（第530爆撃航空群指揮官ミルトン中佐機・第530戦闘爆撃飛行隊ロケット少尉機）。
11月27日、アメリカ軍戦爆連合84機を中隊長黒江大尉が率いる第64戦隊第3中隊の一式戦8機と二式戦1機（二式戦は戦力補充のため送られていたもので第64戦隊は極少数機を保有。当時、ビルマ方面陸軍航空部隊主力は後述の龍一号作戦の準備で後方にいたため戦力は少なかった。黒江大尉は第5飛行師団参謀長鈴木京大佐から増援を送ろうかと言われたが断っている）、対空監視哨と地上からの無線電話誘導により有利な位置で邀撃。一式戦1機・二式戦1機を喪失しエース檜與平中尉が重傷を負うも、機数で圧倒的に劣るこの状況でP-51A 4機（第530戦闘爆撃飛行隊ブリッグス中尉機・ウィルマー中尉機・グレイ中尉機・ホーガン中尉機）・P-38H 2機（第459戦闘飛行隊オーメイヤー大尉機・ハーラン中尉機）・B-24 3機（第308爆撃航空郡ピッカード中尉機・ケラム少尉機、第7爆撃航空群マレイ中尉機）計戦闘機6機・爆撃機3機を撃墜、他数機を撃破する大戦果を挙げた。27日のこのP-38はビルマ航空戦で初陣を飾ったものであるが、先日のP-51やスピットファイアともども米英の新鋭戦闘機は一式戦との初交戦で完敗したこととなる。この空戦には二式複座戦闘機「屠龍」（キ45改）8機を装備した飛行第21戦隊が途中参戦しているが、戦闘はほとんど第64戦隊の9機によって行われ特に一式戦の黒江大尉機・檜中尉機・隅野中尉機が活躍、むしろ遅れてやってきた二式複戦がP-51A 2機に追い立てられていたところを黒江大尉の一式戦に助けられるなど戦力としては今一つであり、第21戦隊は二式複戦1機を喪失し戦果はB-24 1機撃墜報告のみであった。この日報告された第64戦隊の撃墜報告はP-51 4機・P-38 2機・B-24 2機であり多大な戦果誤認が多い空中戦にもかかわらず実戦果と一致させている。撃墜認定の厳しい64戦隊では少なからずこのような事態が発生している事も特筆される。
翌28日、同じくアメリカ軍戦爆連合を第64戦隊第3中隊の一式戦6機が迎撃、P-51A 1機を撃墜し（第530戦闘爆撃飛行隊エンジェル中尉機）2機を撃破。
12月5日、先月より計画されていた戦爆連合をもってインド東部カルカッタの港湾を日本陸海軍協同で爆撃する龍一号作戦が発動（本作戦は陸軍航空部隊のみならず本来は担当外である南西方面艦隊の海軍航空部隊も少数ながら参加し、零戦および一式陸上攻撃機が投入されている）。主力のカルカッタ侵攻に先立ち各地に飛んでいた一〇〇式司令部偵察機「新司偵」数機がチャフを事前散布し、ビルマのマグエ飛行場群からは第64戦隊・第33戦隊・第204戦隊の一式戦74機、第98戦隊の九七重爆17機が出撃しカルカッタを目指した。進行途上で邀撃ハリケーンの奇襲を受け九七重爆1機を喪失するも一式戦は1機を撃墜（第258飛行隊ブラウン大尉機）、また爆撃自体も目標のドック（キング・ジョージ・ドック）を火網に捉え任務は完全な成功を収めた。海軍航空部隊の第三三一海軍航空隊の零戦27機、第七〇五海軍航空隊の一式陸攻9機は陸軍戦爆連合出撃の1時間後に同地に侵攻、こちらも爆撃を成功させている。空戦では日本軍戦闘隊はイギリス空軍戦闘隊を終始圧倒し、一式戦はスピットファイア1機・ハリケーン7機を撃墜、零戦はハリケーン3機のみを撃墜、一方的な戦闘で一式戦・零戦に喪失は無かった。なお、本作戦で一時的にマグエ飛行場郡に集結した陸海軍の戦闘機操縦者は仲良く行水し、互いの戦闘機を見学するなど和やかな雰囲気であり、本作戦に従軍した第64戦隊第3中隊長黒江大尉は「前線のわれわれにかんするかぎり、戦後にいろいろと取り沙汰されたような陸海軍の反目などは、まったくなかったものと、私は信じている。私は、万腔の信頼と敬意とをもって、この日に限らず、海軍航空隊を礼賛して、その奮戦をたたえたい」と述べてる。
12月10日、第50戦隊の一式戦25機は「辻斬り」を行いC-47など輸送機4機（第2兵員輸送飛行隊ヒルシバーグ大尉機・ハリスン少尉機等）、B-25 1機（捜索救助隊ポーター大尉機）を撃墜。このB-25協同撃墜者の一人である前川美雄伍長は、1942年4月18日のB-25によるドゥーリトル空襲で姉を亡くした人物であり、この撃墜は「姉の仇」となった。
一方で12月中旬から下旬にかけて、「援蔣航空路」の抜本的妨害のため戦爆連合をもってチンスキア飛行場・昆明・雲南駅飛行場を攻撃した際にはアメリカ陸軍のP-40と交戦するも、優位からの待ち伏せや執拗な追尾攻撃を受けたために空戦で一式戦11機・爆撃機6機を喪失、P-40は3機喪失のみ（一式戦の攻撃により1機・九七重爆の防御砲火により1機・九九双軽との衝突1機）と一方的な敗北を被っている。26日にはスピットファイア1機を撃墜するも一式戦1機、九七重爆2機を喪失、28日、P-40 1機撃墜、一式戦1機喪失、31日、スピットファイア1機撃墜、一式戦1機喪失、九七重爆2機喪失と、11月下旬から12月初旬まで大戦果を記録していた一式戦の活躍に陰りが見られるようになった。連合軍はビルマ戦線で日本軍に対しはっきりと航空優勢を確立できるようになった時期は1943年の12月からと称しており、日本軍のエースの多くもこの頃に負傷や転属命令により内地に帰国している（檜中尉・黒江大尉・穴吹軍曹・下川幸雄軍曹等）。
1944年1月13日、第50戦隊が対地掃射に飛来したボーファイター1機を撃墜（第211飛行隊ボーヴィアー中尉機）。15日、前線制空に出撃した第64戦隊はスピットファイア2機（第136飛行隊ファージ中尉機・ガーヴァン中尉機）、ハリケーン1機（インド空軍第6飛行隊バーラー中尉機、不時着）を撃墜するも5機を喪失、ベテラン多久和茂曹長を含むこの操縦者5名戦死は第64戦隊編成以来の大打撃であった。

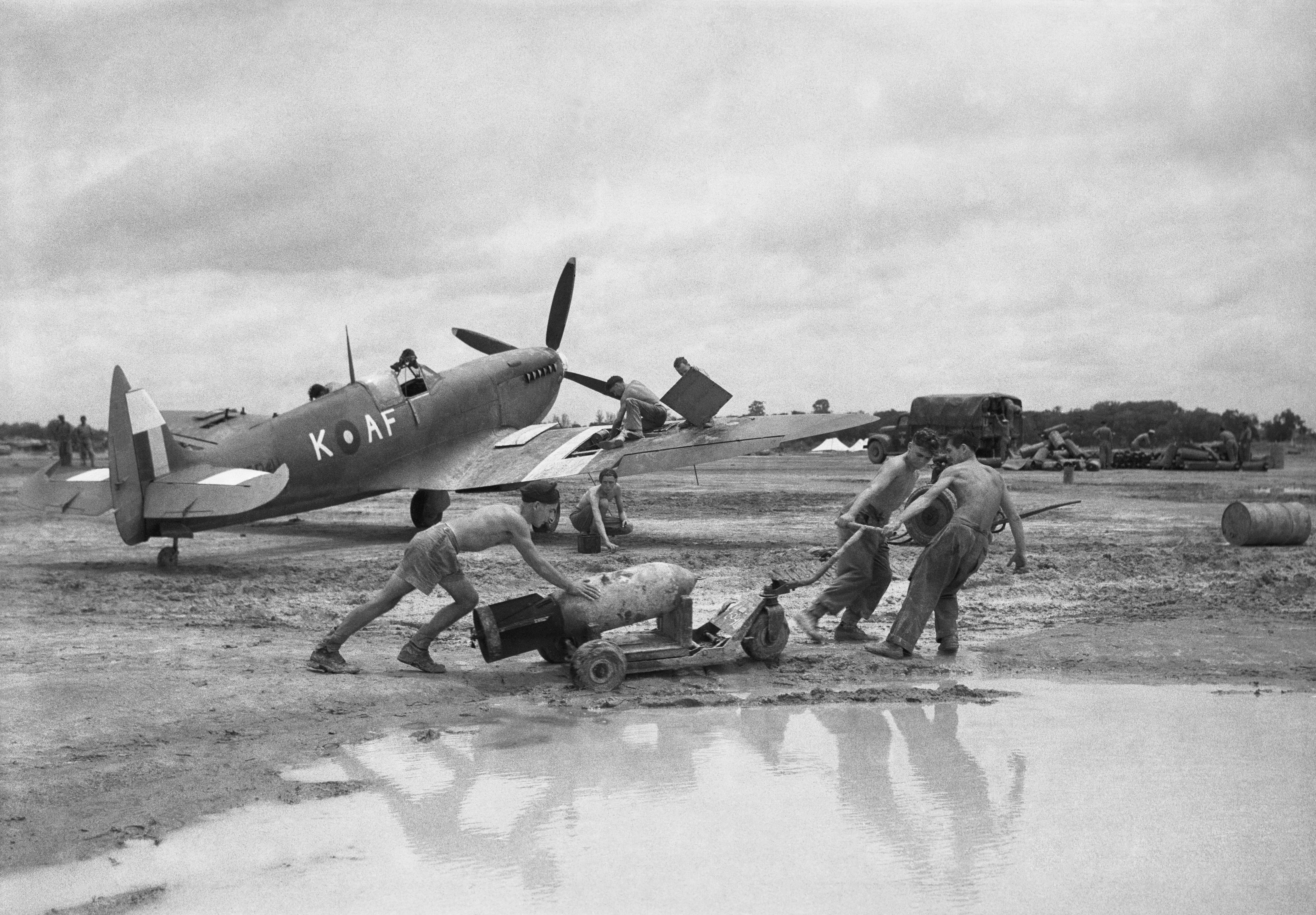
第607飛行隊のスピットファイア Mk.VIII。Mk.Vの改良型

1月20日、第204戦隊の一式戦はスピットファイアMk.V 2機を撃墜（第607飛行隊ソール准尉機・ケネディ軍曹機）し3機を撃破、損害は1機不時着のみ。27日には損害無くハリケーン2機を撃墜（インド空軍第6飛行隊バーラー中尉機・ヴァーマ中尉機）。2月5日、第64戦隊は損害無くスピットファイア1機（第136飛行隊カーロン曹長機）・ハリケーン2機（第11飛行隊ブライト中尉機・コーベット軍曹機）を撃墜。

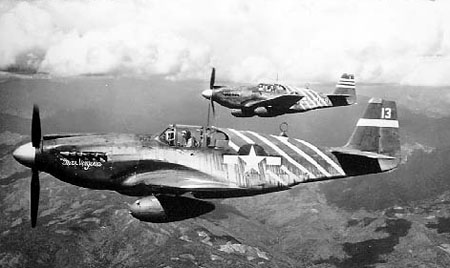
第50戦隊の操縦者が「白線4本の敵」と呼んでいた第1特任航空群のP-51A

2月14日、第50戦隊は増援のアメリカ陸軍第1特任航空群のP-51A 13機と交戦、2機を撃墜（ミラー大尉機・ヘルツァー中尉機）し1機を撃破、一式戦の損害は不時着1機であった。第1特任航空群指揮官コクラン大佐機は一式戦の攻撃で墜落寸前の状態であり、上級司令部は北アフリカ戦線帰りの英雄である大佐に対し以降の空戦参加を禁じている。
3月15日、インパール作戦が発動し各地上部隊は侵攻を開始。翌朝には呼応した第50戦隊・第64戦隊・第204戦隊の一式戦がインパール飛行場を攻撃し、第136飛行隊のスピットファイアと交戦するも戦果なく第204戦隊が1機を喪失、第64戦隊のエース伊藤直之中尉も重傷を負った。17日午後、第204戦隊はモーニン飛行場を攻撃し第81飛行隊と交戦、1機を喪失するも指揮官機かつエースであるスピットファイア1機を撃墜（第81飛行隊長ホワイタモア少佐機）、離陸態勢の1機を撃滅（クールーター大尉機、炎上）、2機を地上破壊した。
4月4日、第50戦隊が駐屯するサモンカン飛行場を対地ロケット弾を装備した第1特任航空群のP-51が襲撃、一式戦15機を地上破壊し第3中隊は戦力を喪失。17日、第64戦隊はインパールで米英軍機の波状攻撃を受け戦果無く一方的に5機を、第50戦隊もP-38迎撃時に1機を喪失した。当時の一式戦は制空・直掩・迎撃のみならず、積極的に爆装しての対地攻撃や威力偵察・物料投下など様々な任務に多用されている。
4月26日、第64戦隊の一式戦2機はB-29と交戦。中村大尉機がかなり被弾したものの喪失は無く、しかしB-29も撃破と痛み分けに終わった。これはB-29にとって史上初の空戦である。
5飛師各飛行部隊は損害を出しつつ6月17日までインパール作戦に協力。22日、作戦地域をインパールからフーコンに転じ、アメリカ軍の装備を持ちアメリカ軍の訓練を受けた中国軍である米式装備重慶軍（雲南遠征軍）の攻勢下にあった地上部隊の掩護・物料投下を行いつつ、アメリカ陸軍航空軍と空戦を重ねている。
7月29日、第50戦隊・第204戦隊の一式戦22機はミートキーナに侵攻。ビルマ航空戦では初陣となるP-47 4機と交戦し損害無く1機を撃墜（第88戦闘飛行隊オースチン少尉機）。スピットファイア、P-51、P-38に続きまたも連合軍新鋭戦闘機を一式戦は初交戦で一方的に撃墜した。
以下は大戦後期たる1943年7月2日から1944年7月30日にかけての戦果・損害で、単純に撃墜戦果のみの比較で（日本軍劣勢の大戦後期たる1944年半ばにおいても）ビルマで帝国陸軍航空部隊は連合軍空軍と互角の勝負をしており、主力となる一式戦に至っては幾度も勝利を収めていた。
- 一式戦は連合軍機135機撃墜を記録、対する空戦損害は83機喪失。
  - 撃墜連合軍機の機種内訳は戦闘機70機・爆撃機等32機・輸送機等33機。
    - 撃墜戦闘機の詳細はハリケーン24機・スピットファイア18機・P-51 15機・P-38 8機・P-40 4機・P-47 1機。
    - 逆に一式戦を撃墜した連合軍戦闘機の詳細はハリケーン3機・スピットファイア16機・P-51 12機・P-38 13機・P-40 14機・スピットファイアまたはハリケーン3機等。

  - この当時のビルマ航空戦全体で日本軍戦闘機は計142機を撃墜、連合軍戦闘機は計127機を撃墜。

#### 末期

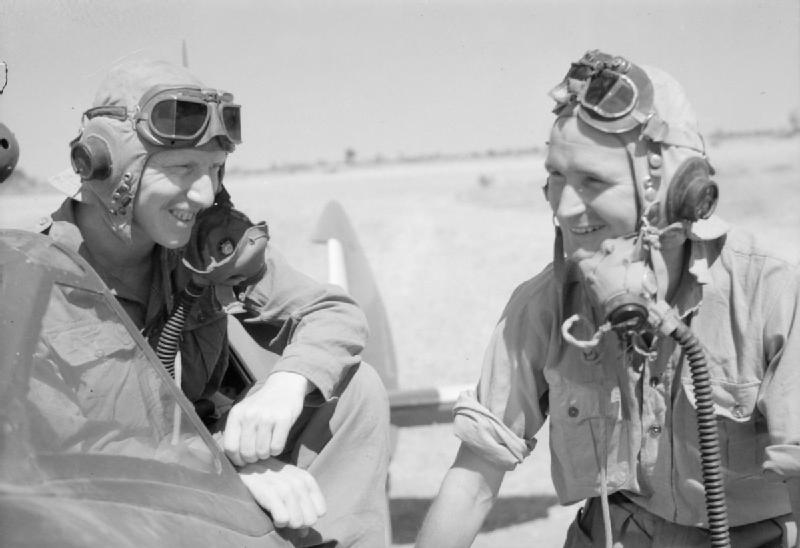
末期ビルマ航空戦でスピットファイアMk.VIIIを装備し一式戦・四式戦と交戦した第17飛行隊とその操縦者

1944年8月、第64戦隊は一式戦三型（キ43-III）に、第50戦隊は少数の一式戦を残しつつも四式戦へと機種改変。第64戦隊はこの頃拉孟・騰越守備隊に対する支援攻撃や物料投下を行っている。
10月3日、第64戦隊の一式戦がメイクテーラ飛行場を襲撃したモスキートを迎撃。高速機モスキートを撃墜するため従来ビルマ航空戦で多用されていた「送り狼」戦法で巡航速度で帰還中の不意を突き1機を撃墜した（第45飛行隊プロクター大尉機）。5日、指揮官機自ら単機で飛行場に来襲したボーファイターを中村大尉機が執拗に追尾し1機を撃墜（第177飛行隊長ヒル中佐機）。
10月6日、マンダレーに来襲したB-25 12機を第64戦隊が迎撃し1機を撃墜するも（第83爆撃飛行隊コーチ中尉機）、1機を喪失。この空戦で中村大尉機と僚機2機の一式戦計3機は直上からの一撃離脱攻撃を行いコーチ中尉機は空中爆発、続いて後続機にも同様の直上攻撃を試みたが、タイミングがずれ防御放火の集中を受けた中村機は空中分解、のちに「軍神加藤少将の再来」と謳われる眉目秀麗のエース中村大尉は戦死した。多くのエースを輩出し多くの戦死者も出した第64戦隊で個人感状を拝受し二階級特進の栄誉に輝いた者は加藤建夫少将とこの中村三郎中佐のみである。
10月18日、第64戦隊はボーファイター1機を撃墜するも（第211飛行隊コールズ大尉機）、1機を喪失。
10月19日、インド洋上で第1野戦補充飛行隊の一式戦二型（キ43-II）9機がイギリス海軍空母機動部隊艦載機と交戦。F4U編隊（空母「ヴィクトリアス」艦載機）とF6F編隊（空母「インドミタブル」）との間で30分の空戦を行い、4機を喪失するも3機を撃墜（F4U 2機・F6F 1機）。
10月22日、第64戦隊はモールメン上空で指揮官機を含むB-24 3機を撃墜（第493爆撃飛行隊長ブランドフォード少佐機・ボドマー中尉機・ブライヤー中尉機）。
11月19日、第50戦隊の一式戦1機がP-38 8機と交戦するも2機を撃墜した（フィックリン少尉機・バウマイスター中尉機）。

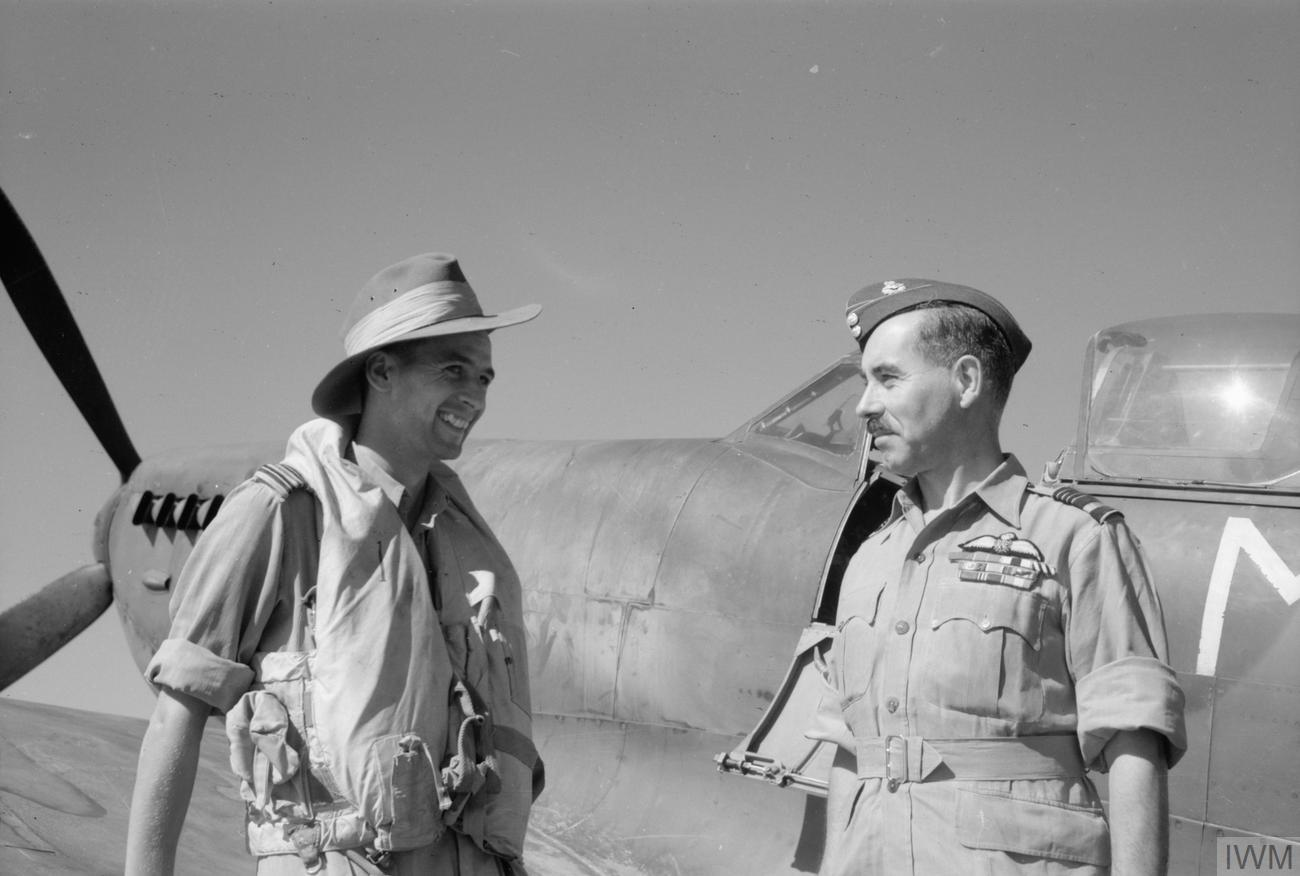
第273飛行隊のスピットファイアMk.VIII

12月11日、第64戦隊の一式戦28機はモンドウに侵攻し連合軍の資材集積所を地上攻撃し炎上3箇所を報告。帰途、スピットファイアMk.VIII 12機と交戦するも1機を撃墜し（第273飛行隊バリオン准尉機）、一式戦は喪失無く全機が帰還した。
1945年1月9日、第64戦隊は第50戦隊（四式戦装備）とともにアキャブ沖連合軍艦船攻撃に出撃。第64戦隊はボーファイター1機（第27飛行隊）・シーオッター1機（第292飛行隊）を撃墜するも、戦隊長編隊がスピットファイアに襲撃され4機を喪失。戦隊長江藤豊喜少佐機はミエボン南方に不時着しており翌10日に無事帰還したものの、僚機の3名は戦死した。18日、メイクテーラの第64戦隊残置機の一式戦がP-47 18機・B-25 37機を迎撃、2機編隊の一式戦がP-47 1機を上空から襲い撃墜（第5戦闘飛行隊ギルモア中尉機）。
2月19日、第64戦隊はイラワジ川上空でP-47と交戦し1機を喪失するも宮辺少佐機が1機を撃墜（第5戦闘飛行隊バーネ中尉機）。続く空戦では池沢軍曹機がハリケーン1機を撃墜（第28飛行隊ハンター中尉機）。

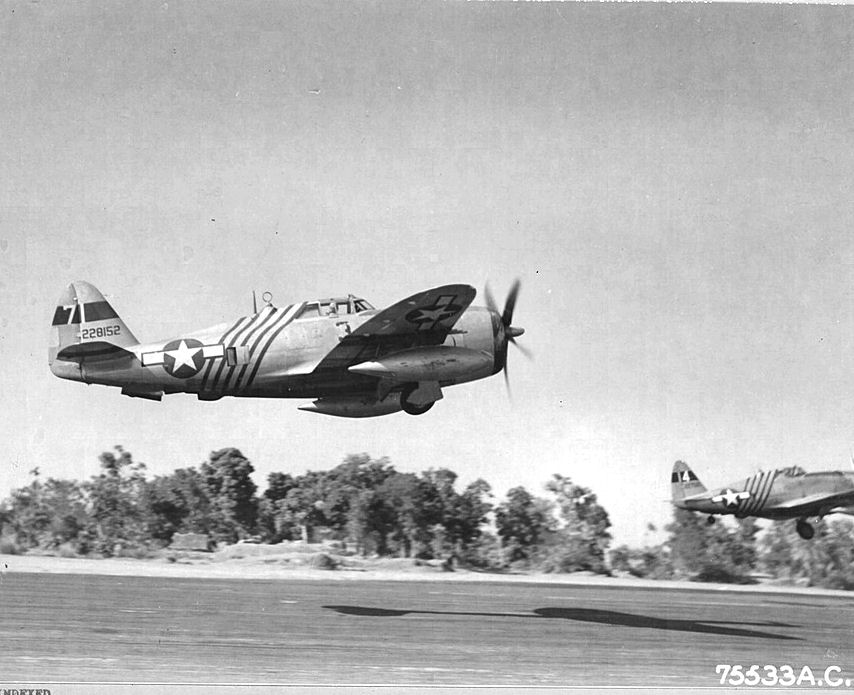
第1特任航空群のP-47D

2月26日、メイクテーラ付近で第64戦隊はP-47Dと交戦、1機を喪失するも最高指揮官機を含む2機を撃墜（第1特任航空群指揮官ゲイティ大佐機、第6戦闘飛行隊デイヴスン少尉機）。第64戦隊はさらにベンガル湾上空でB-29 1機（第44爆撃飛行隊リヨン大尉機）を撃墜。。
4月24日、第50戦隊・第64戦隊の一式戦および四式戦計15機は第17飛行隊のスピットファイアと交戦、このうち第64戦隊の一式戦2機がクロフォード軍曹機を撃墜し、第64戦隊はビルマ航空戦における最後の撃墜戦果を記録した。28日、第64戦隊飛行隊長宮辺少佐は第9代そして最後となる第64戦隊長を拝命。
地上の緬甸方面軍はイラワジ会戦・メイクテーラ攻防戦に完敗、5月2日にはラングーンが陥落しビルマ航空戦は事実上終了した。第3航空軍各飛行部隊はインドシナ、マレー、インドネシア方面に後退し防空戦を行い、のちの敗戦を迎えることとなる（#インドシナ、マレー、インドネシア方面）。

##### インドシナ、マレー、インドネシア方面

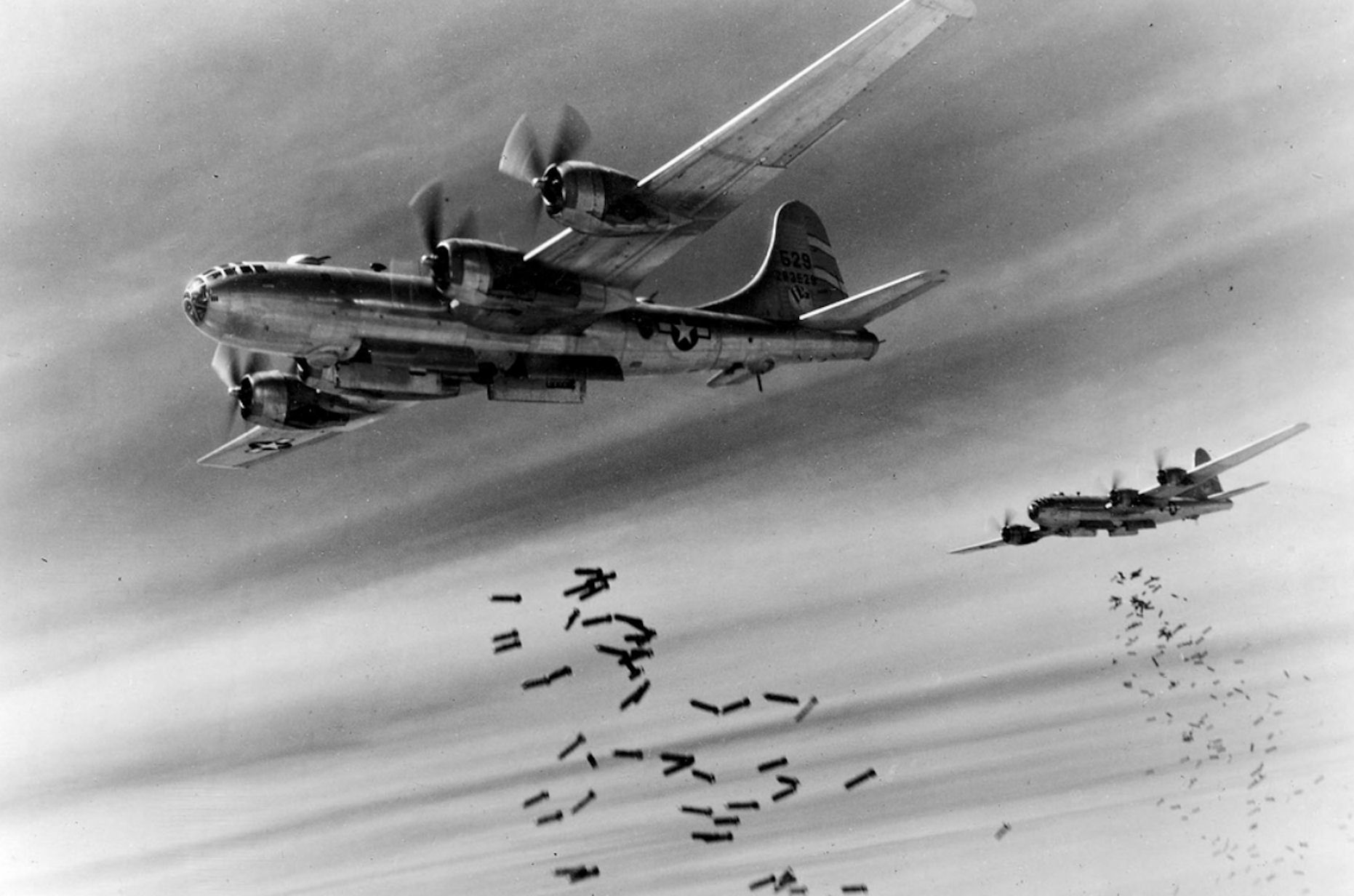
1945年3月22日、ラングーンを爆撃する第468超重爆撃航空群のB-29。一式戦は1944年11月5日にシンガポール上空で同航空群の最高指揮官機を撃墜した

1944年11月5日、シンガポールに飛来したB-29 53機を第1野戦補充飛行隊8機・第17錬成飛行隊7機からなる一式戦15機が迎撃し、1機を喪失するも最高指揮官機たる1機を撃墜（第468超重爆撃航空群指揮官フォールカー大佐機）、同時に一式戦によるB-29初撃墜の戦果を挙げた。
1945年1月24日・29日、その約3年前に帝国陸軍落下傘部隊が第64戦隊・第50戦隊の一式戦の掩護を受け奪取した、スマトラ島の製油所地帯である要衝パレンバンにイギリス海軍第63空母機動部隊の艦載機が来襲（メリディアン作戦）。パレンバン防空は主力となる飛行第87戦隊（二式戦装備）のほか、第26戦隊・第33戦隊（一式戦装備、第33戦隊は装備2機のみ）、第21戦隊（二式複戦装備）が担当しており、2日間の空戦では日本軍は20機を喪失、イギリス軍は27機（内訳は被撃墜16機、帰途不時着水11機。このほか着艦事故14機を合わせると計41機に上る）を喪失している。
同時期、本方面スンバワ島ビワにて本来は教育部隊である第17錬成飛行隊の飛行隊長・教官・助教・隊員（特操1期）からなる臨時防空戦闘隊（一式戦12機）を編成。4月6日、ニューギニア方面から撤退する地上部隊将兵1,800名を満載した軽巡洋艦「五十鈴」および水雷艇「雉」・掃海艇2隻を攻撃するため飛来した、第一波の第18飛行隊・第2飛行隊B-25 20機を臨時防空戦闘隊の一式戦2機が迎撃、爆撃を妨害し艦艇損害無し。20分後には第二波として第21飛行隊・第24飛行隊のB-24 9機が飛来するも同戦闘隊からも増援の一式戦2機が到着し交戦、マクドナルド大尉機・フォード中尉機を撃墜し艦艇損害は至近弾2発・不発弾直撃1発のみ。さらに撃墜機乗員の救助に来たカタリナ1機を補給のため基地に帰還したのち再度飛来した一式戦1機が撃墜（第112海難救助飛行隊バルマン大尉機）。のちに掃海艇1隻が潜水艦の雷撃により沈没するも、「五十鈴」は無事にビマに入港し将兵を揚陸した。この空戦で一式戦は3機を撃墜するも損害は1機被弾のみ。臨時防空戦闘隊は7月半ばにかけて10機を喪失（このうち空戦被撃墜は4機、敵機衝突1機）するも7機を撃墜（B-24 5機・PB4Y-1 1機・カタリナ1機）、予想を上回る敢闘を見せた。
8月13日、スンダ海峡にて翔忠戦闘隊（6月22日に廃止された第33戦隊を飛行師団直轄の部隊としたもの）の一式戦がB-24 1機を撃墜（第203飛行隊テットロック中尉機）、これが一式戦が挙げた最後の戦果となる。
大戦末期となる1944年8月18日から終戦間際となる1945年8月13日にかけて、ビルマを初めとする東南アジア方面（ビルマ・フランス領インドシナ・マレー・インドネシア・タイ等）を担当する第3航空軍戦域における戦果・損害は以下の如し。
- 一式戦は連合軍機63機撃墜（このほか一式戦が撃墜した可能性がある未帰還9機が存在し、それを含めた場合は連合軍機72機撃墜）、対する空戦損害は61機喪失を記録。
  - 撃墜連合軍機の機種内訳は戦闘機14機（18機ないし19機）・爆撃機等32機（36機ないし37機）・輸送機等17機。
    - 戦闘機の詳細はP-47 4機・スピットファイア3機・P-38 2機・F4U 2機・P-51D 1機・F6F 1機・ハリケーン1機、爆撃機等の詳細はB-24 15機・ボーファイター5機・モスキート4機・B-29 3機・PB4Y-1 3機・PB4Y-2 1機・B-25 1機（先述の一式戦が撃墜した可能性がある連合軍未帰還機の内訳は、戦闘機等がハリケーン3機・F4U 1機、爆撃機等がB-29 2機・PB4Y-1 1機・B-24 1機、さらにTBFまたはファイアフライ1機）。

  - 一式戦61機喪失のうち連合軍戦闘機によって撃墜されたものは47機で、残り14機は爆撃機の防御砲火によるものである。

#### 陸軍航空部隊の早期警戒体制
1943年後半のビルマ航空戦にて帝国陸軍航空部隊（3航軍）は、無線傍受解析（シギント）・電波警戒機（レーダー）・対空監視哨を主軸に前線で以下の早期警戒体制を構築している。
1. 第5飛行師団第3航空特情部（航空特種情報部）は連合軍の空地無線交信を傍受、何時何分・使用飛行場・機種・機数といった出撃情報を掌握（インド東部の連合軍飛行場より日本軍の要衝ラングーン（ヤンゴン）まで約1,000km・飛行時間約4時間）
2. インド - ラングーンの中間地点アキャブ（ラングーンまで約1時間半）の対空監視哨が敵編隊を捕捉、機種・機数・高度・進行方向を報告。
3. ラングーンの日本陸軍防空戦闘隊はアキャブから情報があると操縦者はピスト（操縦者控所）で待機。
4. トンガップ・サンドウェー・ヘンサダ（ラングーン西北120km）等の各対空監視哨が敵編隊を捕捉し続報を伝達。
5. ラングーンから100km以内に入るとミンガラドンに配備した電波警戒機が機影を捕捉。
6. ラングーン防空高射砲部隊の対空監視哨が最後に捕捉。
7. 以上の各情報は刻々と邀撃戦闘隊本部に電話で報告。空襲警報が発令され操縦者はピストを飛び出し搭乗・離陸。離陸開始後5分でインヤー湖（ビクトリア湖）上空3,000mに空中集合。
8. 離陸した一式戦は機上無線電話で地上の戦闘指揮所より敵編隊方向への誘導を受け（対空誘導）、これを邀撃。

1943年11月27日、アメリカ陸軍戦爆連合84機を第64戦隊第3中隊の一式戦8機と二式戦1機が邀撃、2機の喪失で戦闘機6機・爆撃機3機を確実撃墜する大戦果を挙げた空戦にて、第64戦隊は電波警戒機と対空監視哨の情報をもとに地上からの無線電話誘導により有利な位置で迎え撃ち、特に黒江大尉機はミンガラドン基地と無線電話で頻繁に通信し次々に電波警戒機による敵機情報を受信している。

### 中国航空戦

#### 初期（中国航空戦）

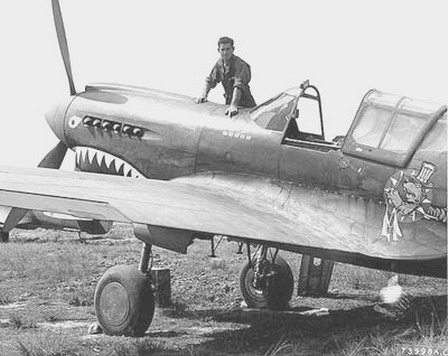
1942年9月、中国航空任務部隊のP-40

1942年半ば、一式戦を装備する飛行第24戦隊および独立飛行第10中隊が中国戦線に投入された。7月30日、第24戦隊27機・独飛10中12機の計39機の一式戦は広東を出撃し衡陽の飛行場を攻撃、10機のP-40Eと交戦するも戦果は無く1機を喪失、以降31日・8月5日・8日の空戦の結果は、P-40E 1機撃墜（第75戦闘飛行隊マイナー少尉機）に対し一式戦6機喪失と完敗に終わった（この一式戦喪失6機のうち3機は急降下追撃中の無理な引き起こしによって生じた空中分解事故によるものである）。また、在中国のアメリカ陸軍航空軍のP-40はフライング・タイガース(AVG)時代から、日本軍機が得意とする格闘戦には応じなかったことも要因であった。7月4日にフライング・タイガース(AVG)は解散し、中国・ビルマ・インド方面(CBI戦域)を担当するアメリカ陸軍航空軍第10空軍隷下の正規軍たる中国航空任務部隊(CATF)に編入されている
南方に移動した第24戦隊に替わり9月10日、第33戦隊（一式戦装備）が広東に進出。アメリカ軍の活動が低調なため久しぶりの空戦となった10月25日、香港に飛来したB-25 12機・P-40 7機と第33戦隊の一式戦が交戦、喪失無しでB-25 1機（第22爆撃飛行隊オーラーズ大尉機）・P-40 1機（第76戦闘飛行隊シアー中尉機）を、28日には哨戒中の一式戦2機が爆装P-40 10機を攻撃し1機を撃墜（第75戦闘飛行隊オコンネル大尉機）、第33戦隊は損害無しで一方的に3機を撃墜し第24戦隊初戦の雪辱を果たした。独飛10中はこの頃第25戦隊に改変されている。
11月2日、第33戦隊の生井清大尉機がP-40E 1機を撃墜（レーシー少尉機）、これは以後中国・ビルマ・ニューギニア・フィリピンの各航空戦を転戦する歴戦のエースの初撃墜戦果である。23日、天河飛行場に来襲した第76戦闘飛行隊のP-40を迎撃するため緊急離陸中であった第25戦隊の一式戦2機が撃墜された。以降、3か月間中国戦線では長らく大きな空戦はおこっていない。

#### 中期（中国航空戦）

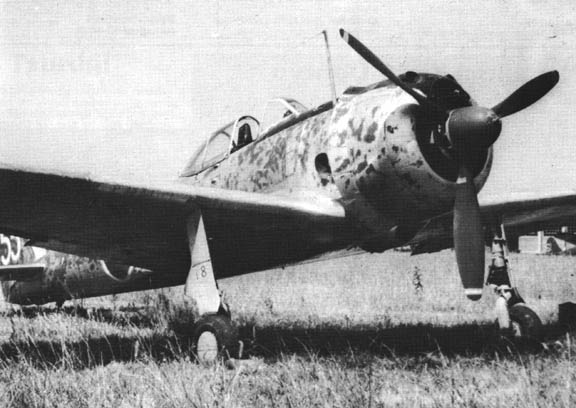
第25戦隊の一式戦二型（キ43-II）

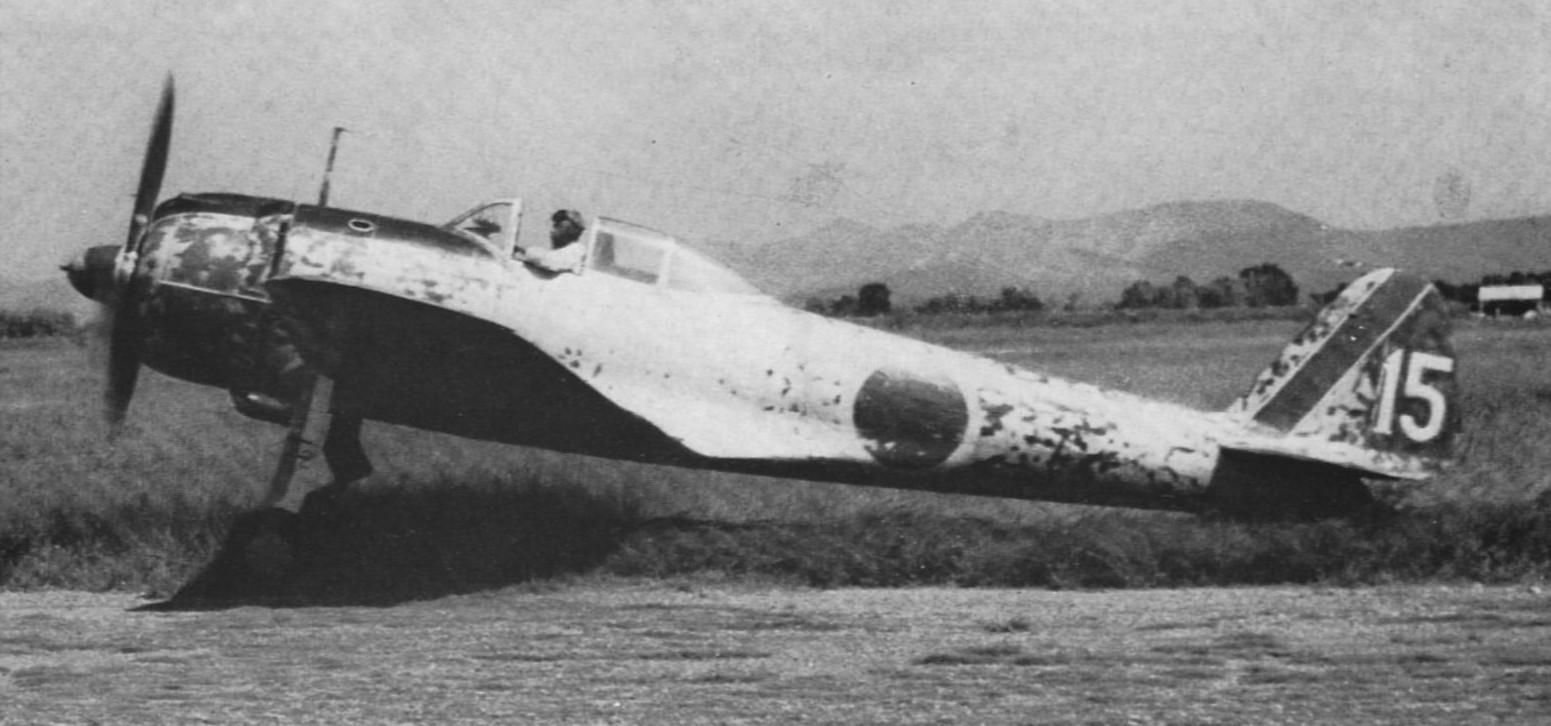
1943年夏、大校飛行場にて第25戦隊第2中隊のエース大竹久四郎曹長が搭乗する一式戦二型（キ43-II）

1943年3月10日、アメリカ陸軍航空軍の中国航空任務部隊(CATF)は廃止され、新たに中国方面専任の航空軍たる第14空軍に昇格・編成。その前の2月24日、梁山飛行場に進出した中国空軍（国民革命軍）飛行部隊に対し、第25戦隊の一式戦が飛行第16戦隊の九九双軽を掩護し侵攻。P-43 3機と交戦し1機を撃墜（第22飛行隊許機）、日本軍機は全機が帰還した。
4月26日、ビルマ航空戦を戦っている第64戦隊・第50戦隊の一式戦ほかの第5飛行師団飛行部隊が一時的に中国に派遣され、アメリカ陸軍の雲南駅飛行場を攻撃。奇襲に成功し地上戦果はP-40全損5機・18機損傷と第74戦闘飛行隊は完全に全滅、またC-47 5機を破壊、九九双軽による爆撃後は一式戦が超低空で対地攻撃を敢行し、アメリカ軍操縦者はM1911拳銃で一式戦に対し反撃を行った。28日、今度は昆明飛行場を攻撃、地上戦果はB-25 1機破壊および管制塔・作戦室・兵器庫を粉砕（しかし強い偏西風に流された爆弾が飛行場付近の村に着弾し100名以上の民間人が死亡）、しかし帰還中に第75戦闘飛行隊・第76戦闘飛行隊のP-40の執拗な追撃を受け空戦で一式戦は2機を喪失、重爆1機が損傷し、P-40は喪失はなかった（第64戦隊は2か月半ぶりに空戦で戦死者を出した）。
第25戦隊・第33戦隊は4月1日から同年8月21日にかけ10回の侵攻戦や防空戦を行いアメリカ軍のP-40やP-38と交戦するも、クレア・リー・シェンノート少将が中国人情報員を用い前線一帯に張り巡らせていた対空監視哨（航空情報網）によって早期警戒が可能であったアメリカ軍機は、有利な位置で待ち伏せ攻撃し空戦で一式戦は21機を喪失、一方で日本軍の戦果は戦闘機10機撃墜（P-40 9機・P-38 1機）に過ぎなかった。
8月21日午後、第25戦隊の一式戦は漢口に来襲したB-24編隊を迎撃、ビルマ航空戦を戦う第50戦隊から伝授された「対進攻撃」を行い、指揮官機を含むB-24 2機を撃墜（第374爆撃飛行隊長ビート少佐機ほか）、1機を撃破（途中緊急着陸）、ほか10機にも被弾の損傷を与える戦果を挙げた。
8月23日、飛行第58戦隊の九七重爆を第25戦隊・第33戦隊が掩護し重慶を攻撃、一式戦は対空監視哨からの情報により有利な位置で待ち伏せしていた中国空軍第4大隊・第11大隊の戦闘機と交戦し、九七重爆1機を喪失するも4機を撃墜した（P-66 2機・P-40またはP-43 2機）。
8月24日、昆明を出撃したB-24 7機が直掩戦闘機P-40 6機を連れ漢口に来襲、迎撃の第25戦隊・第33戦隊の一式戦はB-24 4機を撃墜し（第425爆撃飛行隊ロビンスン中尉機ほか）3機を撃破したが、第33戦隊長渡辺啓少佐機を含む3機を防御砲火や第16戦闘飛行隊のP-40の攻撃により喪失。

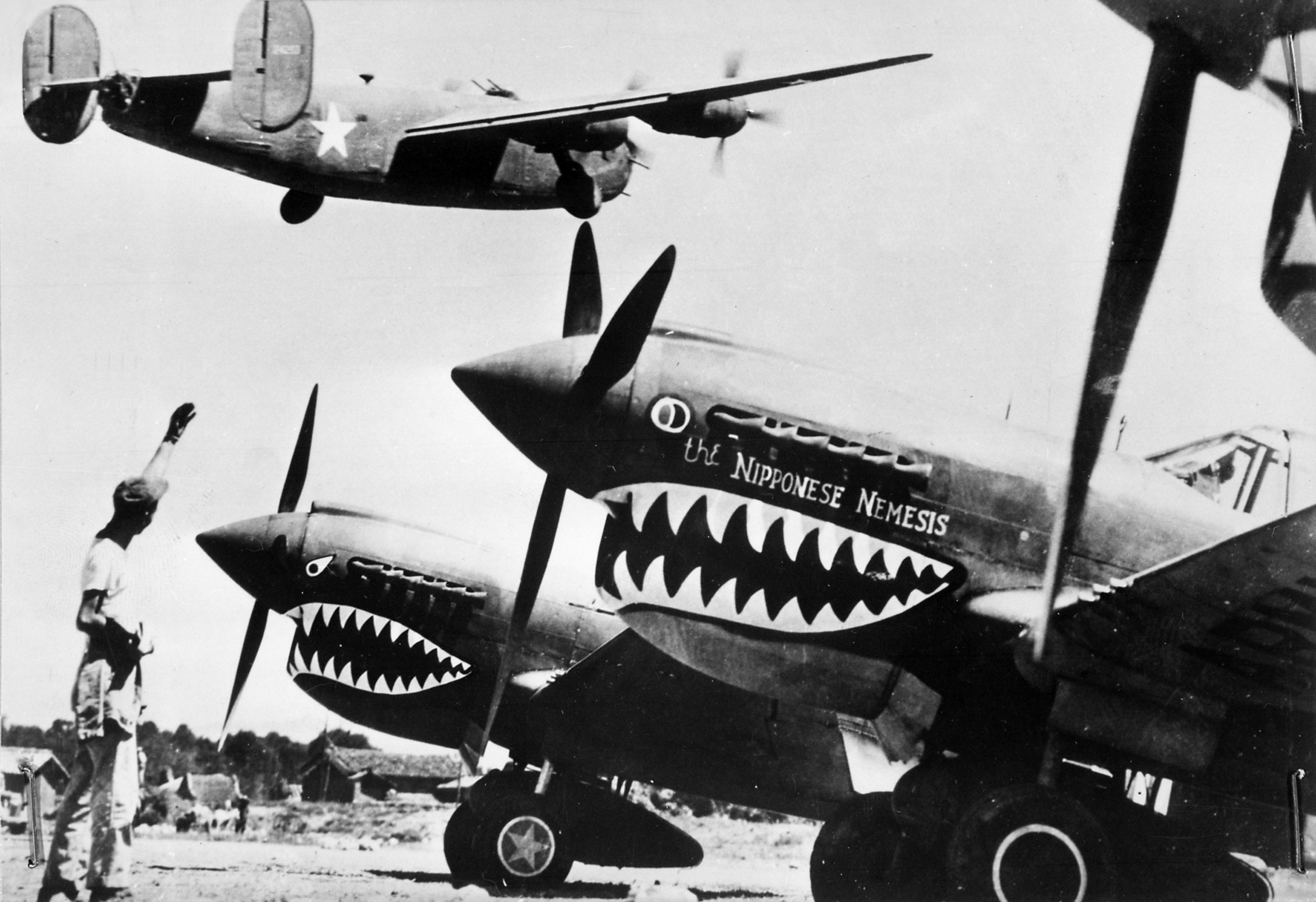
第14空軍のP-40およびB-24

9月13日、第25戦隊第2中隊・第3中隊と第33戦隊は広東からハノイ近郊ギアラム飛行場に前進。15日、アメリカ陸軍航空軍第14空軍は仏印ハイフォンのセメント工場爆撃のため第308爆撃航空群のB-24 5機を出撃させたが、ハノイに進出していた一式戦は地上からの無線電話誘導によって的確にこれを捕捉・迎撃、2機を喪失するもB-24 4機を撃墜した（第373爆撃飛行隊）。また同日、漢口に残留していた第25戦隊第1中隊はP-40・B-25と交戦し指揮官機たるP-40 1機を撃墜
している（第16戦闘飛行隊パイク少佐機）。
10月30日、九江の日本軍船舶を目標に来襲した9機の爆装P-38を第25戦隊が迎撃した空戦では、日本軍は対空監視哨と電波警戒機の早期警戒により待ち伏せをしていたため、喪失1機と引き換えにP-38 4機を撃墜（第449戦闘飛行隊エリスレン大尉機・ハーモン中尉機・テイラー中尉機・ロビンス中尉機）。
12月1日、中国戦線に中国空軍・アメリカ陸軍航空軍第14空軍に続き、アメリカ人と中国人双方の操縦者により編成される中米混成航空団（CACW、中美混合空軍団・米支混成空軍）が編成。同時期頃、二式戦を装備した飛行第85戦隊とニューギニア航空戦を戦った第11戦隊が戦力を回復し進出、また、アメリカ軍は新鋭のP-51を中国航空戦に投入している。
1944年1月23日、第25戦隊は編成以来撃墜戦果100機を達成したとして部隊感状を拝受。梅本弘は調査照合で確実性の高い最低限の数次として30機から40機の間と推測している。2月10日、第25戦隊は九江でP-51A 1機を撃墜（第76戦闘飛行隊マンベック少尉機）、中国航空戦で一式戦によるP-51初撃墜を記録。続いて24日、同戦隊は揚子江に飛来したP-38と交戦し1機を撃墜（第449戦闘飛行隊）。
2月10日、のちの大陸打通作戦こと一号作戦に対応するため、従来は主に中国方面の航空作戦を担っていた第3飛行師団は廃止され航空軍たる第5航空軍に昇格。
3月4日、第25戦隊第3中隊が地上攻撃中のP-38 4機・B-25 1機と交戦し、一式戦に損害無く一方的にP-38 1機を撃墜し残り3機を撃破（第449戦闘飛行隊、うち2機が帰途不時着）。同日、一式戦はP-51Aと交戦し1機を喪失し1機を撃墜（第76戦闘飛行隊ブルロック中尉機）。
4月29日、第25戦隊は直掩任務を終え帰還中のP-38と交戦、一式戦に損害無く一方的に指揮官機を含むP-38 3機を撃墜した（第449戦闘飛行隊長バーバー少佐機・キャンベル少尉機・ロール中尉機）。
5月6日、漢口に対しアメリカ軍戦爆連合40機が出撃、早期警戒した日本軍は邀撃を行った。まず第23戦闘航空群指揮官ヒル大佐機を含むP-51B 9機に対し一式戦は対進攻撃を実施し1機を撃墜（第76戦闘飛行隊ベネダ中尉機）、1機を撃破（第76戦闘飛行隊ストーンハム中尉機）、一式戦に喪失は無かった。さらに別方面でP-38 3機を撃墜（第449戦闘飛行隊グレッグ中尉機・オプスヴィック中尉機・ジョーンズ少尉機）、1機を撃破（ロンギール中尉機）、これも一式戦に喪失は無い。

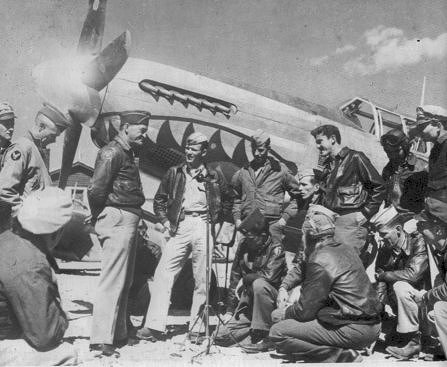
第23戦闘航空群のP-51

1943年8月21日から1944年5月6日の期間中、中国戦線で主力となる一式戦は準主力となる二式戦とともに以下の戦果を記録。大戦中後期においてもビルマ航空戦と並び、中国航空戦で帝国陸軍航空部隊は連合軍空軍に対して互角以上の勝負を行い度重なる勝利を収めていた。
- 最低でも連合軍機44機撃墜、対する空戦損害は10機喪失。
  - 撃墜連合軍機の機種内訳は戦闘機33機・爆撃機11機、戦闘機の詳細はP-38 12機・P-40 10機・P-66 5機・P-51 3機・P-43 3機、爆撃機の詳細はB-24 11機（P-51の内訳はP-51A 2機・P-51B 1機）
  - 日本軍側喪失の機種内訳は一式戦8機・二式戦2機。

#### 後期（中国航空戦）

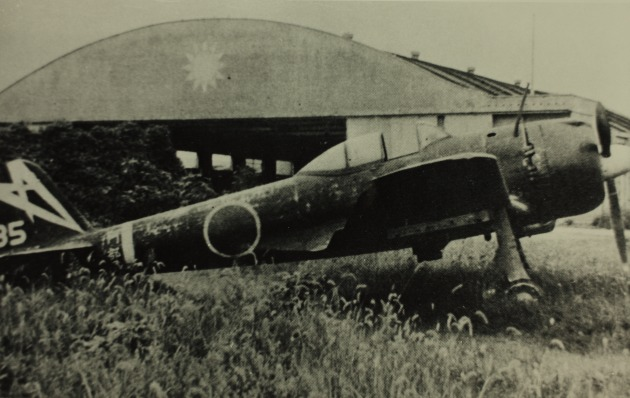
第48戦隊の一式戦三型（キ43-III）。終戦後の撮影で、尾翼や部隊マークの前・戦地標識の後ろに「阿部」のパーソナルマークがある

1944年5月、支那派遣軍は大規模攻勢となる大陸打通作戦こと一号作戦を実施、第5航空軍もこれに呼応し航空撃滅戦を展開。関東軍の満洲からは第48戦隊（一式戦装備）が、のちの8月には日本内地より新鋭機四式戦を装備する飛行第22戦隊が進出している。第22戦隊は8月28日から戦闘に参加し始めているが、この日を境に従来二式戦を装備する第85戦隊のみならず、一式戦装備の古参第25戦隊にも少しずつ四式戦が配備されている。
作戦発動の5月27日、進撃中の日本軍地上部隊攻撃に来襲したP-40Nを第25戦隊・第48戦隊の一式戦が捕捉し一方的にP-40 6機を撃墜。しかし6月6日・9日の空戦では一方的に5機を喪失し、戦果はP-40 1機撃墜（中国空軍第3大隊張機）、1機撃破にとどまった。6月26日、零陵飛行場に侵攻した第48戦隊は空戦で指揮官機を含むP-40N 2機を撃墜するも（第74戦闘飛行隊長クルックシャンク大尉機、第75戦闘飛行隊アームストロング中尉機）、帰還時の追尾攻撃を受け2機を喪失。
7月5日、第25戦隊は一式戦9機でB-25を掩護するP-40 8機と交戦、1機を喪失するも1機を撃墜（第75戦闘飛行隊ハインズ中尉機）、1機を撃破。同日11時30分、第48戦隊はP-51Bと交戦し1機を撃墜（第26戦闘飛行隊メイス中尉機）。同日午後、第25戦隊は地上攻撃中のP-40を襲撃し1機を撃墜（第16戦闘飛行隊ティールホーン中尉機）。
8月6日、第48戦隊は1機を喪失するもP-51B 1機を撃墜（第74戦闘飛行隊ホルコム大尉機）、8日に要衝たる衡陽を日本軍は制圧したが、同地を地上部隊とともに攻撃する九九襲/軍偵を掩護し出撃を重ねた第48戦隊は消耗。陥落当日の8日の空戦では3機を喪失し戦隊長も重傷を負い全滅状態となった。第25戦隊も4日の衡陽第三次総攻撃から陥落までの間に4機を喪失。
一方で第25戦隊は8月19日P-40N 1機（第75戦闘飛行隊スミス少尉機）、20日P-51B 1機（第26戦闘飛行隊フィリップス中尉機）、22日P-40N 1機（米支第7戦闘飛行隊ガトート少尉機）、27日P-40N 1機（米支第5戦闘航空群周機）と、連続して一方的に撃墜する戦果を挙げた。9月中旬から11月上旬にかけて第25戦隊・第48戦隊の一式戦の活動は低調となる。
長年にわたり帝国陸軍航空部隊の攻撃目標であった要衝たる衡陽・零陵はすでに陥落していたため、11月上旬に支那派遣軍は桂林を攻撃し、第48戦隊・第25戦隊・飛行第9戦隊・第85戦隊の各飛行部隊も漢口から衡陽飛行場に前進した。11日、衡陽にP-51C 8機が来襲し一式戦はこれと交戦、4機を喪失するもP-51C 4機を撃墜（第75戦闘飛行隊ミラー中尉機・ガットベリー中尉機・ライリー少尉機・テイラー中尉機）。しかし同日は10時から15時半にわたり延べ40機の戦闘機の襲撃を受け、さらに地上で炎上6機・大中破6機の損害を受け第48戦隊は一時壊滅状態に陥った。
11月17日、石門に来襲した第530戦闘飛行隊のP-51と第28教育飛行隊の一式戦が交戦、飛行隊長深田少佐機とリチャード中尉機が対進戦で相撃ちとなった（双方戦死）。20日、第28教育飛行隊と第85戦隊の一式戦がP-51C 1機を撃墜（第118戦術偵察飛行隊ボウエン大尉機）。25日、第14教育飛行隊の一式戦2機が飛行場大隊の対空火器と連携しP-51C 1機を撃墜（第74戦闘飛行隊エヴァンス中尉機）、1機を喪失、1機が不時着大破。
12月4日・5日、第25戦隊と第29教育飛行隊の一式戦はP-51と交戦するも戦果無く2機を撃墜された。

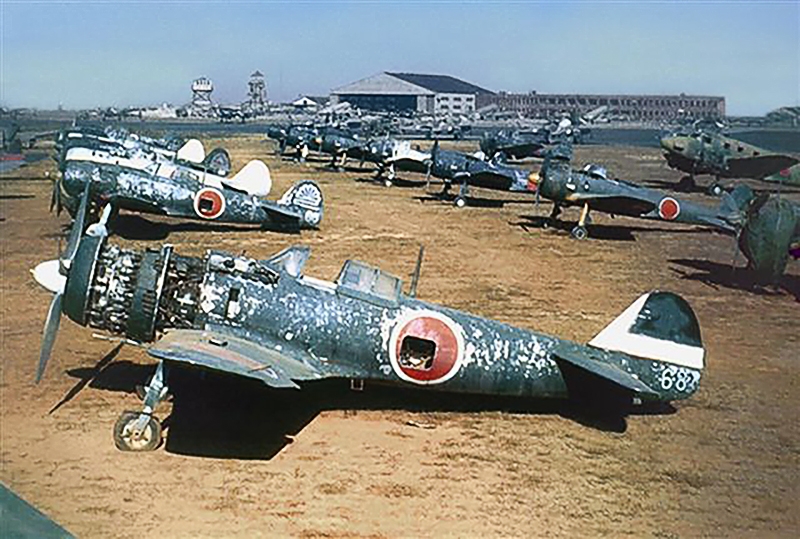
朝鮮に後退し現地で敗戦を迎えた一式戦（右列、所属不明）他。左列は四式戦（手前、部隊マーク「片矢印」の飛行第85戦隊。左奥数機、部隊マーク「菊水紋」の第22戦隊）、右奥は一式双発高等練習機

12月18日、漢口をB-29を含む戦爆連合大編隊が波状攻撃し、漢口市街と飛行場在地機は爆撃で大きな被害を出した。迎撃には第25戦隊の一式戦13機と第85戦隊の四式戦12機が出撃し、同日午後の空戦で一式戦2機・四式戦3機を喪失し戦果はB-29 1機・P-51 4機・P-40 1機であったが撃墜戦果はこのうち3機のみであった。1945年1月3日・5日・6日そして14日にも漢口は連続空襲を受け同じく第25戦隊と第85戦隊がこれを迎撃、計6名の戦死者を出すも戦果は対空砲火と合わせP-51 8機・P-47 4機撃墜であった（P-47は中国航空戦ではこれが初陣である）。17日、来襲したP-47との空戦で第25戦隊・第85戦隊は両戦隊各1名が戦死するも、P-47 2機を撃墜。これが一式戦が参加した中国航空戦における最後の大規模空戦であった。
一連の一号作戦で支那派遣軍は各アメリカ軍飛行場・要衝、および京漢鉄道を占領制圧し当初の目標を達成し一応の勝利を収めた。しかし後退したアメリカ軍は四川省・雲南省方面の中国奥地で戦力を増強し、本土空襲阻止のため行ったB-29基地となりうるアメリカ軍飛行場制圧も、後方の成都への後退やマリアナ方面の陥落により戦略的には不十分な結果を残し、「最後の敢闘」を本作戦で一式戦は見せたものの第5航空軍各飛行部隊は消耗した。第5航空軍司令部自体も1945年に入ると北京および南京へ後退、4月には本土決戦（決号作戦）のため朝鮮に移動し中国から離れている。同年2月には南支方面を担当する第13飛行師団が新たに編成され漢口に司令部を置いていたが、5月の第5航空軍朝鮮移動に伴い代わって同師団が中支方面も担当することとなり、以後南京に司令部を移し中国航空戦を戦い敗戦を迎えることとなる。
ちなみに1945年2月、漢口にて第51戦闘航空群第26戦闘飛行隊のP-51C サミュエル・マクミラン・ジュニア少尉機が日本軍の対空砲火で被弾し不時着、良好な状態で日本軍に鹵獲されている（この機体は本来はオリバー・ストローブリッジ大尉の搭乗機であったが、当日はマクミラン少尉が搭乗し空戦に参加していた）。情報を受けた陸軍航空審査部は飛行実験部戦闘隊の准尉2名を派遣し同地にて修理、3月、光本悦二准尉が操縦し審査部のある多摩陸軍飛行場に空輸され改めて本格的な調査が行われた。また、かつて一式戦の第64戦隊でビルマ航空戦を戦った飛行実験部戦闘隊のテストパイロット黒江少佐がP-51Cに搭乗し、内地の各防空飛行部隊の陸軍戦闘機と模擬空戦を行っている。

### ソロモン、ニューギニア航空戦

#### 初期（ソロモン、ニューギニア航空戦）

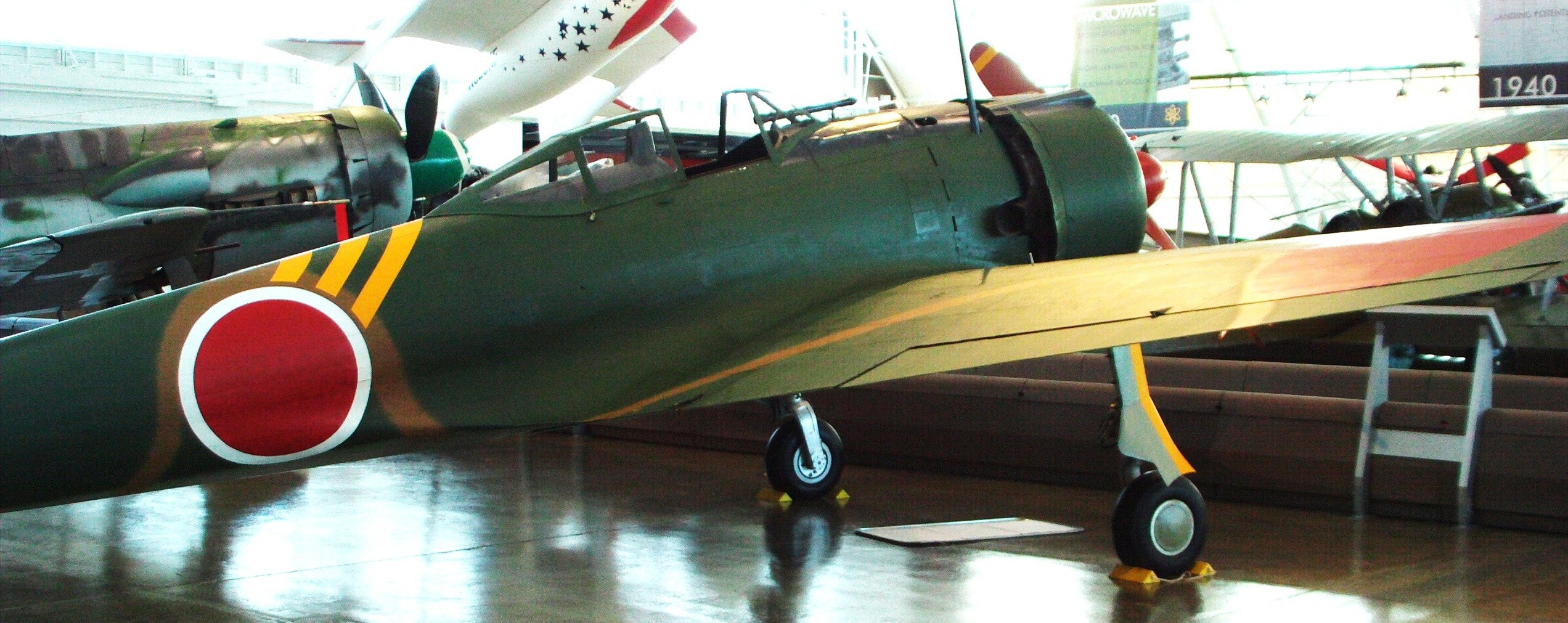
飛行第11戦隊の一式戦一型丙（キ43-I丙）。本機は実際に第11戦隊がラバウルにて使用、終戦後に現地の密林に遺棄されていたものであり、世界で唯一機体エンジンともにオリジナル（可能状態）である一式戦として現在はポール・アレンの私設航空博物館が収蔵・展示中（#現存する機体）

1942年末、ソロモン諸島およびニューギニア方面はアメリカ軍の反抗により非常な苦戦を強いられていた。1943年1月に陸海軍は協定を結び、ガダルカナル島の将兵救出のため撤収作戦を開始する事となった。
この方面はもとはラバウル航空隊等で知られる海軍航空部隊の専任の担当地域であったが、その苦戦により海軍上層部は陸軍航空部隊に対し陸軍戦闘隊の増援を嘆願、陸軍はこれを了承しラバウルへ第12飛行団（隷下2個飛行戦隊）の一式戦約100機派遣を決定、1942年12月18日にはその第一陣として一式戦一型（キ43-I）57機を装備する第11戦隊がラバウルに進出した。第11戦隊は部隊マークに稲妻を描きノモンハン航空戦で活躍した「稲妻部隊」として知られる名門部隊であった。
この第12飛行団（第1戦隊・第12戦隊）はビルマ航空戦を戦う第3航空軍から抽出されており（さらに第50戦隊・第64戦隊は下士官操縦者4名・一式戦4機を第12飛行団へ供出）、ソロモン、ニューギニア方面での海軍への協力のために陸軍の3航軍は一挙に100機近い戦闘機兵力を空中勤務者・地上勤務者共に引き抜かれ、以後の作戦展開に支障をきたしている。
現地の海軍航空部隊は零戦で苦戦していたB-17をさして「零戦の20mmで落ちないものが、（一式戦の）13mmで落ちるはずがない」と冷笑していたが、第十八号作戦（地上部隊増援輸送作戦）発動初日の1943年1月5日に第11戦隊第2中隊の一式戦は日本軍船団攻撃に飛来した第43・第90爆撃航空群のB-17 6機とB-24 6機と交戦、2機を喪失（1名生還・1名戦死）するも1機のB-17Fを確実に撃墜、さらに第11戦隊は第五八二海軍航空隊の零戦2機との協同戦果として1機のB-17Fを撃墜（第43爆撃航空群ジャック大尉機・リンドバーグ少佐機）。以降10日まで第11戦隊は船団掩護を行い6機ないし7機を撃墜（B-17E/F 2機ないし3機・B-24D 1機・B-25D 1機・P-38F 1機）、空戦で13機を喪失するも来襲する延べ320機余りもの連合軍機を次々と撃退し、喪失輸送船を1隻にとどめ十八号作戦は成功に終わった。
1月9日、頭号戦隊たる第1戦隊もラバウルに進出。27日、補充機を受領し戦力回復した第11戦隊と、第1戦隊の一式戦69機は末期ガダルカナル島の戦いにおいて完全撤退中（ケ号作戦）の地上部隊を支援するため、飛行第45戦隊の九九双軽9機とともにガダルカナル島を攻撃。この空戦においてアメリカ陸軍および海兵隊戦闘機24機と交戦、一式戦は6機を喪失するも7機を撃墜した（戦果内訳はP-38 2機・P-40 2機・F4F 3機、第339戦闘飛行隊および第112海兵戦闘飛行隊）。なお、この2日前の25日に海軍の零戦72機が一式陸攻12機とともにガ島を攻撃しているが、5機を喪失し撃墜戦果無しと一方的な敗北を喫していた。31日、第11戦隊の一式戦は第112海兵戦闘飛行隊のF4F 8機と交戦し2機を喪失、2機を撃墜。

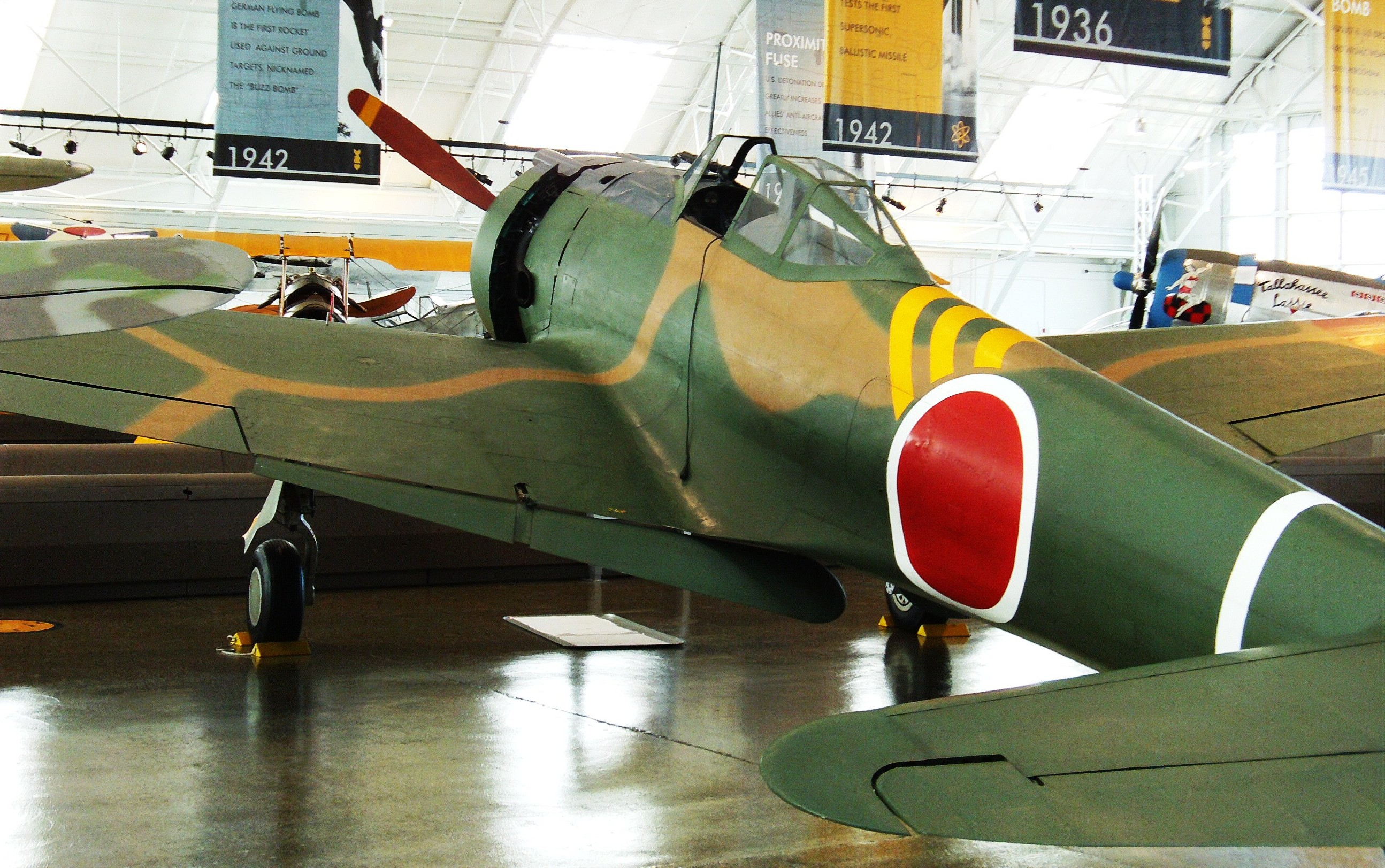
第11戦隊の一式戦一型丙（キ43-I丙）

2月1日の第一次撤退日は九九双軽を掩護しガ島飛行場に対し航空撃滅戦を実施。第二次撤退日の4日には撤退将兵を乗せた駆逐艦を第11戦隊第1中隊が上空掩護、来襲したF4F・P-40・SBD・TBFと交戦し一式戦2機を喪失するも3機を撃墜（F4F 1機・SBD 1機・TBF 1機）、駆逐艦の損害は1隻中破・1隻小破で済み艦隊を守り抜くことができた。アメリカ軍はさらにF4F 2機・P-40 1機（同士討ち）・SBD 1機を空戦で喪失しており、日本軍も途中で空戦に加わった海軍の零戦2機を喪失している。
ケ号作戦成功に大きく貢献するなど活躍を見せた一式戦ではあったが、2月6日、九九双軽を援護しニューギニアのワウ飛行場攻撃時に一式戦4機・九九双軽3機を喪失し戦隊長杉浦勝次少佐が戦死（戦果はA-20 1機・C-47 1機撃墜、ワラウェイ1機地上破壊）。また、3月2・3日にはラバウルからラエへ第51師団を送る第八十一号作戦が行われた。輸送船団8隻を護衛するには戦闘機約200が必要とされたが、2月末時点で約50機しかなく、海軍に支援を依頼する。陸軍と海軍が交代で直掩を行うも、第18軍司令官安達二十三中将を含む約7000名が乗船した輸送船8隻・駆逐艦4隻が撃沈され、大勢の将兵や物資を喪失し「ダンピール海峡の悲劇」と呼ばれた。同月には第1戦隊長沢田貢少佐もまたラエ上空で戦死した。

#### 中期（ソロモン、ニューギニア航空戦）
3月10日、第11戦隊はソロモン方面のラバウルから今後主戦場となる東部ニューギニアのウエワクに前進。第11戦隊は引き続き船団掩護に従事したが消耗し6月に転出、代わって中国航空戦を一型で戦った第24戦隊が二型に改変し進出した。5月19日に第24戦隊の一式戦3機がB-24 1機と交戦し、1機を喪失するもこれを撃墜し初戦果を挙げた（第400爆撃飛行隊アーモンド中尉機）。
緒戦の南方作戦において第64戦隊とともに活躍した第59戦隊も同じくニューギニアに進出。6月20日にはオーストラリアのダーウィンに対し、第7飛行師団隷下の一式戦22機（第59戦隊）、一〇〇式重爆18機（飛行第61戦隊）、九九双軽9機（飛行第75戦隊）の3個飛行戦隊計49機（これとは別に敵情把握を受け持つ独立飛行第70中隊の一〇〇式司偵2機も出撃）が攻撃を行った（日本のオーストラリア空襲）。対するオーストラリア空軍はレーダーからの報告を受け、指揮官コールドウェル中佐以下3個飛行隊計46機のスピットファイアが迎撃。空戦において日本軍は一〇〇式重爆1機を喪失するも、スピットファイア2機を撃墜した。本戦でもまたしてもスピットファイアは格闘戦に終始しており、これには第59戦隊第1中隊長が訝しむほどであった。
7月10日、西部ニューギニアのバボ飛行場にB-24D 3機が来襲。給油のため着陸していた第59戦隊の4機とビルマから派遣されていた第50戦隊の2機が迎撃、対進攻撃で2機を撃墜した（第380爆撃航空群マーケル大尉機・マクドゥーエル中尉機）。11日、第1戦隊23機・第24戦隊第2中隊6機の一式戦はナッソウ湾を攻撃、このうち後続で出撃した第24戦隊第2中隊が途中発見したB-25を攻撃するも、慢心により直掩のP-39と偶然付近に居たP-38編隊の奇襲を受け中隊長機以下4機を喪失、戦果はP-38 1機撃墜であった（第9戦闘飛行隊デイヴィス少尉機）。
8月2日、第24戦隊の選抜一式戦8機は第18軍司令官安達二十三中将搭乗の九九軍偵を直掩。その帰途に戦爆連合と交戦し不利な低位戦にもB-17E 1機を撃墜（第65爆撃飛行隊）、一式戦8機は全機が帰還した。

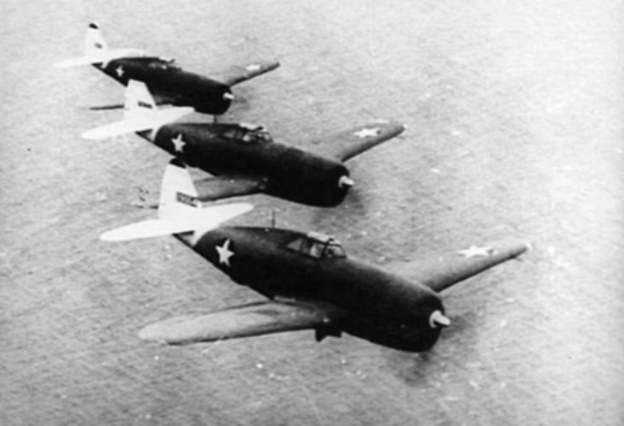
1943年9月27日、第348戦闘航空群のP-47D

8月15日、第24戦隊・第59戦隊の一式戦36機と九九双軽7機はファブア飛行場を攻撃。途中悪天候により編隊が崩れ九九双軽が先行してしまったため迎撃のP-39により九九双軽5機を喪失した一方で、追いついた一式戦がP-39 4機（第40戦闘飛行隊・第41戦闘飛行隊）、またC-47 2機（第374兵員輸送飛行隊）を撃墜し一式戦は全機が帰還した。翌16日、日本軍は再度ファブアを攻撃し第24戦隊・第59戦隊の一式戦33機はP-38 12機・P-47 32機およびC-47 24機と交戦。3機を喪失しP-47D 1機を撃墜（第348戦闘航空群レイトン少尉機）、P-38 1機を撃破（第431戦闘飛行隊ブライテ少尉機、緊急着陸）。ニューギニア航空戦でP-47は本空戦が初実戦投入である。

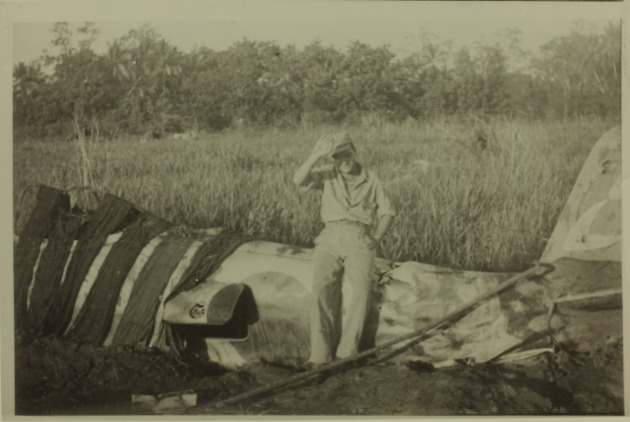
不時着した第248戦隊の一式戦二型（キ43-III）。胴体左側面の操縦者脱出孔が開いており、垂直尾翼に描かれた複雑な部隊マークが一部見える

各飛行部隊は連合軍の猛攻のみならず補給の断絶により消耗（飛行第13戦隊は本来の装備である二式複戦を消耗し一式戦を使用、このほかニューギニア戦線には三式戦装備の飛行第68戦隊・飛行第78戦隊も展開）、栄養不足かつ過労状態の操縦者の多くは熱帯特有の疫病にも侵されていた。10月31日にはフィリピンにて戦力を回復した第59戦隊（一式戦23機）が合流、11月2日には新編の飛行第248戦隊（一式戦30機）も進出し一時的に戦力は強化されたが、質と量で勝る連合軍に対し苦戦を強いられていることは変わらず、南郷少佐が「P-38に翻弄され、もはや一式戦の時代にあらず」と日記にしたためているのは12月16日であった。

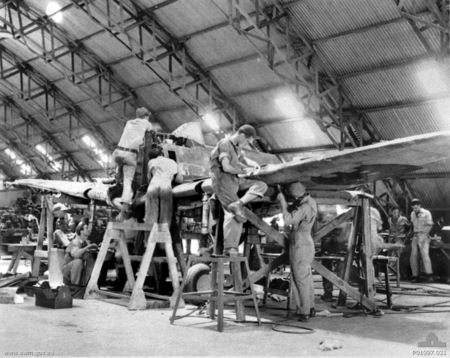
1943年末にニューギニア航空戦でアメリカ軍に鹵獲され、ブリスベンでリビルド中の一式戦一型（キ43-I）
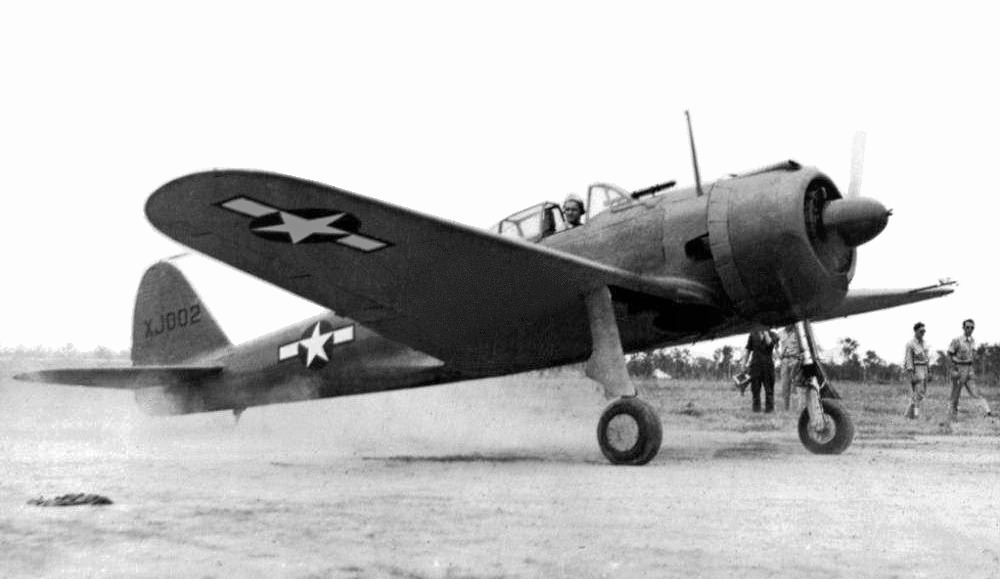
同左機、アメリカ軍の国籍標識を描き試験中の一式戦一型（キ43-I）
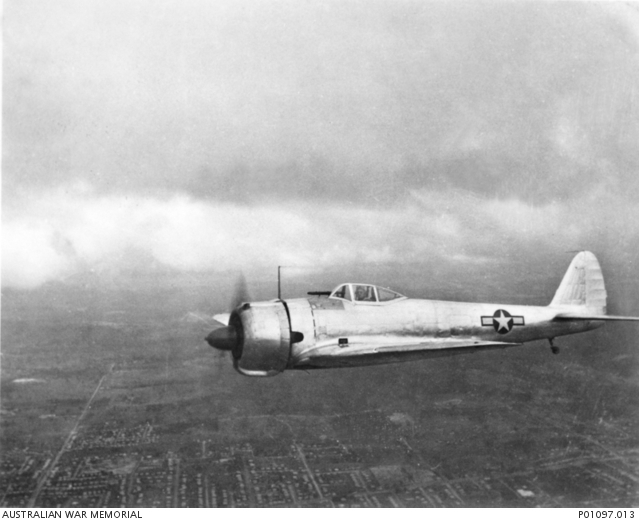
同左機、飛行試験中の一式戦一型（キ43-I）

#### 後期（ソロモン、ニューギニア航空戦）

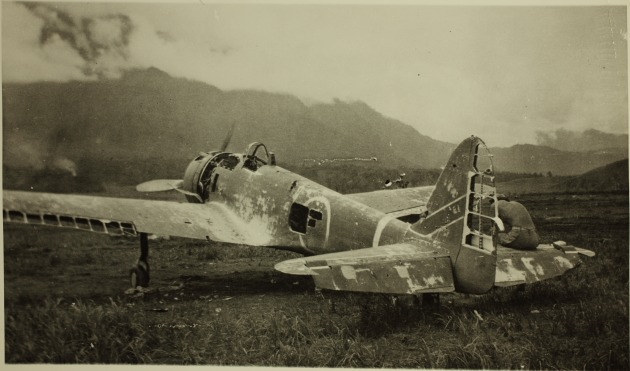
遺棄された第59戦隊の一式戦二型（キ43-II）

12月22日、ウエワク迎撃戦における各飛行部隊計7機喪失（戦果は対空砲火によりB-25 2機撃墜、空戦でP-38J 1機撃墜のみ）を受け、以降第6飛行師団は戦力温存のため全力邀撃を避けるようになる。
12月26日早朝、ツルプにアメリカ海兵隊第1海兵師団が上陸。天候回復後の午後に各飛行部隊の各戦闘機32機・一〇〇式重爆6機が上陸船団を攻撃し、フレッチャー級駆逐艦「ブラウンソン」を撃沈、他数隻にかなりの被害を与え、空戦でP-38H 1機（第80戦闘飛行隊クラッグ少佐機）・P-47D 3機（第342戦闘飛行隊プラット中尉機、第36戦闘飛行隊ヘッカーマン中尉機・グリチリスト少尉機）を撃墜（このほか、アメリカ軍艦船対空砲火の同士討ちでB-25 2機を喪失）。一方で一〇〇式重爆全6機・戦闘機2機を喪失している。
1944年1月2日、グンビ岬に上陸したアメリカ陸軍第32歩兵師団を九九双軽とともに第59戦隊・第248戦隊の一式戦（直掩）、第68戦隊・第78戦隊の三式戦（間掩）が攻撃。三式戦がP-40N 1機を撃墜するも、一式戦と九九双軽も空戦に巻き込まれ第248戦隊長村岡信一少佐が被撃墜戦死、また三式戦1機・九九双軽2機も喪失した。13日、飛行第63戦隊（一式戦装備）が進出。

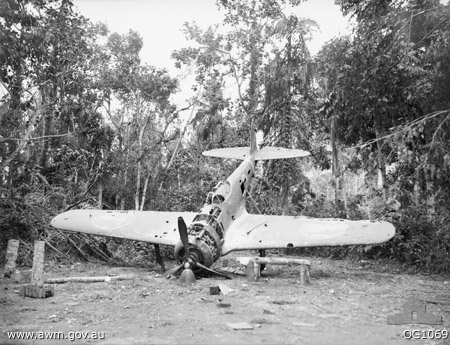
1944年5月、ホーランジアに遺棄された一式戦二型（キ43-II）

1月23日、一式戦・三式戦からなるウエワクの日本軍戦闘隊はアメリカ軍戦爆連合70機（うちB-24 35機）を迎撃、P-38 3機（第475戦闘飛行隊リヴノーフ中尉機・ダンフォース少尉機、第80戦闘飛行隊ガイドリー中尉機）・P-40N 1機（第7戦闘飛行隊クローリー中尉機）を撃墜、P-40N 2機を撃破するも7機を喪失。この空戦では「ニューギニアは南郷で保つ」と謳われたエース第59戦隊飛行隊長南郷少佐が戦死した。本空戦で撃墜されたP-40Nクローリー中尉機は南郷少佐の最後の戦果とされている。

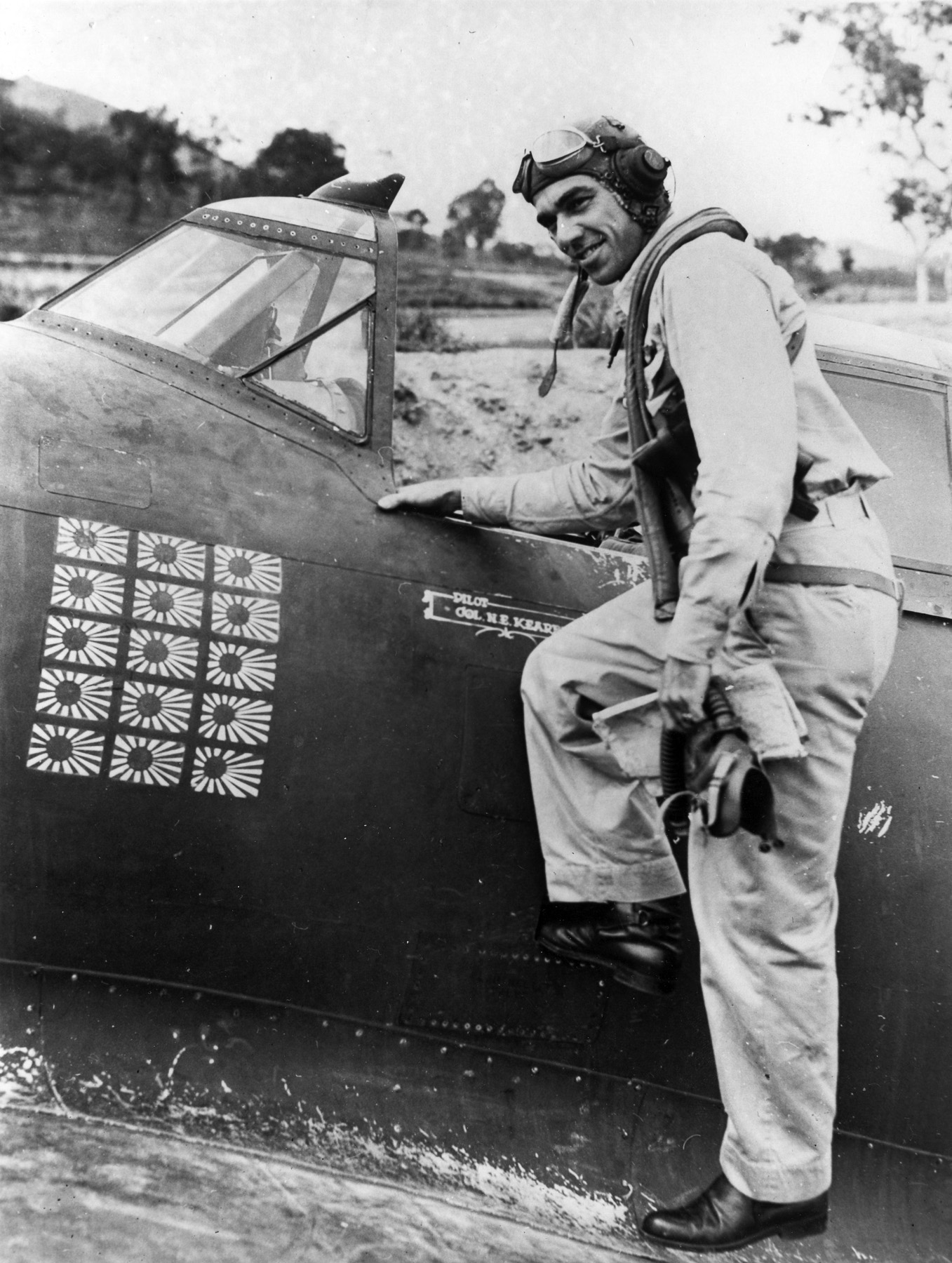
第348戦闘航空群指揮官ニール・カービィ大佐と愛機P-47

2月22日・28日、後退した第59戦隊に代わり第33戦隊・第77戦隊（一式戦装備）が進出。3月5日朝、第77戦隊の一式戦は1機を喪失するもF-5 2機を撃墜（P-38偵察機型、第6写真偵察航空群クーペンハーバー大尉機・クリスチャン少尉機）。同5日16時、同じく第77戦隊の一式戦がアメリカ陸軍のエース、第348戦闘航空群指揮官ニール・カービィ大佐のP-47Dを撃墜した（#連合軍エースとの空戦）。
3月11日から18日にかけて、ウエワクに対しアメリカ軍は航空撃滅戦を実施し飛行部隊は消耗、3月半ば、ニューギニア方面を担当する第4航空軍はウエワク放棄を決定しホーランジアへ撤退開始。19日には撤退船団に対し戦爆連合が飛来し、第248戦隊の一式戦4機が交戦するも1機を喪失。さらにホーランジアへ移転予定の電波警戒機を搭載した輸送船が沈められたため、のちのホーランジア防空戦ではレーダーによる早期警戒を行えず30日に奇襲攻撃を許し約120機が在地損傷した。
この一方で4月11日、ハンサ湾・ウエワクに来襲した戦爆連合を残った一式戦・三式戦稼働全機20機あまりで迎撃した際には、日本軍戦闘隊は損害喪失無くP-47 3機ないし4機を撃墜（第311戦闘飛行隊ロスマン少尉機・グラハム少尉機・バリントン機およびロウランド中尉機）。一方的な勝利となったこの空戦はニューギニア航空戦最後の栄光となった。
4月25日、ホーランジア自体に連合軍が上陸（ホーランジアの戦い）、ニューギニア航空戦は事実上終了した。第4航空軍各飛行部隊は後退するが、後退手段の無くなった一部の飛行部隊の地上勤務者・空中勤務者の多くは地上戦に巻き込まれ戦死した。

### フィリピン航空戦
1944年後期、マリアナ沖海戦に勝利しサイパンを攻略したアメリカ軍は、フィリピン奪回のため同年10月にレイテ島に上陸（レイテ島の戦い・レイテ沖海戦）。ここに「比島決戦」と称され陸海空の大兵力が投入されることになるフィリピンの戦いが勃発し、ルソン島やビサヤ諸島（ネグロス島等）には日本陸海軍航空部隊が集結していたことからレイテを中心に苛烈な航空戦が繰り広げられた（フィリピン航空戦）。この大規模航空戦に陸軍は第16飛行団を筆頭に四式戦を本格的に大量投入（ほか三式戦も投入）、また海軍機多数も従軍、さらにアメリカ軍も陸海軍機が入り交じる混戦であるため戦果損害の照合特定は困難となる。
このフィリピン航空戦に海軍は10月下旬、陸軍は11月12日の時点で特別攻撃隊を初実戦投入し、以降数々の特攻隊を編成し敵艦船攻撃に運用している。陸軍特別攻撃隊の一式戦によるフィリピンでの確実な特攻主要戦果としては、11月27日に八紘隊が戦艦「コロラド」、軽巡洋艦「セントルイス」、軽巡洋艦「モントピリア」に突入し損害を与え、駆潜艇「SC-744」を撃沈。11月29日に靖国隊が戦艦「メリーランド」、駆逐艦「ソーフリー」、駆逐艦「オーリック」に突入し損害を与えた。1945年1月9日に一誠隊とされる一式戦が戦艦「ミシシッピ」に突入。このほか軽巡洋艦「ナッシュビル」（12月13日一宇隊）などにも一式戦が突入した可能性がある。なかでも、戦艦「メリーランド」に突入した靖国隊の一式戦は、雲の中から現れて急降下で同艦に突入する寸前に、機首を上げて垂直急上昇してまた雲に入ると、1秒後には太陽を背にして真っ逆さまの急降下状態で全く対空射撃を浴びることなく40.6cm砲（16インチ砲）を備える第2主砲塔に命中している。その見事な操縦を見ていた「メリーランド」の水兵は「これはもっとも気分のよい自殺である。あのパイロットは一瞬の栄光の輝きとなって消えたかったのだ」と日記に書き、その特攻一式戦の曲芸飛行を見ていた「モントピリア」艦長も「彼の操縦ぶりと回避運動は見上げたものであった」と感心している。主砲塔に損害を受けた「メリーランド」は大破炎上し、修理のため翌1945年3月まで戦列を離れている。
決戦に先駆けた7月に一式戦装備部隊としては第30戦隊・第31戦隊が進出（第31戦隊はもとは襲撃戦隊）。9月に空母機動部隊艦載機と交戦し第31戦隊が撃墜多数の戦果を報じたが、第30戦隊は大損害を受け早くも戦力回復のため日本に一時帰還している。10月11日第26戦隊・第204戦隊、22日第20戦隊、23日第24戦隊、30日独立飛行第24中隊、31日には第33戦隊のそれぞれ一式戦部隊が同方面に進出。

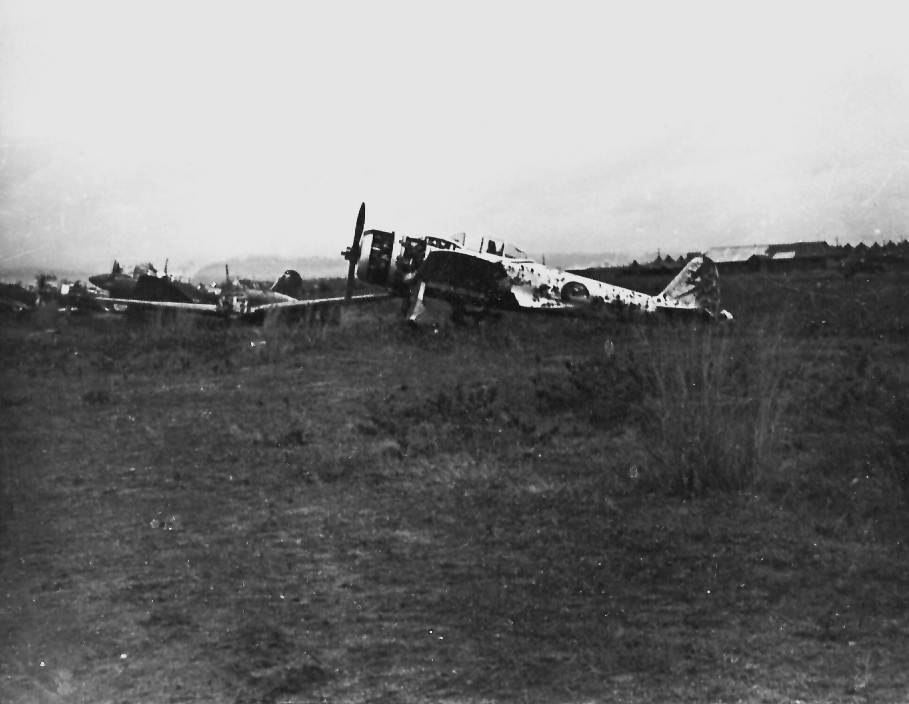
1945年、ルソン島クラーク飛行場に遺棄された一式戦三型（キ43-III）。「稲妻」の部隊マークを描くも所属部隊は不明

フィリピン戦において日本軍は当初ルソン島での決戦を意図していたが、台湾沖航空戦とレイテ沖海戦の虚構の戦果に影響され急遽レイテ島での決戦に変更。そのため10月末よりルソン島に配置していた地上部隊多数を船団輸送によりレイテ島に移送する多号作戦が開始され、日本軍航空部隊はその上空掩護にあたっていた。11月1日、マニラからのその増援たる第1師団を乗せた船団はオルモックに到着、人員物資を揚陸中の翌2日に第49戦闘航空群のP-38が飛来し直掩の第33戦隊・第26戦隊・第20戦隊の一式戦および飛行第52戦隊・飛行第200戦隊の四式戦などが交戦、断続的に続いたこの空戦で6機（一式戦4機・四式戦2機）を喪失するも5機（P-38 5機、第8戦闘飛行隊・第9戦闘飛行隊）を撃墜し、この防空戦により第1師団のレイテ上陸は成功に終わった（多号作戦#第2次輸送部隊）。
船団掩護の一方で、日本軍航空部隊はアメリカ軍上陸船団の輸送船やレイテ島のアメリカ軍飛行場に対し撃滅戦を重点的に行っており、4日未明には戦闘機および九九襲数機・九九双軽7機がタクロバンの飛行場と沖に停泊中の輸送船を攻撃。この攻撃によってP-38 2機を地上破壊、その他39機が損傷を受け第345爆撃航空群の要員100名以上が戦死した。一式戦はクラスター爆弾であるタ弾を搭載し、タクロバン飛行場に対し少数機で夜間・未明の低空爆撃を繰り返して大きな戦果を挙げている（#戦闘爆撃機）。

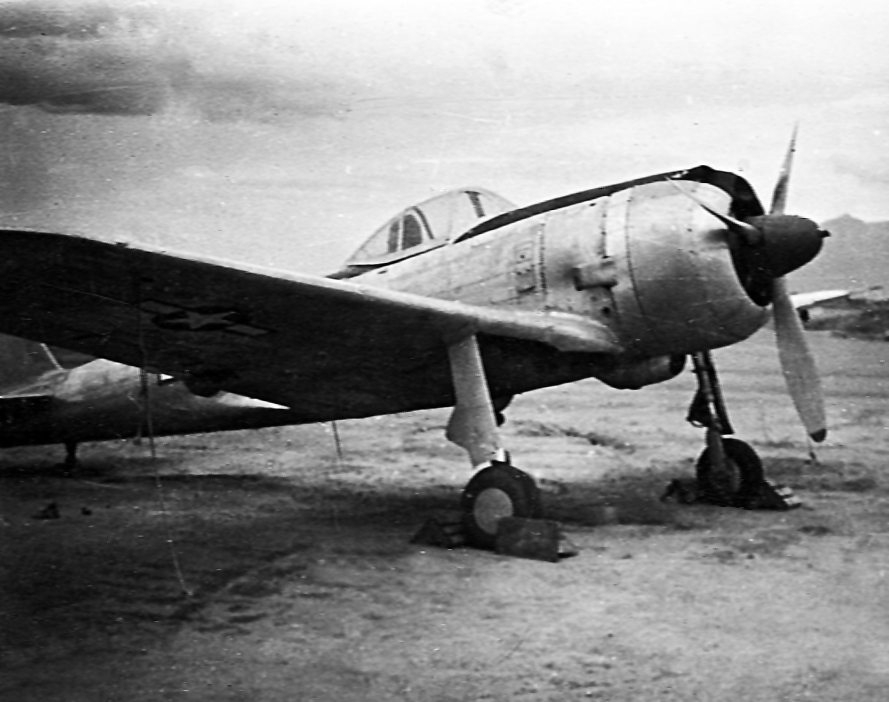
1945年、クラーク飛行場にてアメリカ軍に鹵獲され、同軍の国籍標識が描かれた一式戦二型（キ43-II）

しかし4日・6日には一式戦が配備されていたネグロス島ファブリカ飛行場が攻撃を受け壊滅、第20戦隊・第33戦隊は機体受領のためマニラへ後退した。
10日には北方方面たる千島列島から第54戦隊（一式戦装備）が進出。翌11日、船団掩護のため出撃した第54戦隊の一式戦8機がP-38 2機と交戦し、P-38J 1機（第12戦闘飛行隊ラッセル中尉機）を撃墜。しかしオルモック湾上空の船団直掩ではアメリカ海軍のSBDを護衛するF6Fを相手とする低位戦により、戦隊長以下5名が戦死した。同日、第20戦隊の一式戦3機がF6F 2機（空母「ワスプ」艦載機）と交戦、1機を撃墜（第81海軍戦闘機隊）。
一連のレイテ航空戦で日本軍航空部隊は急速に消耗するも、1945年1月7日には第54戦隊の一式戦1機および飛行第71戦隊の四式戦1機が、アメリカ全軍第2位のエースであるトーマス・マクガイア少佐のP-38Lないし、その僚機のジャック・リットメイヤー中尉のP-38Jを協同撃墜している（一式戦1機喪失、P-38 2機撃墜、#連合軍エースとの空戦）。
9日にはルソン島にアメリカ軍が上陸（ルソン島の戦い）。陸軍は1月下旬までは戦闘機を補充し空戦を行っていたものの同月末には作戦可能機は十数機にまで落ち込み、フィリピン航空戦は一方的な敗北に終わった。壊滅した第4航空軍各飛行部隊は後退が進められたが、ニューギニア航空戦と同様に後退手段が無くなった飛行部隊の地上勤務者・空中勤務者の多くは地上戦に巻き込まれ戦死、担当戦域が無くなった第4航空軍自体も2月28日に廃止されている。1月上旬に戦力回復を終えルソン島に戻っていた第30戦隊は、一部がとどまり4月上旬まで奇襲攻撃を行っているがこれも5月に台湾へ後退した。

### 日本本土防空戦

#### 千島航空戦

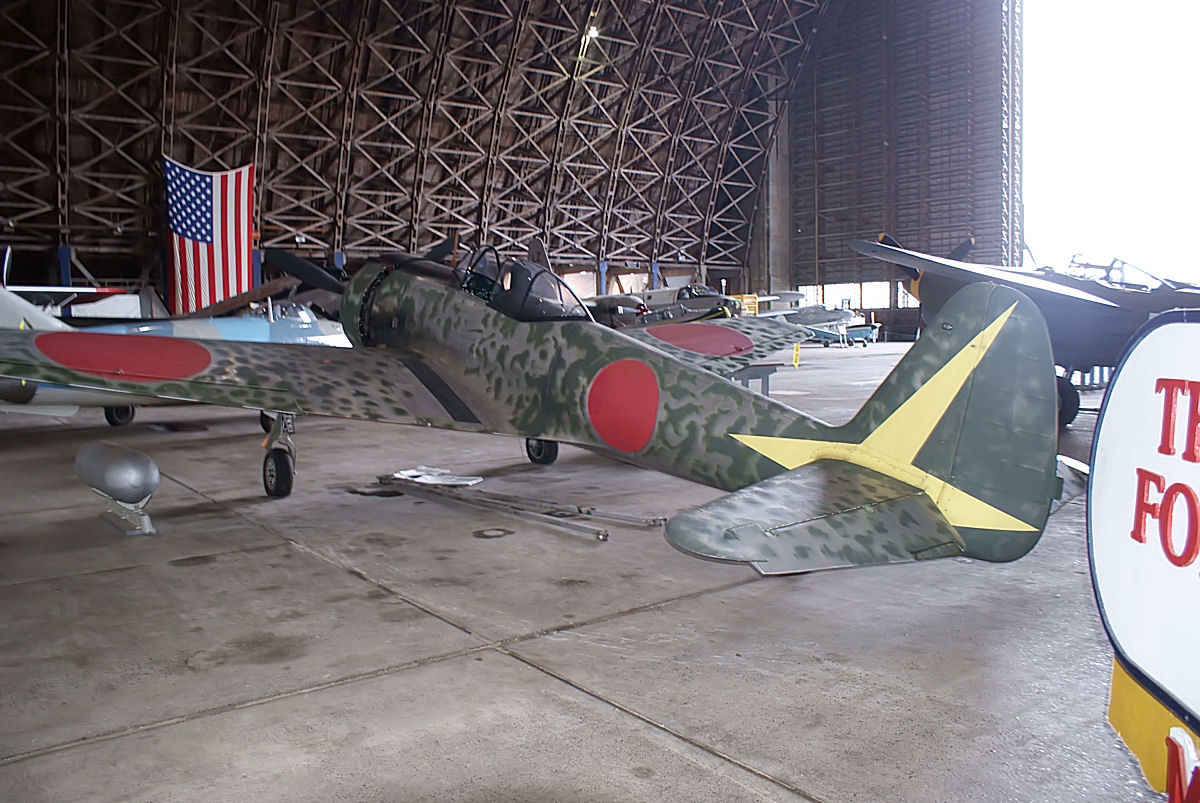
千島航空戦・フィリピン航空戦で活躍した第54戦隊の一式戦三型（キ43-III）。部隊マークとして図案化した「折鶴」を垂直尾翼および尾部に描く。本機は千島列島で回収された第54戦隊の一式戦の残骸部品をもとに、リバースエンジニアリングで復元した飛行可能な機体

1943年5月、アリューシャン列島のアッツ島が陥落。キスカ島からの撤退準備のため、北千島対策を迫られた陸軍は同年6月に一式戦装備の第54戦隊を同方面へ移動させることを決定。7月20日、戦隊長以下第54戦隊第2中隊・第3中隊の一式戦二型23機（第1中隊は台湾台北へ派遣中、1944年2月末にこれは独立飛行中隊へ改編されるとともに第54戦隊は新第1中隊を編成）は、幌筵島北東端に位置し占守島を望む北ノ台飛行場に全機無事に進出した。進出9日後の7月29日にキスカ島撤退作戦が発動され作戦成功、約5,000名の将兵は海軍第五艦隊に輸送され8月1日に幌筵島に上陸している。しかしこの玉砕・撤退による西部アリューシャン放棄によって、占守島や幌筵島の北千島は北方方面の最前線となった。
8月12日、アメリカ陸軍航空軍第11空軍は北千島へ7月22日以降第3回目の爆撃行としてB-24 9機を出撃させた。以後2年「以上」続くこととなるこの千島航空戦の初陣に第54戦隊は戦隊長機以下全機が邀撃、爆撃を終え帰還するB-24を攻撃し防御砲火の反撃で1機を喪失するも2機を撃墜した（第404爆撃飛行隊。撃墜は戦隊本部附山田成一准尉機・第3中隊榎田正一軍曹機（協同撃墜）、第3中隊第2小隊長岩瀬勲中尉機（単機撃墜）による）。これは「日本本土防空戦撃墜第1号（および第2号）」である。この空戦には先に千島に進出していた占守島の第四五二海軍航空隊の二式水上戦闘機と零式水上観測機も加わっているが戦果は無く、また幌筵島南端の第二八一海軍航空隊の零戦も離陸自体はしているが戦意無く武蔵飛行場の上空警戒に終始し防空戦には参加していない（二八一空は当時北千島最大の邀撃戦力でありながら千島航空戦に一切寄与することなく転出していった）。
日本陸海軍の一式戦・水上機・高射部隊は春から秋にかけて厚い濃霧の発生する同戦線で来襲するアメリカ軍爆撃機を迎撃。9月12日の空戦ではアメリカ軍はB-24 3機・B-25 7機喪失（7機はソ連領カムチャッカ半島に不時着）、7機被弾の損害を被っている。
同時期、戦力強化のため北海道で防空の任にあたっていた第63戦隊第1中隊（一式戦装備）が幌筵島に進出し第54戦隊の指揮下に入るも、11月に戦隊主力がニューギニア航空戦に転出することとなり同第1中隊も機材を第54戦隊に引渡し主力に追随。海軍も冬季を迎えるため10月・11月に歴戦の四五二空（水上機部隊）が、また10月から12月にかけて二八一空の零戦が、9月から12月にかけて第七五二海軍航空隊の一式陸攻が、重巡洋艦「那智」以下の第五艦隊がそれぞれ南方・内地に転出。これにより北千島から海軍航空部隊は消滅し、同方面の防空は年明けまで第54戦隊のみが担うこととなった。残った第54戦隊は日本軍航空部隊では初となる厳寒地北千島で越冬を実施。暴風により一式戦やトラックは吹き飛ばされ、風の無い日は1m以上の積雪を記録する条件下で（除雪車の故障により）戦隊長以下操縦者を含めた戦隊員全体が雪かきに励み、整備隊は一晩中エンジン下で焚火を行い暖気に努るなどしている。濃霧・強風・酷寒は北千島の日本軍のみならずアリューシャンに展開するアメリカ軍にとっても最大の障害であった。
大損害を受けた9月12日以降本格的な爆撃を控えていたアメリカ陸軍航空軍に代わって海軍航空部隊がこれを実施、1944年1月20日以降約4か月にわたり第139哨戒爆撃飛行隊PV-1による夜間偵察爆撃は78回を数えた。2月4日夜には巡洋艦・駆逐艦による艦砲射撃が、同月15日には陸軍航空軍のB-24による爆撃も再開している。日本海軍航空部隊と異なり夜間出撃・夜間飛行・夜間戦闘の技量が単座戦闘機操縦者にも求められる日本陸軍航空部隊において、夜間邀撃は「本来は」可能であったものの、他戦域と大きく異なる暴風・豪雪下の北千島で夜間の離着陸は危険なためこれは行えなかった。
春となる3月・4月、日本陸海軍は千島方面の航空戦力を増強し、戦闘・軽爆・重爆・襲撃・司偵・艦爆・艦攻・陸攻・水偵の各飛行部隊が北千島・中千島・南千島へ進出。第54戦隊の一式戦はこれらの零戦とともに千島航空戦を戦っている（P-40・P-38のアメリカ陸軍戦闘隊は航続距離不足のため爆撃機の掩護は行えず、防空戦の相手はB-24やPV-1が主体）。しかし同年7月・8月、マリアナ諸島が陥落しフィリピン決戦の準備が始まったため、再度千島方面の飛行部隊は一部が派遣隊（残留隊）を残し主力は南方・内地に転出。第54戦隊も予備機5-6機を残し8月中旬に札幌に移動、同地で三型へ改変し9機を北ノ台飛行場へ帰したのち、10月25日に戦隊長以下第54戦隊主力28機はフィリピン航空戦に転戦していった。
千島に残った第54戦隊派遣隊の一式戦15機は引き続き防空戦に従軍、10月末には同じく残留隊である海軍北東航空隊派遣隊の艦攻（九七式艦上攻撃機・天山、1機のみ残された天山はのち主脚故障により着陸時に損傷廃棄）が駐屯する占守島の片岡飛行場に第54戦隊派遣隊も合流した。戦果としては11月5日に一式戦が損害無くPV-1 1機を撃墜（第131哨戒爆撃飛行隊）するなどしている。

##### 占守島の戦い
末期の1945年7月、北海道の防空戦力強化のため第54戦隊派遣隊は主力11機が札幌に移動。8月10日、残る4機に対しても北海道撤収が第1飛行師団より命じられ、天候回復を待っている。4月より海軍も北千島地上戦力の撤退を始めているが防空部隊と北東空の九七艦攻は残留とされている。8月9日にソ連が対日参戦し、九七艦攻は9日・10日にカムチャッカ半島を攻撃するも積極策の指令でなかったこともあり戦果は無かった。
8月15日、日本はポツダム宣言を受諾し降伏を決定、日本軍は停戦し北方方面の日本陸海軍も武装解除に移行したが、同月18日に千島列島東端の占守島にソ連軍が上陸し日本軍北部遊撃隊（第91師団）と交戦（占守島の戦い）。士気の高い第54戦隊の一式戦4機および北東空の九七艦攻4機は第91師団部隊を掩護すべく出撃した。九七艦攻1機が対空砲火で撃墜され喪失するも、輸送船に直撃弾1発・掃海艇1隻撃沈の戦果を報告（戦果不明）、一式戦は九七艦攻を掩護するとともに掃海艇を攻撃している（戦果無し）。翌19日には九七艦攻が示威飛行でソ連軍艦艇を威嚇するも、着陸時に1機が損傷し稼働2機となったため、北東空の操縦員3名は第54戦隊の操縦者に交渉し一式戦操縦訓練の依頼をしている。一連の空戦で特に物的戦果は無かったものの一式戦と九七艦攻は日本軍占守島守備隊の善戦に貢献、また18日の戦闘は第二次大戦最後の空戦のひとつとなった。
停戦交渉がまとまったのちの8月21日、一式戦・九七艦攻は操縦者共々北海道に脱出。一式戦3機のうち池野准尉機は途中不時着によりソ連軍捕虜となり抑留、入江軍曹機は行方不明、森永軍曹機は方位を間違え樺太に不時着するも船に便乗し1か月後に北海道に到着した。ここに千島航空戦は日本の敗戦・第二次大戦の終戦とともに終了した。

#### 本土航空戦
1944年後半から始まるB-29による本格的な日本本土空襲で、陸軍はより超重爆迎撃に適した二式戦・二式複戦・三式戦・四式戦・武装司偵を防空戦の主力としているため、一式戦の邀撃配備・投入数は少ない。
1945年3月からの沖縄戦には戦闘爆撃機として、もとは襲撃戦隊であった第65戦隊が「爆装一式戦（三型）」をもって沖縄近海の連合軍艦船や占領下の飛行場攻撃に従事している。また、フィリピンから撤退した台湾の第20戦隊・第24戦隊もタ弾を装備し夜間攻撃や特攻機援護を行った。
一方で沖縄戦には特攻機としても多くの一式戦が用いられ、九州方面からは第6航空軍隷下の第20振武隊など計13個の特攻飛行隊が出撃している。特筆する特攻戦果としては、台湾の第8飛行師団隷下誠第39飛行隊（飛行隊長笹川勉大尉、一式戦5機装備）のうち一式戦1機が、3月31日にレイモンド・スプルーアンス中将率いる第5艦隊旗艦重巡「インディアナポリス」に命中、大破・航行不能にさせている。なお、「インディアナポリス」はこの損害によってアメリカ本土に曳航され、修理完了後前線に復帰する際には原子爆弾部品・核材料輸送の極秘任務をこなし、それらを揚陸後に日本海軍の「伊号第五八潜水艦」に撃沈されている。

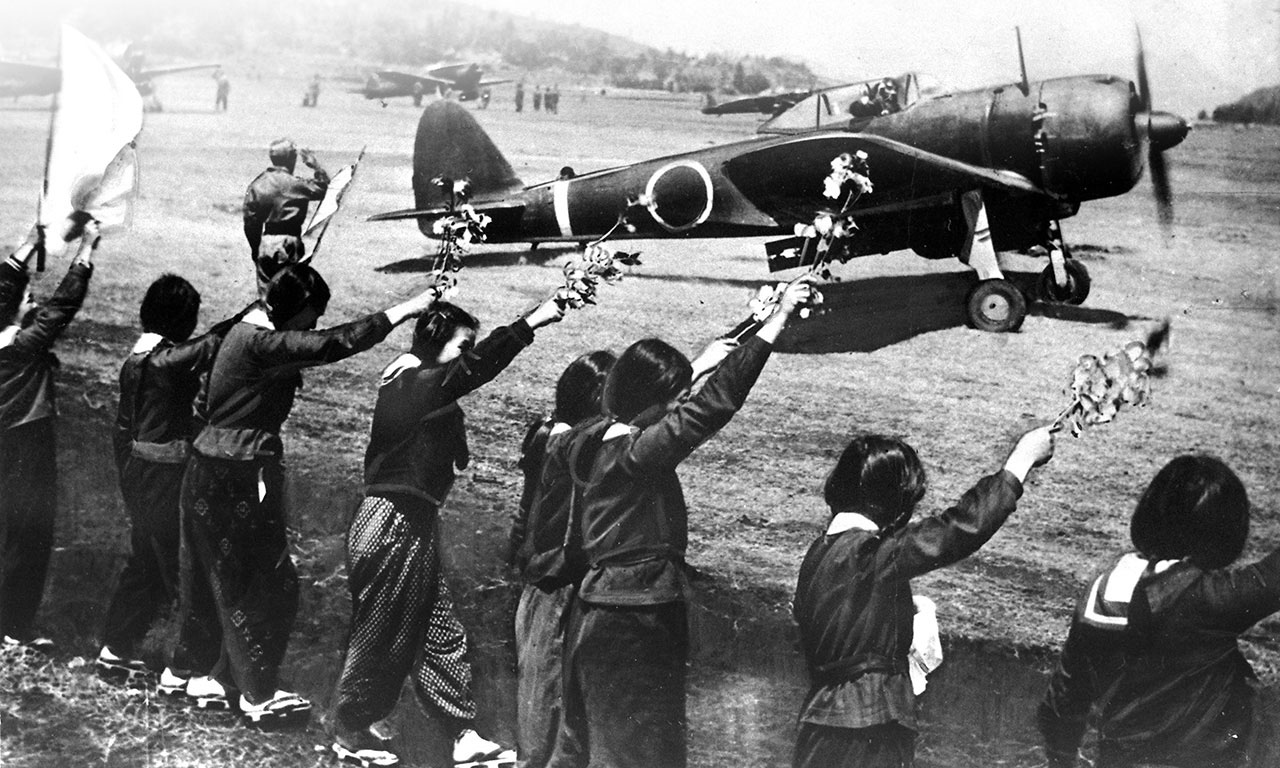
1945年4月、250kg爆弾を搭載し特攻に出撃する第20振武隊穴沢利夫少尉搭乗の一式戦三型（キ43-III）
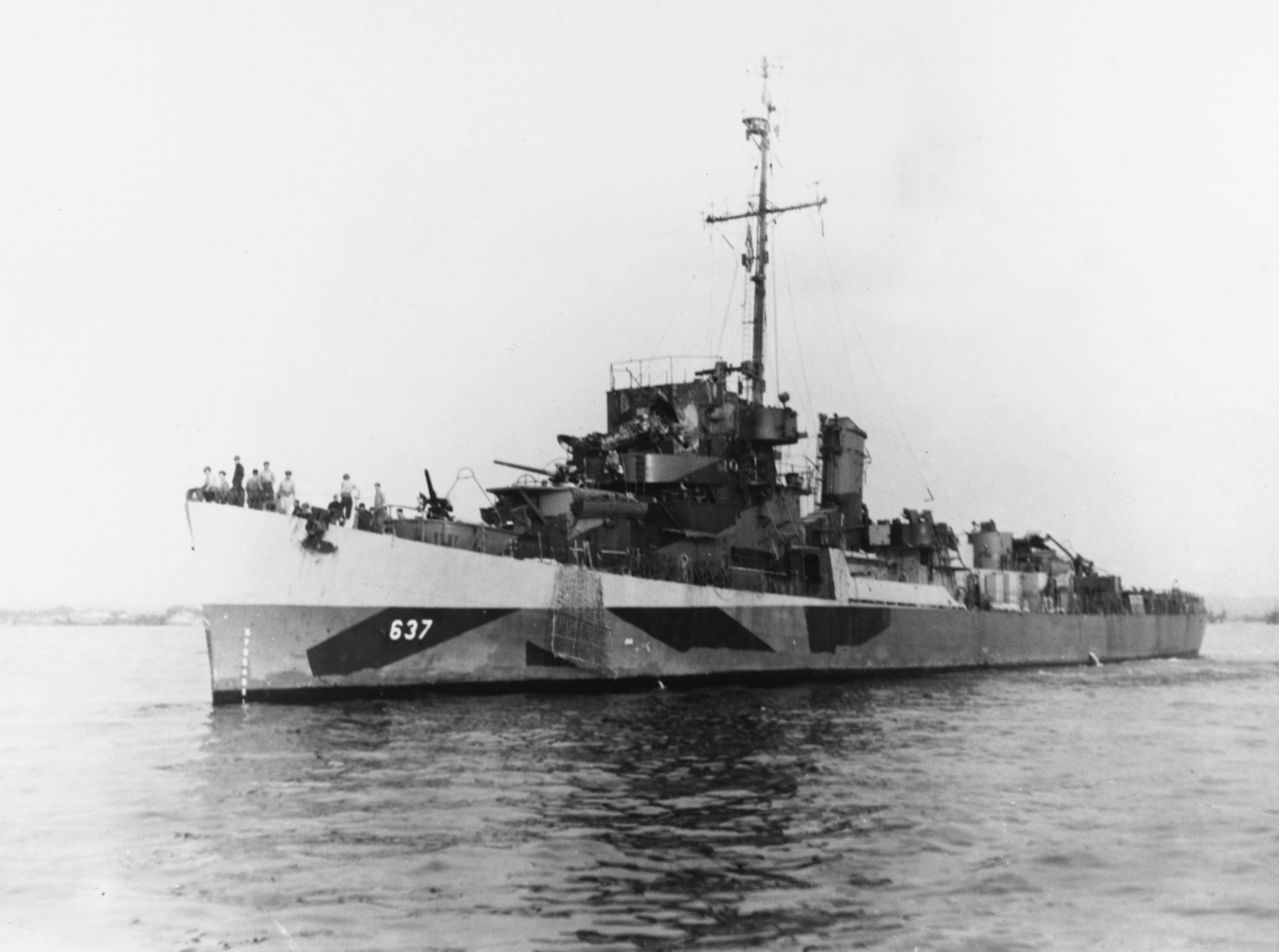
1945年4月16日、沖縄沖でバックレイ級護衛駆逐艦「バウワース」の艦橋に突入した特攻機たる一式戦。「バウワース」は大炎上し乗員約50人が戦死、修理・改装のためアメリカ本土に退いた

## 諸元
| 制式名称     | 一式戦闘機一型                                                             | 一式戦闘機二型                                                                   | 一式戦闘機三型                            |
| ------------ | -------------------------------------------------------------------------- | -------------------------------------------------------------------------------- | ----------------------------------------- |
| 試作名称     | キ43-I                                                                     | キ43-II                                                                          | キ43-III                                  |
| 全幅         | 11.437m                                                                    | 10.837m                                                                          | 同左                                      |
| 全長         | 8.832m                                                                     | 8.92m                                                                            | 同左                                      |
| 全高         | 3.280m（水平姿勢）                                                         | 3.27m（水平姿勢）                                                                | 同左                                      |
| 翼面積       | 22m²                                                                       | 初期型：22 m² 後期型：21.4 m²                                                    | 21.4m²                                    |
| 翼面荷重     | 93.1kg/m²                                                                  | 121.0kg/m²                                                                       | 127.3kg/m²                                |
| 自重         | 1,580kg                                                                    | 1,975kg                                                                          | 2,040kg                                   |
| 全備重量     | 2,048.5kg（常装備） 2,243kg（満載）                                        | 2,590kg（常装備） 2,945kg（満載）                                                | 2,725kg（常装備） 3,060kg（満載）         |
| 発動機       | ハ25 (九九式九五〇馬力発動機)                                              | ハ115 (二式一一五〇馬力発動機)                                                   | ハ115-II (二式一一五〇馬力発動機改)       |
| 最大出力     | 990hp (離昇) 970hp (高度3,400m)                                            | 1,150hp (離昇) 940hp (高度5,600m)                                                | 1,150hp (離昇) 1,055hp (高度6,200m)       |
| プロペラ     | ハミルトン・スタンダード 可変ピッチ2翅 直径2.90m                           | ハミルトン・スタンダード 可変ピッチ3翅 直径2.80m                                 | 同左                                      |
| 最大速度     | 495km/h (高度4,000m)                                                       | 515～548km/h (高度6,000m)                                                        | 560km/h (高度5,850m) 578km/h (高度6,680m) |
| 巡航速度     | 320km/h/2,500m                                                             | 355km/h/4,000m                                                                   |                                           |
| 上昇力       | 5,000mまで5分30秒                                                          | 5,000mまで5分49秒 8,000mまで11分9秒                                              | 5,000mまで5分19秒 8,000mまで10分50秒      |
| 実用上昇限度 | 11,750m                                                                    | 10,500mないし11,215m                                                             | 11,400m                                   |
| 降下制限速度 | 500km/h                                                                    | 600km/h                                                                          |                                           |
| 燃料槽容量   | 主翼前槽：132L×2 主翼後槽：150L×2 増槽：200L×2 合計：最大964L              | 主翼前槽：125L×2 主翼後槽：147L×2 増槽：200L×2 合計：最大944L ※5665号機以降36L減 | 同左                                      |
| 航続距離     | 1,620km（正規） 3,000km (増槽使用)                                         | 同左                                                                             | 同左                                      |
| 武装         | 機首7.7mm機関銃1門 （携行弾数500発） 機首12.7mm機関砲1門 （携行弾数270発） | 機首12.7mm機関砲2門 （携行弾数各270発）                                          | 同左                                      |
| 爆装         | 翼下15kg～30kg爆弾2発                                                      | 翼下30kg〜250kg爆弾2発 ないしタ弾2発                                             | 同左                                      |

一式戦一型（キ43-I）の三面図

- 最高速度については、二型の初期生産型では高度6,000mで515km/hだが、カウリング形状変更・翼端切断・推力式排気管採用などの改良が実施された後期型では548km/hに増加している。
- 燃料タンクについては、5665号機以降はタンクに防弾処理を追加した影響で容量が36L減少している。

### 各種形式

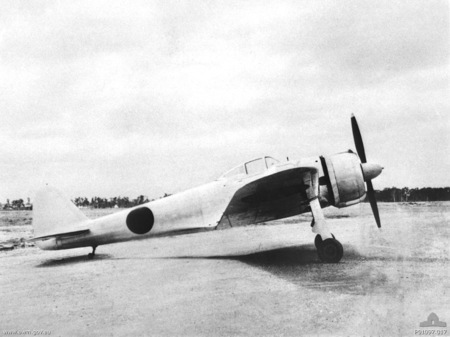
一式戦一型（キ43-I）

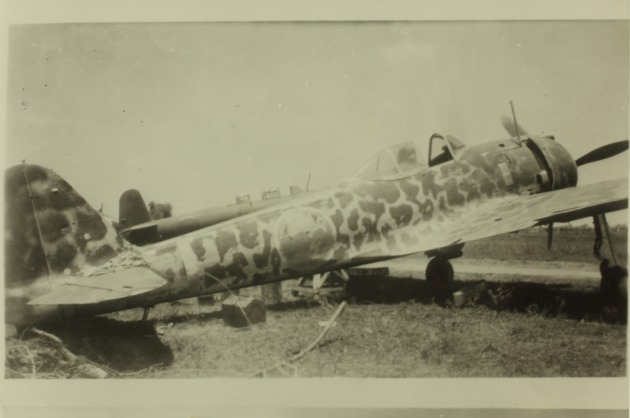
一式戦二型（キ43-II）

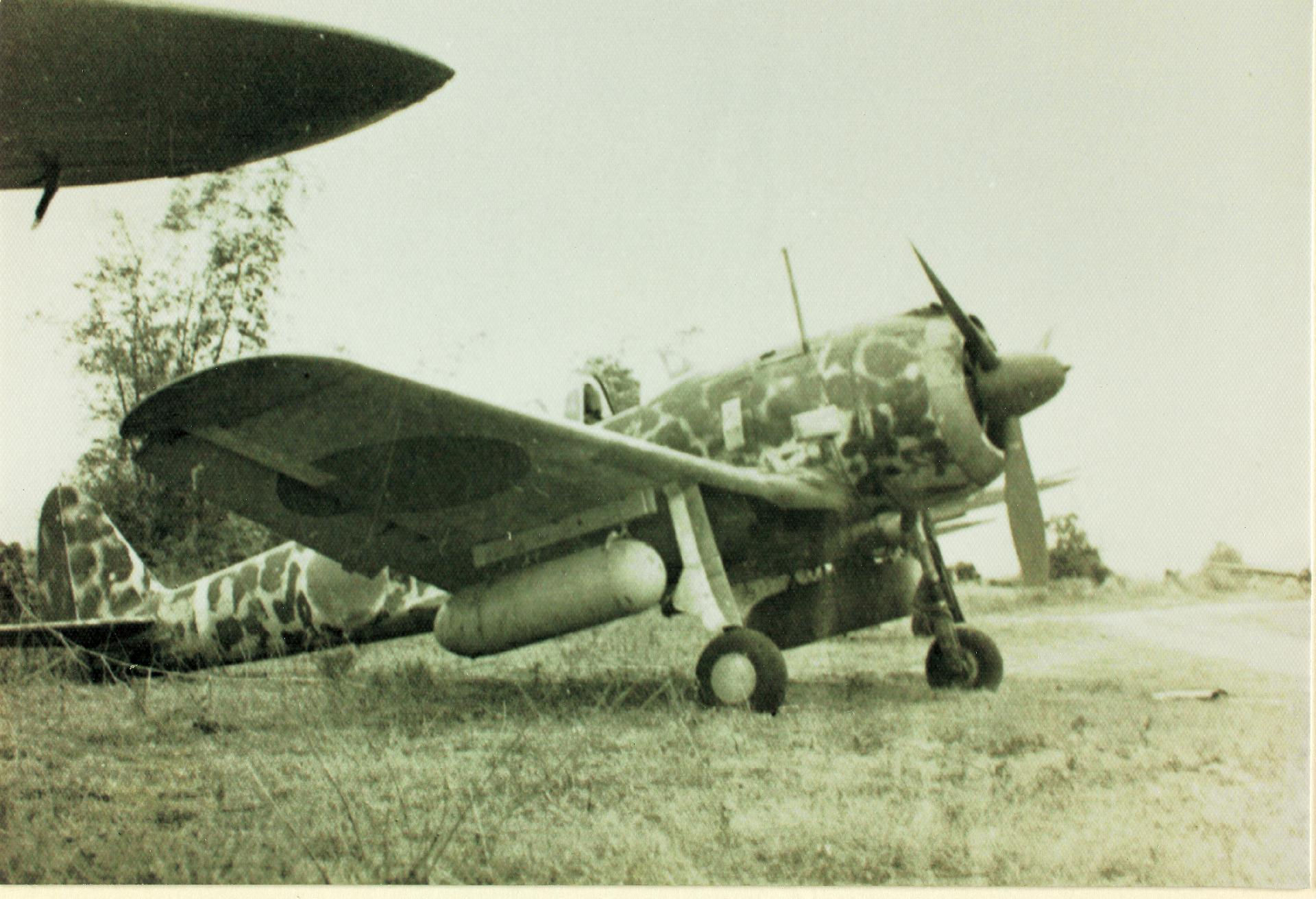
両翼下に統一型落下タンクを兼用型懸吊架に搭載した推力式集合排気管仕様の一式戦二型（キ43-II）

一型（キ43-I）
ハ25を装備した最初の生産型。武装は増加試作機や極初期量産型は7.7mm機関銃2挺（一型甲：キ43-I甲）だが、開戦前に7.7mm機関銃1挺と12.7mm機関砲1門に強化（一型乙：キ43-I乙）され、更に12.7mm機関砲2門へと換装（一型丙：キ43-I丙）された。また試作機時点から7.7mm弾対応の防弾タンク（防漏タンク）を装備していた。いきすぎた軽量化のため機体強度に問題があり、急降下制限速度は550km/hとされた。実戦では1942年7月31日、中国戦線にて第24戦隊所属の一型3機が、急降下するP-40追尾中に機体を引き起こしたさい、両翼が折れ空中分解している。
「キ43」の発展型として「キ43-II」が正式に計画されたため「キ43」は「キ43-I」となり、その発展型「キ43-II」が制式採用され「二型」の制式名称が付与されて以降は従来の「キ43-I」は「一型」と称し区別される。
仮制式制定前の1941年4月から量産が開始され、同年6月より部隊に配備された。1943年中に大半の実戦部隊では二型（キ43-II）に改変されて第一線を退き、1944年末頃まで標的曳航機や訓練機として運用された。一型 (キ43-I) は755機が生産されたと言われている。

二型（キ43-II）
エンジンをハ115に換装し、不完全であった一型（キ43-I）の各部を改良した各型のうち最多生産型。気化器外気吸入口は上部に移動し、プロペラは2翅から3翅に（直径2.90mから2.80mに短縮）、左右主翼端を30cmずつ短くし、機体構造が強化され、降下制限速度が600km/hないし650km/hにまで引き上げられたほか、照準器は眼鏡式（八九式照準眼鏡）から光像式（一〇〇式射撃照準器）に、操縦席の風防と天蓋は平面構成から枠が少ないよりスマートな曲面構成（二式戦と共通品。なお、キ43-II試作機ではかつてキ43試作1号機でも実験された曲面1枚物風防の装備が再度試みられていた）に、また計器盤や主脚の仕様を変更している。武装は一型丙（キ43-I丙）と同様の12.7mm機関砲2門。防弾タンクは12.7mm弾対応に強化されたほか、1943年6月の第5580号機から操縦席背面に13mm厚の12.7mm弾対応防弾鋼板（防楯鋼板）を追加装備している。
二型ではエンジンやカウリングまわりのマイナーチェンジが多く、大別して最初期型は5重の環状潤滑油冷却器を前面に、小型の潤滑油補助冷却器を下面に増設、初期型は前面の環状潤滑油冷却器を廃止して機首下面に統合し大型化。中期型はカウリングを抵抗の少ない丸みを帯びた形に再設計された。中期型までの集合排気管は一型同様に側面を向いていたが、後期型では排気のロケット効果を利用して速度を向上させるため、後方をむいた推力式集合排気管に変更（最大速度536km/hに向上）された。最終型では推力式集合排気管を更に効果の高い推力式単排気管に変更（最大速度は548km/hに向上。これは二型を三型に改造する現地改修用部材が、末期生産型の二型に転用されたものであった）、といった主な点がある。便宜的に推力式集合排気管モデルを二型乙、推力式単排気管モデルを二型改と称することがあるが、あくまで戦後の俗称に過ぎない。
二型の量産中後期頃に懸吊架と落下タンクの仕様を変更。従来の落下タンク専用懸吊架および専用タンクは、電磁器内蔵の爆弾架兼懸吊架および統一規格タンクになり、俗称として前者を「専用型」後者を「統一型」と称した。爆弾架兼懸吊架の実装によって、より容易に爆装が可能となったが、「専用型」・「統一型」双方の落下タンクに互換性は無い（共に容量200l）。
後期型の途中から左翼中央前部に着陸灯を設置。それまでは電灯ではなく、マグネシウムを発火させ着陸灯に使用していた。
1942年2月に試作1号機が完成し同年11月から量産開始、1943年1月より部隊配備された。量産は中島および立川で行われた。生産数は中島が2480機、立川は推定994機

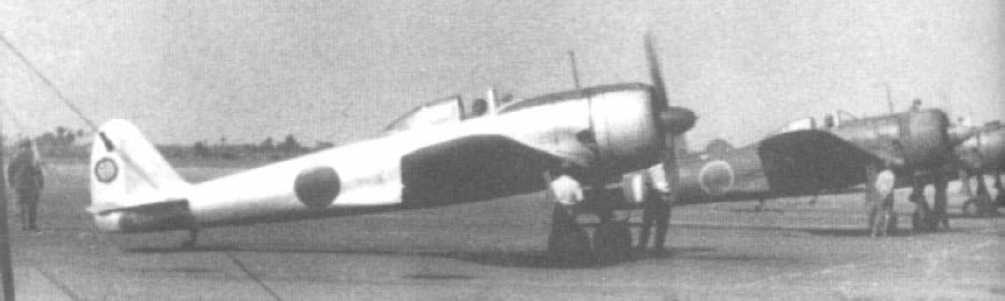
一式戦二型（キ43-II）最初期型（手前）

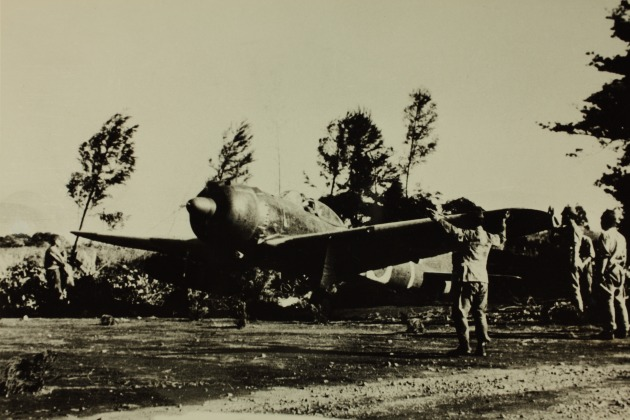
一式戦三型（キ43-III）。右翼下の兼用型懸吊架に大型の落下タンク四型（容量400l）を搭載している

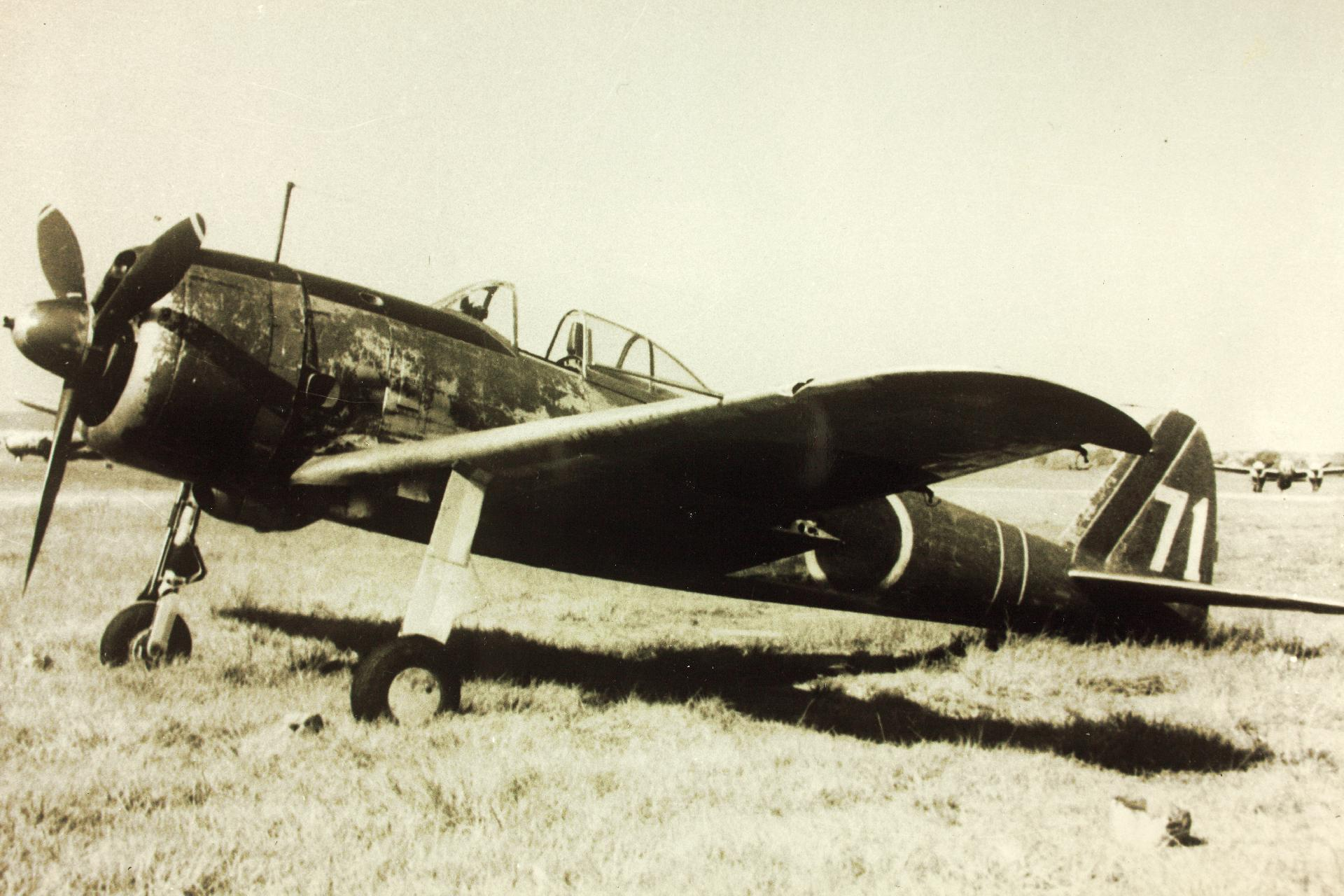
一式戦二型（キ43-II）初期型。カウリングが直線的
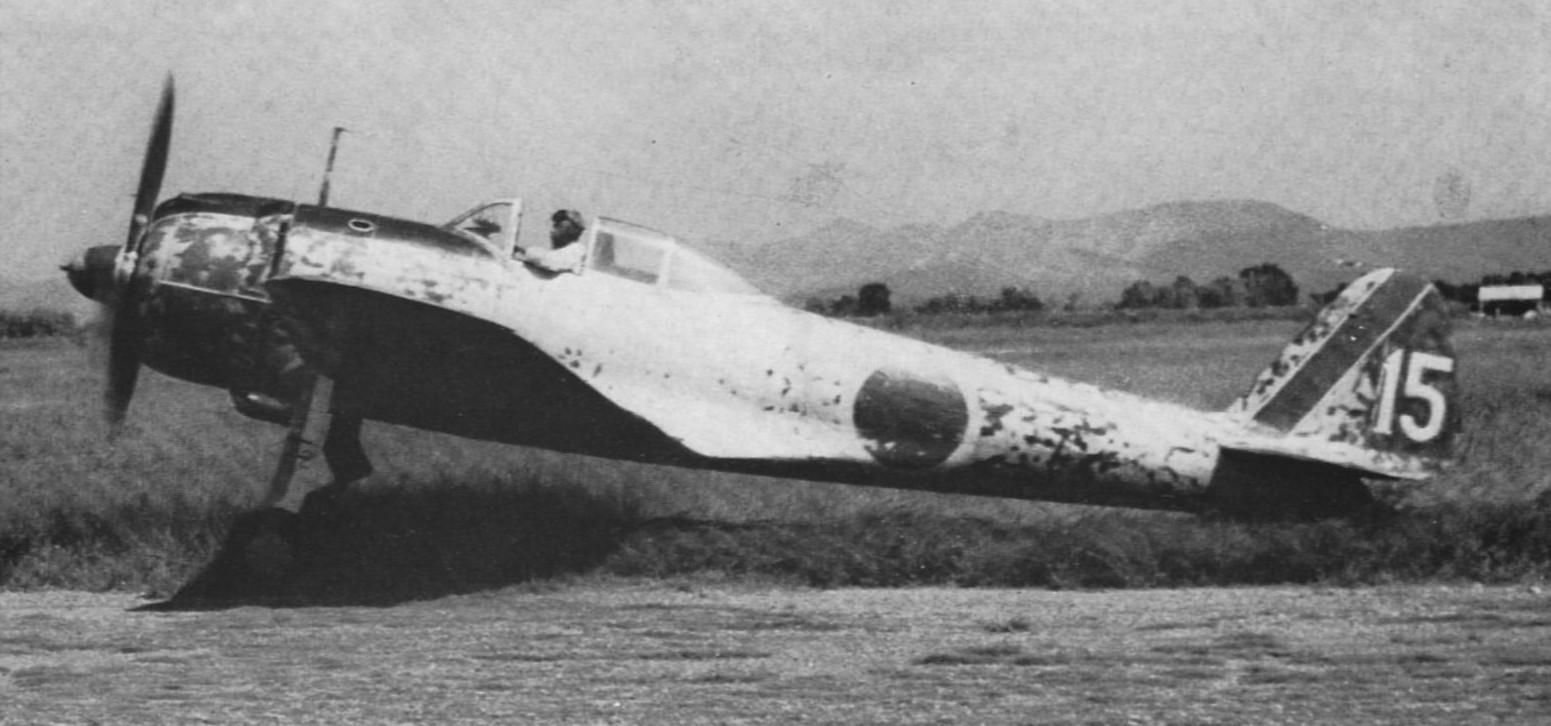
一式戦二型（キ43-II）中期型。カウリングが曲線的
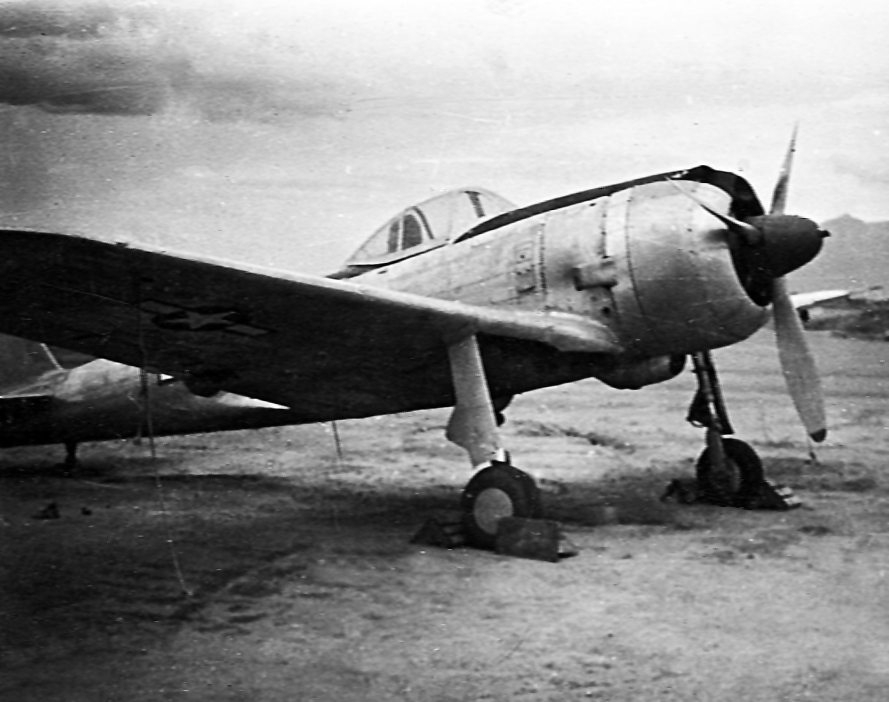
一式戦二型（キ43-II）後期型。兼用型懸吊架は持たない。集合排気管の先端が後方を向いている
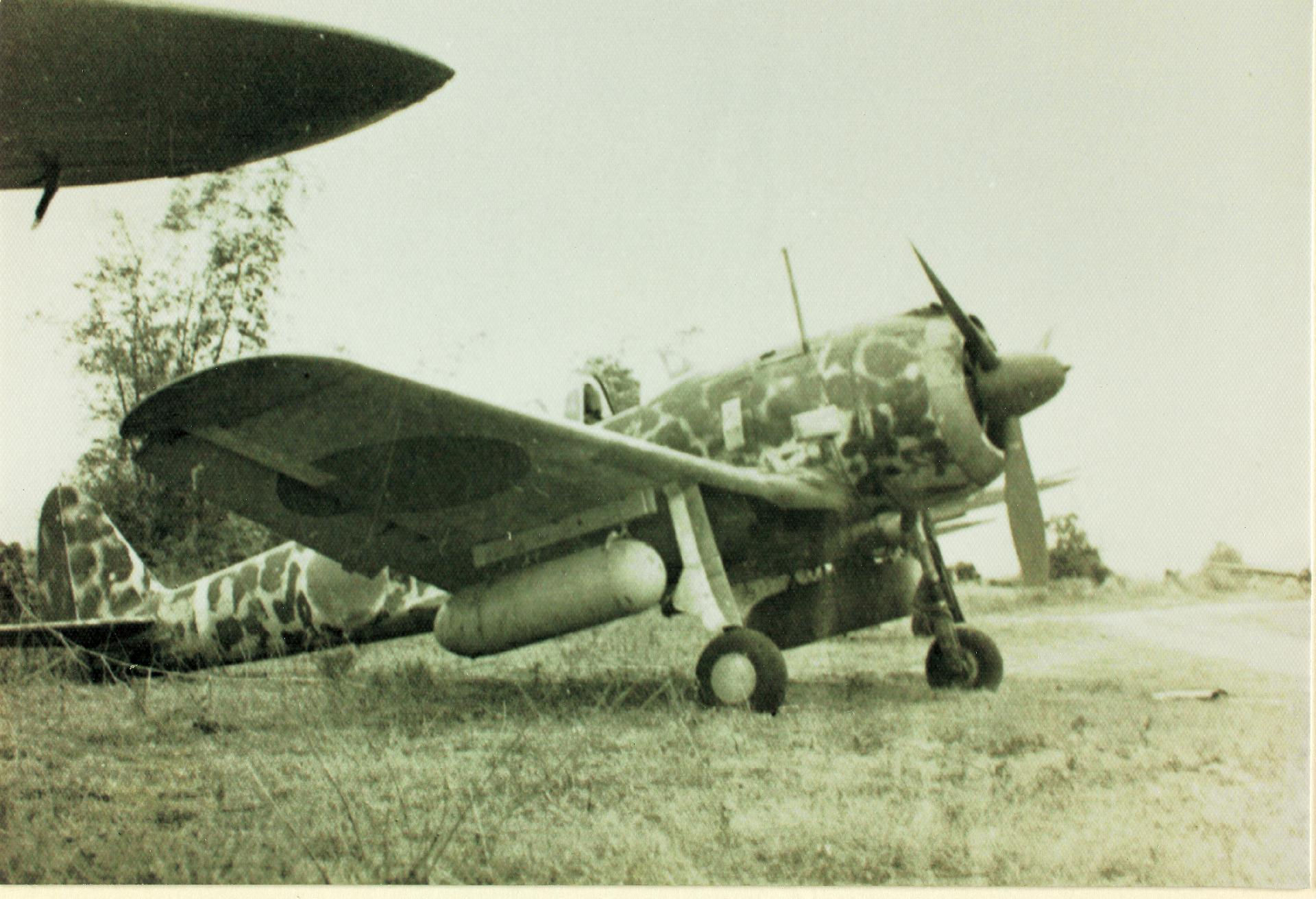
一式戦二型（キ43-II）後期型。兼用型懸吊架を持ち統一型落下タンクを搭載している

三型（キ43-III）
エンジンを水メタノール噴射装置付のハ115-IIに換装した推力式単排気管仕様の最終生産型。操縦席後部に容量70lの水メタノールタンクを新設し、推力式単排気管モデルの二型最終型と異なり量産三型の排気管数は片側7本となる。武装や防弾は二型第5580号機以降と同様。最大速度は560km/hに向上。 三型（二型の後半モデルを含む）になると当初の「軽戦」のイメージが薄れ、かなり無理がきく機体になっていた。一方で水メタノール噴射装置の不具合や、整備兵の不慣れにより稼働率が低下している。
武装を20mm機関砲2門に強化したキ43-III乙は試作止まりであるが、キ43-III乙との区別のため、従来型を三型甲（キ43-III甲）と称することがある。
1944年7月から量産開始、順次部隊配備された。四式戦の生産のために中島は試作のみを行い、量産は全て立川で行われた。生産数は約1500機と推測される。

キ43-IV
計画のみに終わった型式で、幾つかの異なるプランが存在した。
(1) - エンジンを陸軍側の提案でハ45に換装した機体で、多くの文献にも記述が見られるが、三型の開発主務者であった大島賢一技師が異議を唱え、中島も四式戦の開発に専念するために中止となったもの。
(2) - エンジンを水メタノール噴射装置付のハ112-II（海軍の金星六二型とほぼ同じ）に換装し、機体の一部を木製化した機体。
このほかにも、生産が立川に移管されたのち、余剰になっていたハ33-42（海軍の金星四二型とほぼ同じ）を使用した機体を計画したが、出力がハ25程度でしかないためか陸軍航空本部の指示で中止しており、実現していればキ43-IVを名乗った可能性がある。
「キ43-IV」は制式採用されていないため「四型」の制式名称は付与されていない。

キ62
計画が消滅した機体。1940年の研究方針で構想された時点では完全な新設計の軽単座戦闘機となっていたが、発注先の中島がキ43の開発で手一杯だったため新規開発は中止となり、最終的には一式戦二型をキ62相当として扱うことになった。また、陸軍側によってハ45を搭載する試案も検討されていた。

## 日本国外での運用
一式戦は日本軍以外の軍隊で最も運用された日本製戦闘機でもある。大戦中には「友好国」であった満洲国軍やタイ王国軍に供与され、両軍では連合軍機を相手に幾度となく戦闘を行っている。タイ王国軍は一式戦に国籍標識として「白象」を垂直尾翼に描き、中村三郎大尉ほか第64戦隊員により運用の指導が行われ（それらの模様は1944年4月27日の日本ニュース第204号『タイ空軍「隼」戦闘機で訓練』に収録）、バンコク空襲では日本軍機とともに迎撃戦に参加している。第二次大戦後も数年間、アメリカ製戦闘機が配備されるまで使用されていた。
外地で終戦を迎えた一式戦はフランス軍、インドネシア軍、中華民国軍（国民革命軍・国民党軍）、中国人民解放軍（紅軍・共産党軍）、朝鮮人民軍に接収された上で使用されている。フランスは第一次インドシナ戦争において二つの部隊で二型を対ゲリラ戦に、インドネシアではインドネシア独立戦争において二型をイギリス軍、オランダ軍との戦闘で使用している。これら各国では、敗戦により武装解除を受け捕虜となった日本軍操縦者により操縦方法を伝授されていた。中国では共産党軍が関東軍の第4練成飛行隊長林弥一郎元少佐ら日本軍人による東北民主連軍航空学校での指導の下に、国共内戦において使用。一方の国民党軍においても自軍の国籍標識を付けた機体が複数存在したが、アメリカからの全面的な支援を受けていた国民党軍においてこれらがどの程度実用されていたのかは明らかでない。朝鮮人民軍では戦後の一時期、創設間もない航空部隊の訓練用に二型を運用しており、ソ連機が配備されるまで使用された。

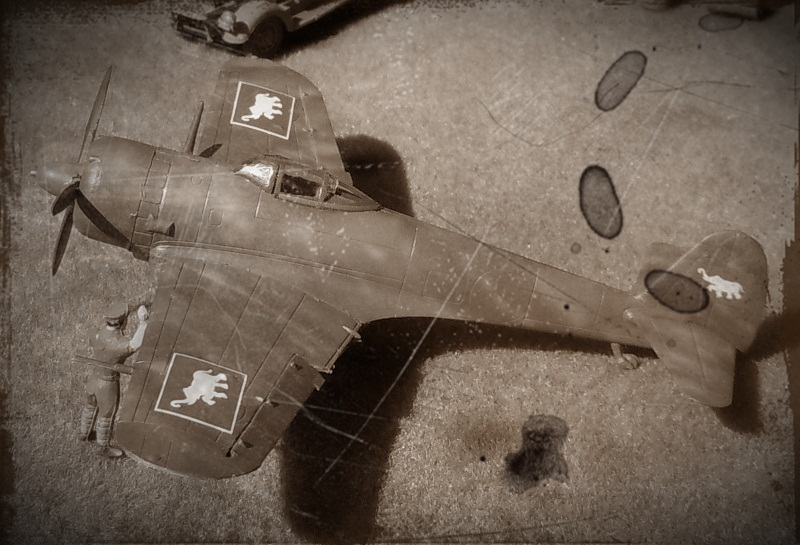
タイ王国軍における一式戦二型（キ43-II）を再現した模型
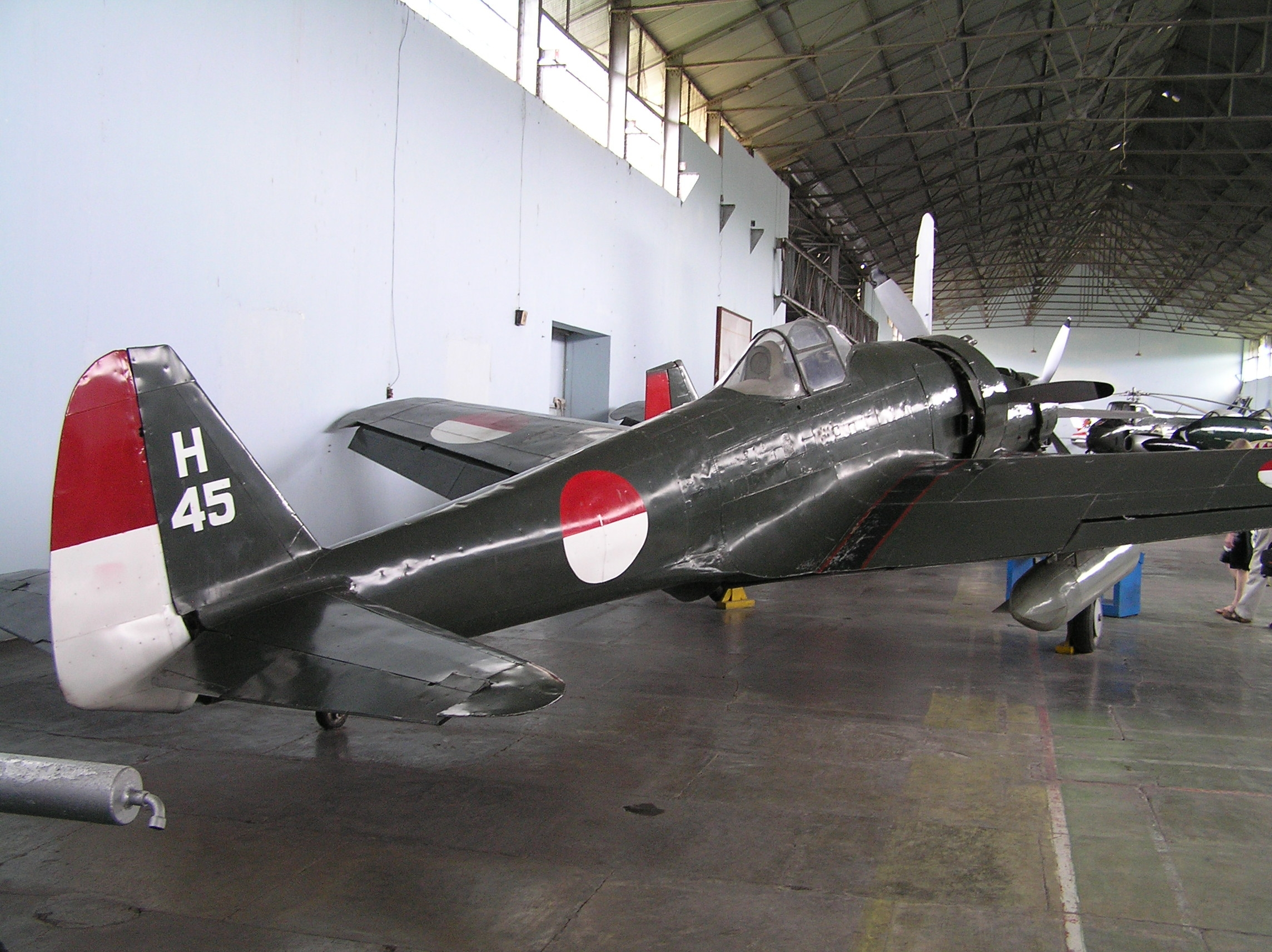
インドネシア軍における一式戦二型（キ43-II）。天蓋がオリジナルの二型とは異なるなど手が加えられている。インドネシア空軍中央博物館所蔵
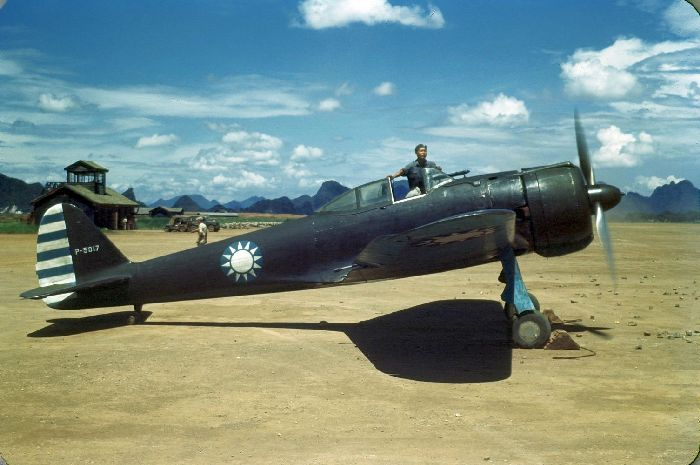
国民革命軍における一式戦一型（キ43-I）

## 現存する機体
- 戦後散逸してしまった航空機の一つなので、諸説がある機体もある。
- 出典[197]

| 型名   | 機体番号              | 機体写真 | 国名           | 管理者                                                | 公開状況 | 状態     | 備考 |
| ------ | --------------------- | -------- | -------------- | ----------------------------------------------------- | -------- | -------- | --- |
| 一型丙 | 中島 750              |          | アメリカ       | フライング・ヘリテージ・コレクション                  | 公開     | 飛行可能 | 1943年（昭和18年）1月にトラック島に配備された第1戦隊ないし第11戦隊の一式戦一型（キ43-I、第750号機）。その後パプアニューギニアのラバウルに配備。終戦直後にラバウルの ブナカナウ飛行場から4マイルほどの密林で発見された。着陸時の事故で破損していた機首部分を、日本兵が複数の一式戦から回収した部品で修理したという経緯がある。 ポール・アレンが購入後ニュージーランドのアルパイン・ファイター・コレクションにより飛行可能状態にまでレストアされた。機体・エンジンともにほぼオリジナルである。常設展示されており不定期に展示飛行を行っている。 |
| 一型   | 不明                  | 写真     | 日本           | 河口湖自動車博物館・飛行舘                            | 公開     | 静態展示 | 飛行第64戦隊長であった加藤建夫少佐乗機のマーキングとなっている。 |
| 二型   | 中島 6750             |          | 日本           | 河口湖自動車博物館・飛行舘                            | 公開     | 静態展示 | 旧日本陸軍､飛行第77戦隊で運用された２型。この6750号機は1944年､ニューギニアで米軍に捕獲され､性能調査試験が実施された有名な機体。。 |
| 二型   | 中島 5465             | 写真     | オーストラリア | オーストラリア戦争記念館                              | 公開     | 静態展示 | エンジン付近と主翼より後ろの胴体が未修復の状態で展示されている。 |
| 二型   | 中島 6430             |          | アメリカ       | ピマ航空宇宙博物館                                    | 公開     | 静態展示 | スミソニアン国立航空宇宙博物館所有の機体でピマ航空宇宙博物館に貸与されているもの。本機は複数の一式戦の部品を元に再生したもので、胴体など主だったところは6430のもの。風防は一型を流用している。 塗装とマーキングは、1944年（昭和19年）ニューギニアのホーランジヤ（ホーランディア、現ジャヤプラ）を拠点としていた飛行第63戦隊のもの 。 |
| 二型   | 不明                  |          | インドネシア   | インドネシア空軍中央博物館                            | 公開     | 静態展示 | インドネシア軍で戦後に運用されていた機体。風防などに手が加えられている。 |
| 二型   | 中島 15267            |          | アメリカ       | ミュージアム・オブ・フライト                          | 公開     | 飛行可能 | テキサス・エアプレーン・ファクトリーが復元した4機の一式戦のうちの1機。本機は著名な軍用機コレクターであるダウ・チャンプリン氏が千島列島の占守島から回収した、15267を主とした4機の一式戦の残骸から取得した部材に新造した部品を加えて1990年代に復元されたものとされている。R-1830-92エンジンなど現用品を使用するなどして飛行可能となった。 その後ゴスホーク・アンリミテッドが、2008年にレストアを完了した。塗装とマーキングは飛行第54戦隊第3中隊所属の製造番号15267号機としている。                                                             |
| 三型甲 | 中島 15344            |          | アメリカ       | ティラムック航空博物館 (エリクソン航空機コレクション) | 公開     | 飛行可能 | テキサス・エアプレーン・ファクトリーが復元した4機の一式戦のうちの1機。千島列島から回収された4機の一式戦の残骸から取得した部材と新造した部品で復元された。現用品のP&W R-1830-92 エンジンを使用するなどして飛行可能となった。塗装とマーキングは運用時を尊重し、飛行第54戦隊第3中隊所属の製造番号15344号機としている。 ワシントン州在住のジャック・A・エリクソン(Jack A. Erickson、エリクソン社社長)が本機を購入。2008年6月11日に連邦航空局の認可を獲得し NX43JE として登録。同氏の依頼によりゴスホーク・アンリミテッドが主脚を修理した。       |
| 二型   | 中島 15403 中島 16209 |          | ロシア         | 大祖国戦争博物館                                      | 公開     | 静態展示 | テキサス・エアプレーン・ファクトリーおよびゴスホーク・アンリミテッドが、占守島付近で発見された一式戦闘機（飛行第54戦隊機）、三型甲15403と二型16209の残骸から二型として復元。リバースエンジニアリングによって復元した4機のうちの1機。 |
| 三型甲 | 中島 15403            |          | アメリカ       | ゴスホーク・アンリミテッド                            | 非公開   | 修復中   | テキサス・エアプレーン・ファクトリーが復元した4機の一式戦のうちの1機。まだ完全に復元できていないため、ゴスホーク・アンリミテッドが所有。 |
| 三型   | レプリカ              |          | 日本           | 知覧特攻平和会館                                      | 公開     | 静態展示 | 映画『俺は、君のためにこそ死ににいく』の撮影に使用された三型甲をモデルとするレプリカが展示されている。同館は、世界で唯一良好な形で現存する実機である四式戦闘機を所蔵している。 |

## エース・パイロット
以下は主に一式戦をもって戦果を挙げた主要エース。階級は原則最終階級を表記（戦死者は特進後最終階級）、部隊は主要部隊を軍隊符号で表記（FR飛行戦隊・Fcs独立飛行中隊）。
- 加藤建夫 - 少将・64FR・戦死
- 南郷茂男 - 中佐・59FR・戦死
- 尾崎中和 - 中佐・25FR・戦死
- 中村三郎 - 中佐・64FR・戦死
- 坂川敏雄 - 少佐・25FR・搭乗輸送機の墜落により事故死
- 安間克己 - 少佐・64FR・戦死
- 黒江保彦 - 少佐・64FR
- 檜與平 - 少佐・64FR
- 生井清 - 少佐・33FR
- 宮辺英夫 - 少佐・64FR
- 竹内正吾 - 少佐・64FR・三式戦の68FRにて戦死
- 上坊良太郎 - 大尉・33FR
- 小野崎熙 - 大尉・59FR
- 隅野五市 - 大尉・64FR・戦死
- 伊藤直之 - 大尉・64FR
- 四至本広之烝 - 大尉・11FR
- 中崎茂 - 大尉・50FR
- 細野勇 - 中尉・25FR
- 金井守吉 - 中尉・25FR
- 黒木為義 - 中尉・33FR
- 升澤政利 - 少尉・1FR
- 宗昇 - 少尉・50FR・四式戦の200FRにて戦死
- 新藤制雄 - 少尉・64FR
- 安田義人 - 准尉・64FR
- 清水一男 - 准尉・59FR
- 吉良勝秋 - 准尉・24FR
- 坪根康祐  - 准尉・64FR
- 山口文一 - 准尉・204FR
- 羽沢岩太郎 - 准尉・10Fcs/25FR・戦死
- 清野英治 - 准尉・10Fcs/25FR
- 大竹久四郎 - 准尉・10Fcs/25FR
- 大房養次郎 - 准尉・50FR
- 佐々木勇 - 准尉・50FR
- 広畑富男 - 准尉・59FR・戦死
- 小倉光雄 - 准尉・24FR
- 穴吹智 - 曹長・50FR
- 下川幸雄 - 曹長・50FR
- 五十嵐留作 - 曹長・50FR
- 渡辺美好 - 曹長・64FR・戦死
- 正野正 - 曹長・10Fcs/25FR・戦死
- 山本隆三 - 曹長・64FR・戦死
- 池沢十四三 - 軍曹・64FR

## 登場作品

### 映画
『翼の凱歌』（1942年、東宝映画製作の戦争映画）
実機の一型が登場。一式戦の開発ストーリーを描く。
『愛機南へ飛ぶ』（1943年、松竹映画製作の戦争映画）
実機の二型が登場。
『陸軍航空戦記 ビルマ篇』（1943年、日本映画社製作の記録映画）
実際のビルマ航空戦における一型や九九襲・九九双軽・九七重爆・九七司偵などの従軍模様を撮影。
『加藤隼戦闘隊』（1944年、東宝製作の戦争映画）
実機の一型と二型が登場。加藤建夫と飛行第64戦隊の活躍を描く。
『あゝ陸軍隼戦闘隊』（1969年、大映製作の戦争映画）
実物大模型機の一型が登場。
『俺は、君のためにこそ死ににいく』（2007年、東映製作の戦争映画）
実物大模型機及びCG制作の三型が登場。

### 漫画・アニメ
『アニメンタリー 決断』
「加藤隼戦闘隊」などに登場している。
『大空のちかい』
九里一平による作品。加藤隼戦闘隊に所属する主人公。早房一平の活躍を書いている。
『ククルカン 史上最大の作戦』
スフィアを越えてミリオーネンから現れた諏訪友也の愛機。機首機銃2挺のみの軽武装なので、敵機に致命打を与えられず苦戦する。
『荒野のコトブキ飛行隊』
　主人公らが所属するコトブキ飛行隊が一型12.7mm搭載機を使用する。空賊の機体として三型も登場している。
『戦場まんがシリーズ』
「メコンの落日」他、多数の作品に登場。
『帝都迎撃戦闘隊』

### ゲーム
『War Thunder』
プレイヤーの操縦機体として一型・二型・二型（米軍鹵獲機）・三型甲（中国軍鹵獲機）・三型乙が登場する。
『艦隊これくしょん -艦これ-』
支援システム「基地航空隊」専用装備として二型・三型甲・三型甲(54戦隊)・二型(64戦隊)・三型改(65戦隊)が登場する。
また対潜哨戒機として三型改(20戦隊)が登場する。
『荒野のコトブキ飛行隊 大空のテイクオフガールズ！』
各キャラクターの搭乗可能機体として一型と三型が登場。コトブキ飛行隊全員や怪盗団アカツキのレンジが一型、後期のハルカゼ飛行隊全員や怪盗団アカツキのカランが三型を本来の愛機としており、搭乗することで能力が向上する。